# Marc Antoine
Pour les articles homonymes, voir Antoine, Antonius et Marc-Antoine (homonymie).
Marc Antoine, en latin Marcus Antonius (M•ANTONIVS•M•F•M•N), est un homme politique et militaire romain, né le 14 janvier 83 av. J.-C. et mort le 1er août 30 av. J.-C.
Après une jeunesse turbulente aux côtés notamment de Curion et Publius Clodius Pulcher, il sert de 57 à 52 av. J.-C. dans l'armée avec le grade de chef de la cavalerie en Syrie, Judée et Égypte, sous le commandement de Gabinius.
En 52 av. J.-C., il rejoint Jules César et combat lors de la Guerre des Gaules au siège d'Alésia (juillet-septembre 52 av. J.-C.). Il participe ensuite à la guerre civile contre Pompée, durant laquelle il s'illustre politiquement en défendant la cause de César en tant que tribun de la plèbe en 49 av. J.-C., et militairement lors de la victoire à Pharsale l’année suivante. Lors des campagnes de César en 48-47 av. J.-C., Marc Antoine est nommé maître de cavalerie et s'occupe de l'administration de l'Italie et de Rome en l'absence du dictateur. Il s'acquitte mal de sa tâche et perd un temps la confiance de César. Il devient cependant son co-consul pour l'année 44 av. J.-C.
Après l'assassinat de César, Marc Antoine, alors consul, parvient à se maintenir au pouvoir tout en éloignant les conjurés, mais face à l'hostilité du Sénat, mené par Cicéron et par le petit-neveu et fils adoptif de César, Octavien, il se trouve rapidement isolé, puis vaincu lors de la guerre civile de Modène et déclaré « ennemi public ». Cependant, il réussit ensuite à réunir l'armée la plus importante d'Occident, grâce au ralliement de Ventidius Bassus, puis à ceux plus ou moins volontaires de Lépide, Munatius Plancus et Asinius Pollion. Devant le renouveau de la cause pompéienne et républicaine ainsi que la mise à l'écart d'Octavien, il forme avec celui-ci et Lépide une alliance pour se partager la République romaine : le second triumvirat. Cela représente l'union des héritiers politiques de César face au Sénat et aux « Républicains », partisans des meurtriers du dictateur.
Les triumvirs sont victorieux des Républicains lors de la bataille de Philippes en 42 av. J.-C. et Marc Antoine, grand artisan de cette victoire, se réserve la réorganisation des provinces d'Orient tout en gardant le contrôle des Gaules. À la suite de la guerre civile de Pérouse à l'initiative de sa troisième épouse Fulvie et de son frère Lucius Antonius contre Octave, où ses partisans sont vaincus[pas clair], le pacte de Brindes et la paix de Misène répartissent les terres romaines en 40 et 39 av. J.-C. L'Occident revient à Octave tandis qu'Antoine est confirmé en tant que maître de l'Orient, perdant cependant les Gaules, Lépide gardant l'Afrique et Sextus Pompée les îles italiennes et le Péloponnèse. Antoine se remarie avec Octavie, sœur d'Octave.
Il se consacre notamment à la lutte contre les Parthes qui sont passés à l'offensive. Un de ses lieutenants, Ventidius Bassus réussit dans un premier temps à les repousser et triompher des Parthes, puis, avec le soutien financier et militaire du principal vassal romain en Orient, l'Égypte ptolémaïque de Cléopâtre VII, Antoine organise une offensive de très grande ampleur qui tourne à la déroute en 36 av. J.-C., la situation revenant au statu quo précédant le conflit. Antoine rompt alors définitivement avec Octave, s'installe en Égypte, vivant avec la reine Cléopâtre, auparavant mise sur le trône d’Égypte par Jules César lui-même. Antoine réorganise en dix années la totalité de l’Orient romain et s'y comporte comme un prince hellénistique.
Octavien, qui s'est débarrassé de Lépide et Sextus Pompée en Occident, se pose très habilement en défenseur de la civilisation romaine contre les ambitions de Cléopâtre et la « déviance orientalisante » d'Antoine, qui a rompu avec sa sœur pour une reine étrangère, et provoque la guerre entre les deux rivaux en 32 av. J.-C. Le commandant de la flotte d'Octave, Vipsanius Agrippa, l'emporte en septembre 31 av. J.-C. lors de la bataille d'Actium. Acculés par les légions octaviennes, Antoine puis Cléopâtre se suicident au début du mois d'août 30 av. J.-C.
Les actions politiques de Marc Antoine auprès de César puis au sein du second triumvirat participent à la chute de la République romaine. En 27 av. J.-C., quelques années après la mort d'Antoine à Alexandrie, le Sénat décerne à Octave les titres de Princeps et surtout d'« Auguste », jusque-là réservé aux dieux, ce qui marque la fin de la période républicaine et le début de l'Empire romain.
L'historiographie antique est influencée par la propagande augustéenne et est globalement défavorable à Antoine à partir du moment où il est maître de l'Orient et qu'il rencontre Cléopâtre. L'image de cette dernière est noircie afin d'en faire l'adversaire malfaisant de Rome et le mauvais génie de Marc Antoine.

## Biographie

### Naissance et ascendance
Marc Antoine naît à Rome un 14 janvier, très probablement en l'année 83 av. J.-C.,, bien que 86 et 81 soient parfois avancées,. Son nom complet est Marcus Antonius Marci Filius Marci Nepos, c'est-à-dire « Marcus Antonius, fils de Marcus, petit-fils de Marcus ». Il ne possède pas de cognomen. Sa gens Antonia est une famille plébéienne assez récente. Selon ce que rapporte Plutarque, elle descend d'Anton (Άντων), fils mythologique du demi-dieu Hercule créé par Marc Antoine, et dont il clame être le descendant.
|                                      |  |  |
| Têtes dites « Marius » et « Sylla ». |  |  |

Son grand-père paternel est Marcus Antonius Orator, un des plus grands orateurs de son temps,, notamment pour Cicéron qui en fait l'autre interlocuteur principal de son De oratore. En 104, il est préteur puis, l’année suivante, propréteur en Cilicie. Il est un des premiers à monter une campagne contre les pirates qui sont basés dans sa province,. Celle-ci est couronnée de succès et il a droit à un triomphe,. En l'an 100, Caius Marius, consul pour la cinquième fois consécutive, doit faire face à des difficultés venant de ses alliés, les populares, en particulier le tribun de la plèbe Lucius Appuleius Saturninus et le préteur Caius Servilius Glaucia, qui font régner la terreur à Rome en faisant, notamment, assassiner ceux qui tentent de se présenter contre eux au tribunat et au consulat. Marius, inquiété par une situation qui lui échappe, abandonne ses anciens amis et se range du côté du Sénat, faisant exécuter les fauteurs de trouble et leurs partisans par le biais d’un senatus consultum ultimum. Marius peut alors organiser les élections et faire élire au consulat Antonius Orator, tout juste auréolé de son triomphe, et Aulus Postumius Albinus,. Antonius, qui fait partie des modérés au Sénat, aide à réprimer les troubles et faire condamner les anciens partisans de Marius, ce dernier lui vouant peut-être dès lors une haine tenace pour cette assistance trop zélée. Antonius Orator devient ensuite censeur en 97 aux côtés de Lucius Valerius Flaccus. Il est le premier de sa gens à atteindre ces magistratures. Par ailleurs, les auteurs antiques rapportent que ses plaidoiries rencontrent beaucoup de succès,. En 87, alors qu'il a opté pour le parti de Sylla dans la première guerre civile entre Marius et Sylla, il est mis à mort par les partisans de Caius Marius,,, ce dernier l'ayant mis en tête de liste de ceux à exécuter. Sa tête est exposée sur la tribune aux harangues,, lieu de tant de succès oratoires,.

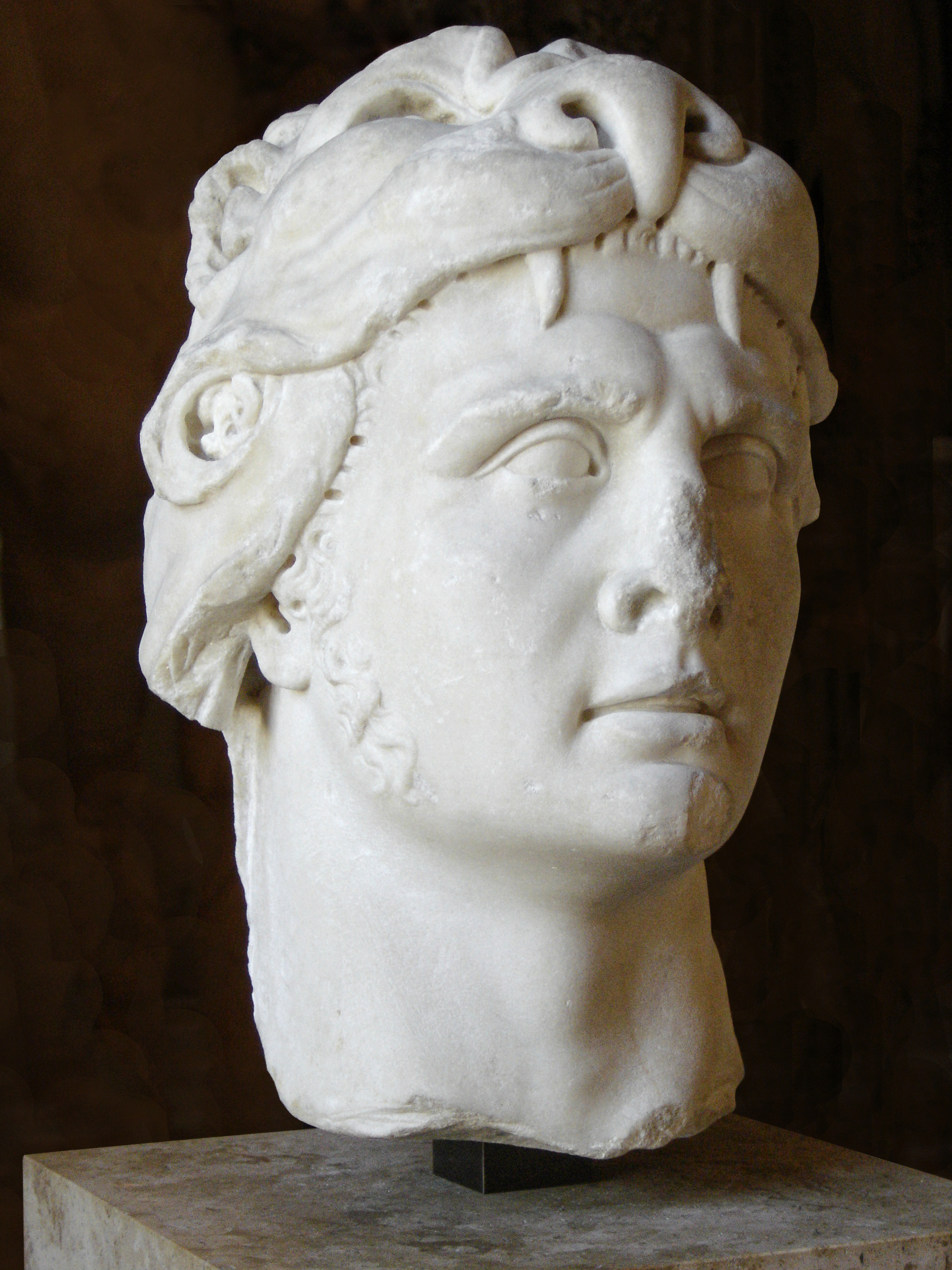
Mithridate VI du Pont sous les traits d'Héraclès.

L'oncle paternel de Marc Antoine est Caius Antonius Hybrida. Partisan de Sylla, ce dernier s'en prend aux proscrits à la tête d'une troupe de gladiateurs, commençant à amasser une grande fortune. Il commence sa carrière militaire comme légat commandant la cavalerie de lors des guerres contre Mithridate VI. Après le retour de Sylla à Rome, Caius demeure en Grèce, où il est censé maintenir la paix et l’ordre, il finit par piller le pays ; et par mettre à sac plusieurs temples et lieux sacrés. Des soupçons d’atrocités commises contre la population, dont la torture, lui valent son surnom « Hybrida » selon Pline l'Ancien,. En 76, il est mis en accusation pour ses exactions par le jeune Jules César, mais échappe à une condamnation en faisant appel aux tribuns de la plèbe,. En 70, il est exclu du Sénat par les censeurs,. Malgré sa réputation, il est élu tribun en 71, ce qui lui permet de réintégrer le Sénat, puis préteur en 66 avec, entre autres, Cicéron, et finalement consul en 63, également avec Cicéron. Son rôle est trouble dans la conjuration de Catilina, bien qu'il semble que Cicéron en fasse finalement un allié, quoique incertain. Caius Antonius Hybrida part ensuite en Macédoine, riche province que Cicéron lui a cédé, où il se rend si détestable par son oppression et ses extorsions envers la population, qu’il doit se retirer, après avoir de surcroît subi deux défaites honteuses à ses frontières, notamment à la suite de la trahison d'alliés de Rome, eux aussi excédés par son attitude. En 59, Caius est accusé à Rome d’avoir pris part à la conjuration de Catilina et d’extorsion financière dans sa province. Il est condamné et s’exile. Il semble que César l’ait rappelé, car il participe aux réunions du Sénat en 44 et devient même censeur en 42.
Son père est Marcus Antonius Creticus, préteur en 76 et, un an plus tard, il reçoit de la part du Sénat une commission extraordinaire, afin de libérer la mer Méditerranée des pirates et aide ainsi Pompée dans ses guerres contre le roi du Pont Mithridate VI. Toutefois, il ne prend pas au sérieux sa tâche importante, et échoue dans sa charge, délaissant les provinces qu'il est censé protéger des vols,,. Il se fait remarquer par ses exactions, notamment en Sicile, qui provoquent plus de dégâts que les pirates eux-mêmes,. Il attaque les Crétois, mais ceux-ci se révoltent et Marcus subit une défaite navale humiliante, et il n'a la vie sauve qu'en signant un traité de paix honteux,. C'est pour cette raison, semble-t-il, qu'on lui attribue, pour se moquer de lui, le surnom de « Creticus », qui signifie le « vainqueur de la Crète »,. Il y meurt quelques mois plus tard, ne survivant pas à sa honte, en 72 ou en 71,. Quelques années plus tard, pour faire face à cette piraterie qui possède de nombreuses places fortes et infeste la Méditerranée, Pompée recevra un imperium exceptionnel, pour éliminer cette menace, qui perturbe considérablement le transport de vivres vers Rome depuis la Sicile et l'Égypte, et menace d'affamer la péninsule italienne. Plutarque décrit Antonius Creticus malgré tout comme « l'homme le plus juste, le plus honnête, et même le plus libéral », alors que les historiens modernes gardent de lui l'image d'un noble incompétent, falot et corrompu,,, mais bien moins vicieux que son frère Hybrida. Généreux envers ses amis, bien que peu riche,, il est très endetté à sa mort.
Sa mère est une Julia, fille de Lucius Julius Caesar, consul en 90, adversaire de Marius, et lui aussi exécuté en 87, à l'instar d'Antonius Orator. Membre de la famille des Iulii Caesaris, elle est la sœur de Lucius Julius Caesar, consul en 64 et préfet de Rome en 47. Ils sont apparentés aux frères Sextus Julius Caesar, consul en 91, et Caius Julius Caesar, père de Jules César,.

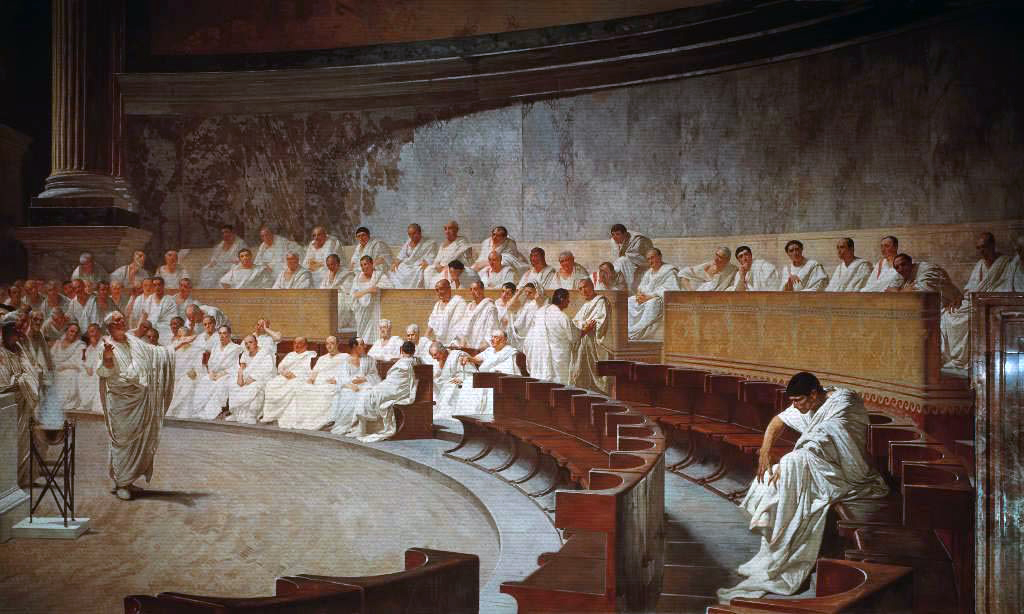
Cicéron dénonce Catilina, fresque réalisée en 1882-1888 par Cesare Maccari.

Devenue veuve, la mère d'Antoine épouse alors Publius Cornelius Lentulus Sura, un sénateur romain de vieille famille, constamment endetté, et dont la carrière entière ressemble à celle d'Antonius Hybrida : nombreuses malversations et corruptions dans sa jeunesse, qu'il ne nie pas, et va jusqu'à revendiquer. Il est consul en 71, puis l'année suivante, il est lui aussi exclu du Sénat par les censeurs, pour immoralité, mais il parvient à réintégrer le Sénat en devenant préteur en 63. Il est alors l'un des principaux membres de la conjuration de Catilina, lors du consulat de Cicéron et Hybrida, dont il ignore qu'il a été retourné par son collègue, il est confondu par Cicéron puis exécuté en vertu du senatus consultum ultimum en vigueur,,.
En outre, Marcus Antonius a deux frères cadets : Caius et Lucius,.
Antoine est donc né dans une République romaine en crise, secouée par les guerres civiles et où le pouvoir tend à tomber aux mains des imperatores, ces généraux enrichis par la guerre, et qui peuvent s'appuyer sur de nombreux partisans pour faire régner leur loi, à une époque où les conjurations sont légion. Sa famille, à l'instar de la plupart des contemporaines, possède d'éminents talents, tels que son grand-père l'Orateur, mais aussi de nombreux corrompus, particulièrement son oncle Hybrida ou son beau-père Sura.

### Jeunesse de Marc Antoine
Plutarque, auteur grec qui écrit sous le règne de Trajan au début du IIe siècle, brosse un portrait flatteur du jeune Marc Antoine et le décrit alors comme étant d'une « grande beauté » : « la dignité et la noblesse de sa figure annoncent un homme d'une grande naissance ; sa barbe épaisse, son front large, son nez aquilin, et un air mâle répandu sur toute sa personne, lui donnent beaucoup de ressemblance avec les statues et les portraits d'Hercule ».
Son père étant décédé en 72-71, c'est sa mère Julia qui l'élève. Plutarque la dépeint comme un modèle de matrone romaine tandis que Cicéron, contemporain, la définit en 63 comme une « femme d'un mérite si distingué » (femina lectissima). Antoine et ses frères sont déclarés en faillite, au vu des dettes laissées par leur père à sa mort, même si leur nouveau beau-père Sura et probablement leur oncle Hybrida peuvent subvenir à leurs besoins. L'exécution de Sura, impliqué dans la conjuration de Catilina, en 63, est « le prétexte et la source de la haine implacable d'Antoine contre Cicéron » selon Plutarque, mais, si les deux hommes ne sont peut-être pas en très bons termes, leurs relations sont cordiales en 53 et ce jusqu'en 44.
Antoine reçoit une excellente éducation, comme tous les jeunes Romains issus d'une famille aristocratique,,. Il est peut-être déjà impliqué dans le culte des Lupercales, dont il est mentionné comme un des prêtres plus tard dans sa vie.
Il tombe vraisemblablement sous la dépendance de Caius Scribonius Curio, connu sous le nom de « Curion », qui n'est pas un partisan de César dans sa jeunesse, et qui, selon Plutarque, l'entraîne . Son ennemi Cicéron est encore plus sévère sur les mœurs des deux jeunes gens dans sa deuxième Philippique, qui s'avère être un réquisitoire violent et même haineux contre Antoine, une attaque sur tous les plans, vie privée et publique, ancienne et récente : il l’accuse de débauche, de relations homosexuelles avec Curion, d’ivrognerie, de banqueroute financière, d’épousailles douteuses et de bêtise intellectuelle,, mais ses accusations doivent être prises avec beaucoup de prudence.
Antoine se lie aussi avec le jeune césarien Publius Claudius Pulcher,, connu sous le nom de « Clodius », même si Plutarque souligne qu'Antoine reste distant avec ce dernier, et ne participe probablement pas aux violences urbaines organisées par celui-ci. Les deux jeunes gens sont plus âgés que lui, Clodius étant né vers 93-92 et Curion vers 90. Il fréquente aussi Fulvie, l'épouse de Clodius, avant de devenir celle de Curion puis justement d'Antoine. Bien que n'ayant pas de prise de position politique connue, Antoine appartient donc probablement aux jeunes partisans de César entre 62 et 58, ce dernier étant consul en 59 et lié par un pacte secret, connu sous le nom de « premier triumvirat », à Pompée et Crassus.
Ces amitiés sulfureuses, ainsi que ses dettes, poussent Marc Antoine à quitter l'Italie, pour la Grèce vers 58. Il étudie la philosophie à Athènes, où il apprend la rhétorique et l'éloquence,, se frotte à la littérature grecque et acquiert de réels talents d'orateur. Plutarque précise « qu'il se propose surtout d'imiter ce style asiatique, alors fort recherché, qui a beaucoup d'analogie avec sa vie fastueuse, pleine d'ostentation, et sujette à toutes les inégalités que l'ambition entraîne après elle ».
Le jeune Antoine possède donc une solide culture hellénistique, un excellent entraînement physique, mais il est perclus de dettes, et n'a mené aucune action remarquable en dehors de ses frasques de jeunesse.

### Officier en Syrie et en Égypte (57-55)
Fin 58 ou début 57, alors qu'Antoine a l'âge de 25-26 ans, le proconsul Aulus Gabinius, de passage en Grèce, lui propose de l’accompagner dans sa province de Syrie sans lui donner de fonction précise, peut-être sur recommandation de Clodius. Ce dernier vient de faire exiler Cicéron l'année précédente, lors du consulat de Gabinius et sans opposition des triumvirs. Antoine refuse et réclame un commandement : Gabinius le nomme alors «praefectus equitum », c'est-à-dire chef de la cavalerie, ce qui lui permet alors de commencer sa carrière militaire en 57 sous la houlette d'un homme expérimenté[Qui ?] dans une région prometteuse.
Hyrcan II, alors grand prêtre hasmonéen en Judée, fuit Jérusalem et se tourne vers Gabinius, pour recevoir son aide contre ses rivaux, un certain Alexandre, fils de son frère Aristobule II, et peut-être aussi contre ce dernier lui-même, qui avait été capturé par Pompée en 63,. Marc Antoine démontre alors sa vaillance au combat, et reçoit sa première distinction militaire. Selon Plutarque, « Antoine monte le premier sur la muraille d'une des places les plus fortes qu'il assiège, chasse Aristobule de toutes ses forteresses ; et lui ayant livré bataille, malgré l'infériorité de ses troupes, il le défait, taille en pièces presque toute son armée, et le fait prisonnier avec son fils ». La révolte réprimée, le fils d'Aristobule capturé, Hyrcan peut rentrer à Jérusalem,.

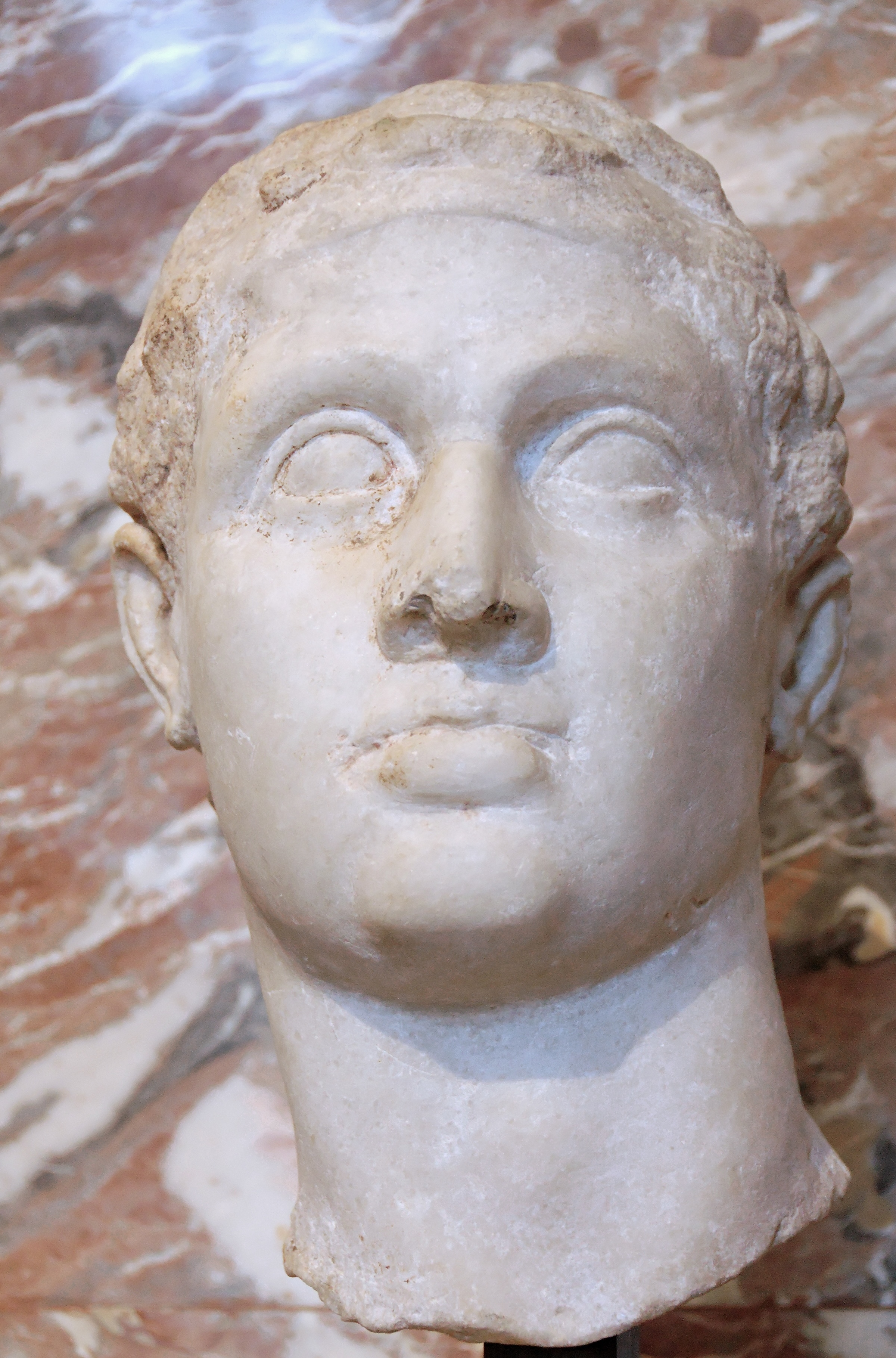
Buste de Ptolémée XII.

En 55, après quelques hésitations, Aulus Gabinius passe en Égypte ptolémaïque, outrepassant les ordres du Sénat romain, mais avec le soutien ambigu de Pompée,,, pour une mission périlleuse, afin de rétablir le roi Ptolémée XII sur le trône, en échange d'une indemnité astronomique,. Plutarque fait jouer un rôle important à Marc Antoine dans la décision de Gabinius d'aller en Égypte : « Antoine, qui cherche de grandes occasions de se signaler, et qui veut d'ailleurs obliger le roi d'Égypte, dont les sollicitations l'ont intéressé en sa faveur, détermine Gabinius à cette entreprise ». Au-delà de l'ardeur de la jeunesse, Antoine est probablement intéressé par sa part du pactole. L'auteur grec fait ensuite l'éloge de Marc Antoine et rapporte ces succès militaires reconnus par les historiens modernes, qui précisent qu'il s'agit aussi de succès diplomatiques de la part d'Antoine,. Il se montre aussi magnanime envers les prisonniers que Ptolémée voulait faire exécuter.

« Gabinius lui a fait prendre les devants avec sa cavalerie, après s'être saisi des passages, se rend maître de Péluse, ville considérable, dont il fait la garnison prisonnière, assure le chemin au reste de l'armée, et donne au général la plus ferme espérance de la victoire. Le désir qu'il a d'acquérir de la réputation est utile aux ennemis eux-mêmes : Ptolémée, en entrant dans Péluse, veut, aveuglé par la haine et la colère, en massacrer tous les habitants ; Antoine s'y oppose, et arrête les effets de sa vengeance. Dans les batailles importantes et dans les combats fréquents qui ont lieu pendant cette expédition, il donne des preuves d'un courage extraordinaire, et de la sage prévoyance qui convient à un général. Il la montre surtout avec éclat, lorsqu'il sait si bien envelopper et charger les ennemis par derrière, qu'il rend la victoire facile à ceux qui les attaquent de front ; et ce succès lui mérite les honneurs et les récompenses qu'on décerne à la valeur. Les Égyptiens lui sont gré de l'humanité dont il use envers Archélaüs, qui a été son ami et son hôte : obligé nécessairement de le combattre, il trouve son corps sur le champ de bataille, et lui fait des obsèques magnifiques. Par cette conduite, il laisse de lui l'opinion la plus favorable dans Alexandrie, et s'acquiert, auprès des Romains qui servent avec lui, la réputation la plus brillante. »

— Plutarque, Vies parallèles des hommes illustres, Vie d'Antoine, 3 - traduction Ricard, 1840.
Pierre Renucci commente ainsi la campagne égyptienne, dans laquelle Antoine a pu s'illustrer : « Il fallait donc un chef qui fût moins un bretteur qu'un négociateur aux nerfs d'acier. En réussissant cette mission à haut risque, Antoine montra qu'il était l'un et l'autre. […] Dans les rencontres auxquelles il participa, Antoine apporta sa touche toute personnelle faite d'un mélange d'audace et de clairvoyance. Ce fut d'ailleurs un mouvement tournant de sa composition sur les arrières de l'ennemi qui détermina une de ses victoires. […] Souvent nous le reverrons soucieux d'épargner les vies humaines […] sans qu'il s'agisse d'une magnanimité calculée » et de conclure : « Le parfait comportement du jeune homme en Syrie et en Égypte n'avait-il pas de quoi séduire [?] ».
C'est peut-être à cette occasion qu'il rencontre pour la première fois Cléopâtre, fille de Ptolémée XII, qui n'aurait alors que 14 ans en 55. C'est en tout cas ce que suggère l'historien antique Appien d'Alexandrie qui écrit sous les Antonins : « On dit qu'il a conçu pour elle, et depuis longtemps, alors qu'elle n'est qu'une enfant, une sorte de désir au premier coup d'œil, lorsqu'il sert comme chef de la cavalerie sous les ordres de Gabinius à Alexandrie ». Si cette attirance est réelle, il n'en résulte rien.

Les trois personnalités du premier triumvirat (60 - 53)
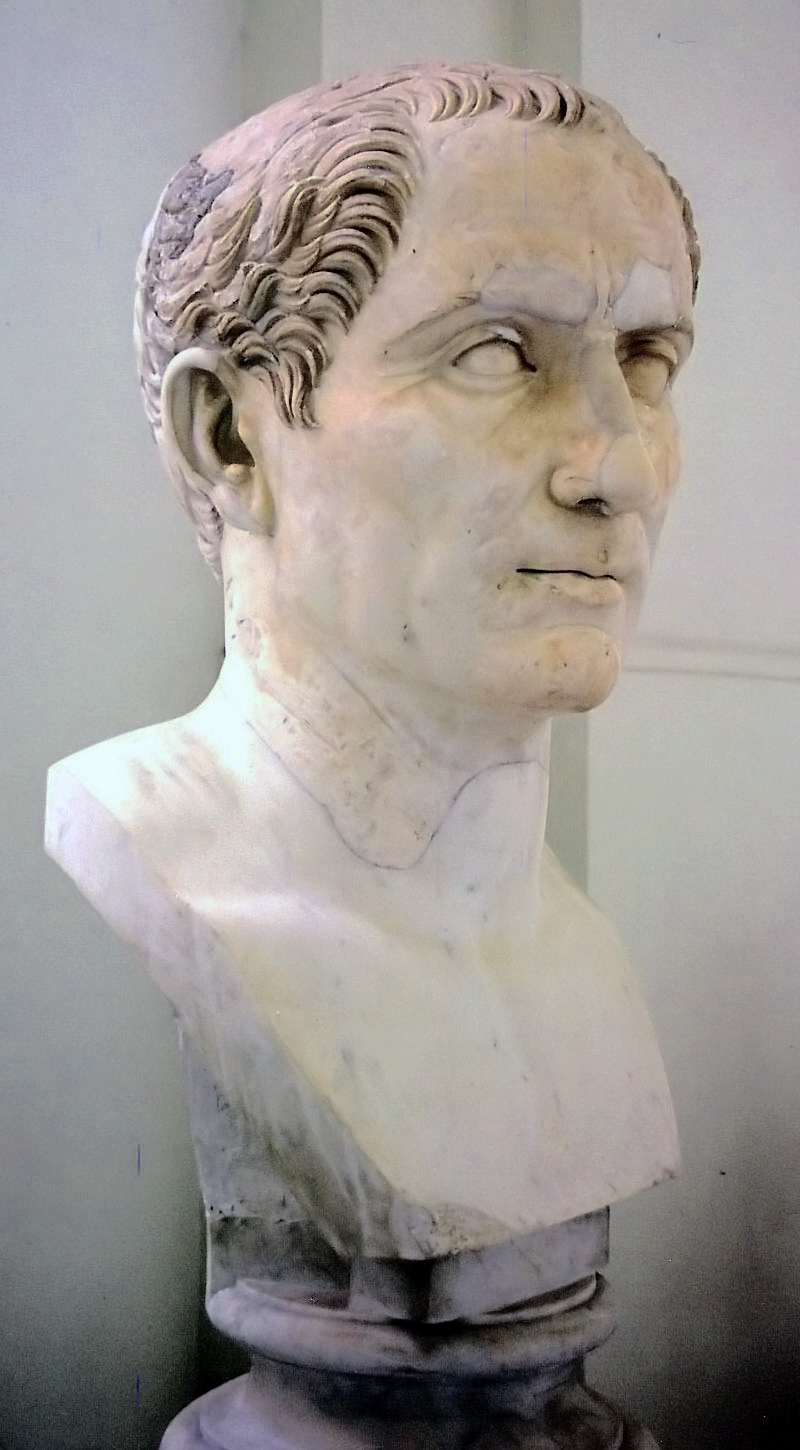
Caius Julius Caesar
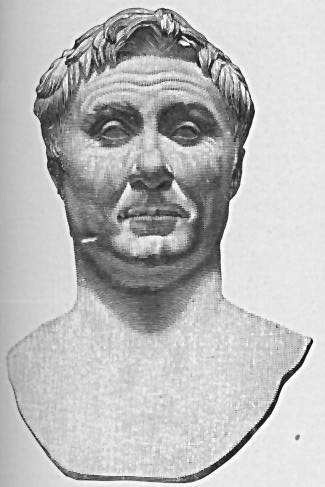
Cnaeus Pompeius Magnus

Durant cette période, la confusion politique règne à Rome. En 60, un accord secret unit trois hommes : Marcus Licinius Crassus, Cnaeus Pompeius Magnus et Caius Julius Caesar. Les deux premiers ont été consuls ensemble en l'an 70 tandis que César s'est signalé comme avocat audacieux et a montré ses qualités militaires en Hispanie.
En 59, il est élu consul à son tour, grâce à la campagne électorale financée par Crassus. Après son consulat, César obtient le proconsulat en Illyrie, en Gaule cisalpine et en Narbonnaise. Il entame alors la conquête de la Gaule chevelue. En 55, Crassus et Pompée sont à nouveau consuls ensemble, grâce, cette fois-ci, à César, qui voit alors son mandat prorogé. Rome vit dorénavant sous la domination des triumvirs.
En 53, Crassus est battu et tué par les Parthes à la bataille de Carrhes. De plus, Julia, fille de César et femme de Pompée, est morte l'année précédente, rompant ainsi l'un des liens unissant ces deux grands hommes. César et Pompée se brouillent alors pour le pouvoir et le premier triumvirat prend fin,.

### Lieutenant de Jules César (54-47)

#### Guerre des Gaules (54-51)
À la suite de l'aventure égyptienne, on ignore ce que devient Antoine dans l'immédiat. Après la fin de son proconsulat, Aulus Gabinius se voit accusé lors de son retour à Rome de concussion, et de lèse-majesté publique. Sur les instances de Pompée, c'est Cicéron qui le défend, mais sans parvenir à le faire acquitter du deuxième chef d'inculpation, tant les chevaliers gardent de la rancune de son action durant son mandat en Syrie, où il a dénoncé les méthodes honteuses et usurières des publicains vis-à-vis des populations. Il est alors exilé, et il paraît évident que ceux qui ont secondé Gabinius en Syrie et en Égypte prendraient des risques à retourner à Rome. Il est donc vraisemblable qu'Antoine rejoigne César en Gaule dès 54, soit sur recommandation de sa famille maternelle, de Clodius, ou encore de Gabinius qui sera rappelé d'exil par César quelques années plus tard.
Antoine participe probablement à certaines campagnes de César en 54 et 53, sans doute pas à la deuxième expédition en Bretagne, mais peut-être à la répression des révoltes, notamment des Éburons menés par Ambiorix à la suite de la bataille d'Aduatuca, ou encore des Ménapiens et les Trévires toujours en Gaule belgique. Étant légat à la tête d'une légion en 52, il a probablement officié à un rang inférieur, au moins en l'an 53.

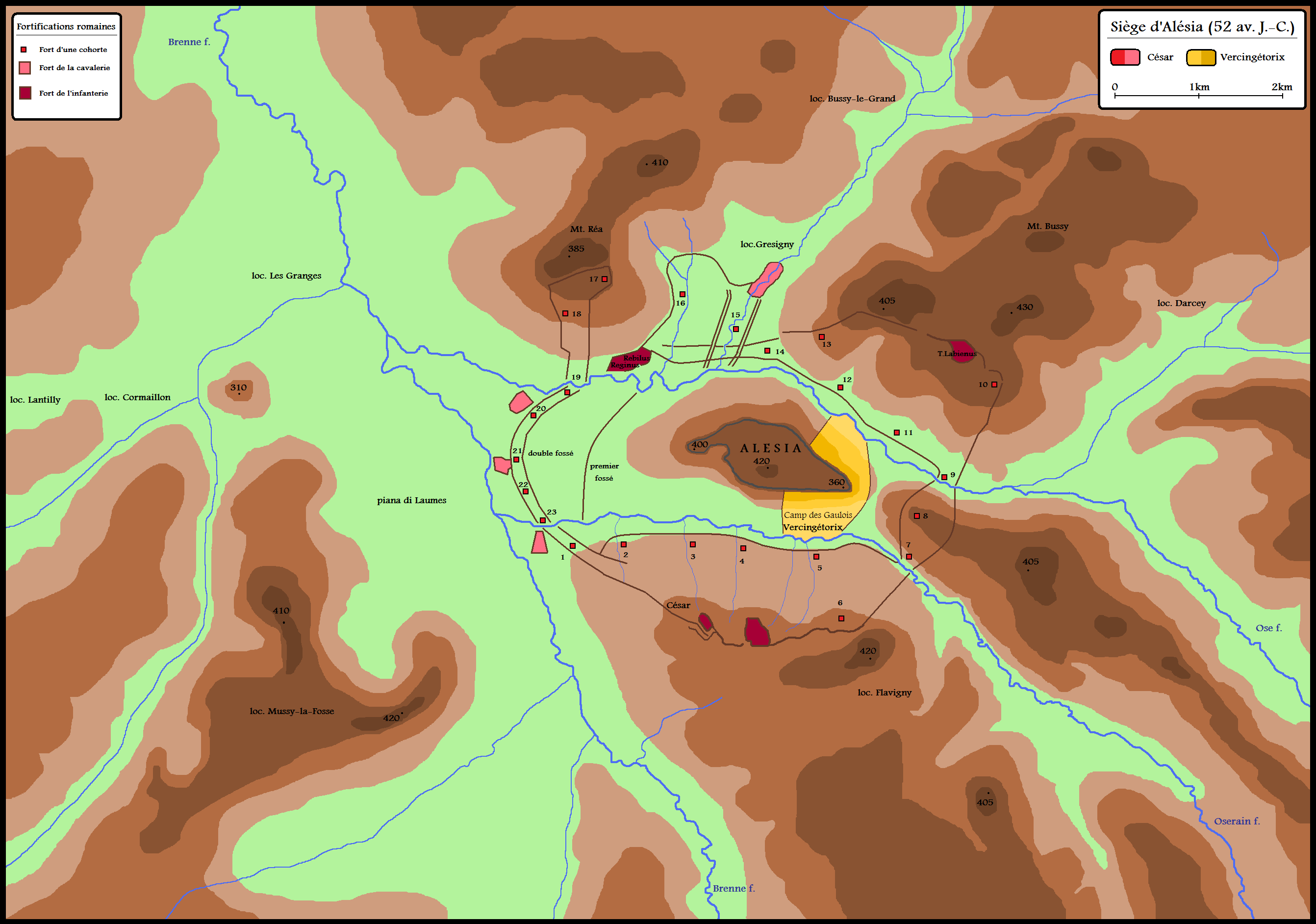
Une proposition de restitution des fortifications de César lors du siège d'Alésia.

On retrouve trace de Marc Antoine dans les sources antiques en Gaule, aux côtés de Jules César, en l’an 52. C'est lors du siège d'Alésia, alors que Vercingétorix tente une sortie au moment de l’arrivée d'une armée gauloise de secours : « les lieutenants Marcus Antonius et Gaius Trebonius, à qui est échue la défense des quartiers attaqués, tirent des forts plus éloignés quelques troupes pour secourir les légionnaires sur les points où ils les savent pressés par l'ennemi ». Que César cite un de ces lieutenants montre l'estime qu'il en a pour son action,.
L'année suivante, en 51, il est questeur, attaché à César. Pour cela, César l'a recommandé auprès de Cicéron, qui accepte de le soutenir, et Antoine a probablement fait un séjour à Rome à l'hiver 53-52, séjour durant lequel il aurait eu maille à partir avec Clodius, qu'il aurait failli tuer selon Cicéron. À l'hiver 52-51, Antoine doit à nouveau faire un court séjour à Rome pour participer aux élections à la questure. César le met à la tête de ses quartiers d'hiver en Gaule, quittant au début de janvier son camp pour Bibracte,. Pour la campagne de l’an 51, César continue sa politique de pacification en répartissant ses légions entre ses lieutenants, afin de quadriller la Gaule. Il s'adjoint Marc Antoine, pour marcher sur la patrie d'Ambiorix et ravager la région puis le laisse chez les Bellovaques avec quinze cohortes, afin d'empêcher les Belges de former de nouveaux projets de révolte. Jules César semble apprécier la valeur de Marc Antoine, se l'adjoignant, puis le laissant à la tête d'environ 7 500 soldats,.
Lors de l'hiver 51-50, Marc Antoine prend ses quartiers dans ce qui sera plus tard la Gaule belgique avec Caius Trebonius, Publius Vatinius et quatre légions. Il y combat notamment avec sa cavalerie l'Atrébate Commios, qui part en exil, promettant de ne jamais se retrouver face à un Romain. Il intervient aussi comme conciliateur dans un conflit opposant un chef belge à un légionnaire romain,,.
Marc Antoine a une fille entre l'an 54 et l'an 49, Antonia, de son épouse Antonia Hybrida Minor, qui est aussi sa cousine germaine, fille de Caius Antonius Hybrida. On ignore s'il s'agit du premier mariage d'Antoine.
À Rome, la rivalité entre les partisans de Pompée, menés par Titus Annius Milo, et ceux de Jules César, menés par Publius Clodius Pulcher, se durcit. En 52, ce dernier trouve la mort dans une échauffourée, ce qui entraîne des émeutes populaires et l'incendie de la Curie Hostilia. Une période d'anarchie commence. Le Sénat fait alors appel à Pompée, qui réagit avec une efficacité impitoyable. Milon est condamné et exilé. Une fois l'ordre rétabli, le Sénat évite de lui octroyer la dictature. Sous l’influence de Marcus Calpurnius Bibulus et de Marcus Porcius Cato, le Sénat fait voter une loi qui nomme Pompée consul unique en 52, ce qui lui donne des pouvoirs extraordinaires, mais limités. Le peuple accepte cette nomination et Pompée entame un troisième consulat, à l’encontre du principe de collégialité et d'une loi de Sylla, qui exige un délai de dix ans entre deux consulats. Cependant Pompée se donne pour collègue son nouveau beau-père Quintus Caecilius Metellus pour les cinq derniers mois de son mandat.

#### Bras de fer politique (50-49)
« L'hiver fini, César, contre son usage, part pour l'Italie à grandes journées, afin de visiter les villes municipales et les colonies, auxquelles il veut recommander son questeur, Marcus Antonius, qui brigue le sacerdoce. En l'appuyant de son pouvoir, non seulement il suit son penchant pour un homme qui lui est très attaché et qu'il a, peu de temps auparavant, envoyé solliciter cette dignité, mais encore il veut déjouer une faction peu nombreuse qui, en faisant échouer Antoine, désire d'ébranler le pouvoir de César, dont le gouvernement expire. Bien qu'il ait appris en route, et avant d'arriver en Italie, qu'Antoine vient d'être nommé augure, il ne croit pas moins nécessaire de parcourir les villes municipales et les colonies, afin de les remercier de leur empressement à servir Antoine, et en même temps de leur recommander sa propre demande du consulat pour l'année suivante ; car ses ennemis se vantent avec insolence d'avoir fait nommer consuls Lucius Cornelius Lentulus et Caius Claudius Marcellus, qui doivent dépouiller César de toute charge et de toute dignité ; et d'avoir écarté du consulat Servius Sulpicius Galba, quoiqu'il a plus de crédit et de suffrages, uniquement parce qu'il est lié d'amitié avec César et a été son lieutenant. »

— Aulus Hirtius, Commentaires sur la Guerre des Gaules, VIII, 47-48 - traduction Nisard, 1865.

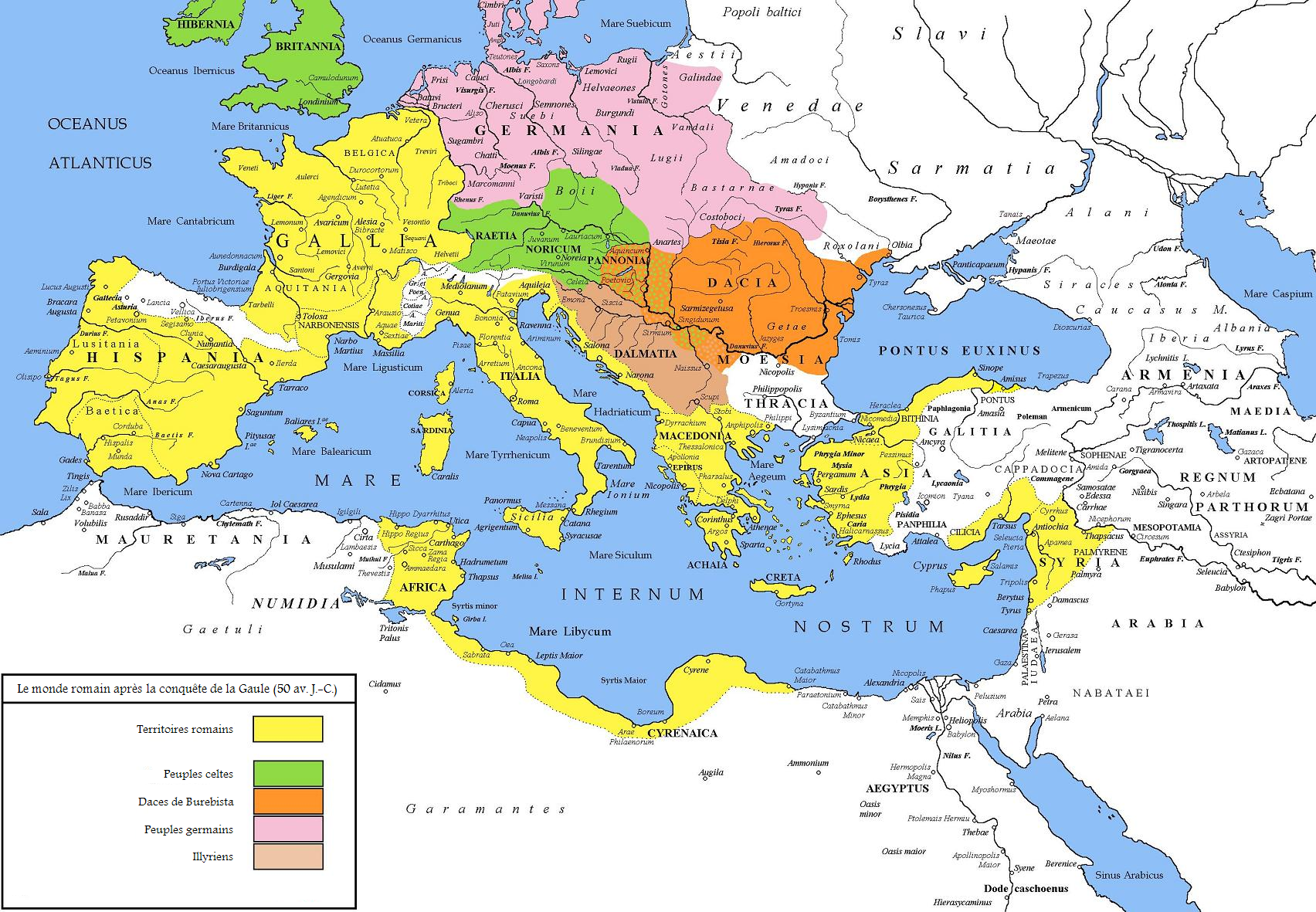
L'Europe en -50, au lendemain de la conquête des Gaules par Jules César.

À partir d'août 50 et jusqu'à la fin de sa vie, Marc Antoine est dès lors membre du collège des Augures, « des prêtres qui présagent l'avenir par le vol des oiseaux », c'est-à-dire chargés d'interpréter les signes divins, mais qui ont surtout un pouvoir considérable d'empêchement, puisque les augures sont consultés pour tout évènement d'importance. Il est élu grâce à l'appui de César, pontifex maximus, mais aussi avec les soutiens de Cicéron et du tribun Curion, qui s'est rallié au camp de Jules César, lorsque celui-ci a honoré toutes ses dettes.
En décembre de la même année, Antoine est élu tribun de la plèbe pour l'année à venir,, reprenant le rôle de défenseur de César dans cette magistrature comme Curion l'avait été l'année passée, ce dernier étant parti rejoindre César en Gaule. Celui-ci fait l'intermédiaire entre César et le Sénat et remet à ce dernier un message conciliant le 1er janvier 49 av. J.-C. Deux des tribuns de la plèbe, Quintus Cassius et Marc Antoine, en demandent la lecture immédiate,.

« Antoine, à peine entré en charge, sert puissamment les vues politiques de César. Il s'oppose d'abord au consul Marcellus, qui assigne à Pompée les troupes qui sont déjà sur pied, et l'autorise à faire de nouvelles levées. Antoine, au contraire, fait décréter que l'armée qui est déjà rassemblée marcherait en Syrie, pour renforcer celle de Bibulus qui fait la guerre aux Parthes, et que personne ne peut s'enrôler sous Pompée. En second lieu, le sénat ayant refusé de recevoir les lettres de César, et de les lire dans l'assemblée, Antoine, en vertu du pouvoir que lui donne le tribunat, les lut publiquement, et fait par-là changer de sentiment à plusieurs sénateurs, qui voient, dans ces lettres, que César ne demandait rien que de juste et de raisonnable. Enfin, toute l'affaire ayant été réduite à cette double question : « Pompée congédiera-t-il les légions qu'il commande ? César licenciera-t-il celles qui sont sous ses ordres ? » et très peu de sénateurs ayant opiné que Pompée quitte le commandement, tandis que tous les autres sont d'avis que César s'en dépouille, Antoine s'étant levé demande si l'on ne trouverait pas plus convenable que César et Pompée déposent tous deux les armes, et se démettent ensemble du commandement. »

— Plutarque, Vies parallèles des hommes illustres, Vie d'Antoine, 6 - traduction Ricard, 1840.
Marc Antoine devient dès lors un membre influent de la vie politique romaine, grâce à l'appui de Jules César. Sa proposition que les deux généraux se démettent ensemble du commandement est plutôt bien accueillie par les sénateurs, mais les consuls, ainsi que notamment Caton, s'y opposent avec virulence. Toujours par l’intermédiaire de Curion et Antoine, César tente une nouvelle proposition : il accepte de ne conserver que deux légions et le gouvernement de la Gaule cisalpine et de l’Illyrie, pourvu qu’on accepte sa candidature au consulat. Malgré la recherche d’un compromis par Cicéron, Caton refuse qu’un simple citoyen impose ses conditions à l’État. Le nouveau consul Lentulus s’emporte et fait expulser du Sénat Curion, Cassius et Antoine par la force. Ces derniers quittent Rome et rejoignent César à Ravenne,.
César peut alors se présenter comme la victime de l’acharnement des conservateurs et comme le défenseur des tribuns de la plèbe. Le Sénat déclare la patrie en danger et César « ennemi public » par un senatus consultum ultimum.

#### Guerre civile (49-48)

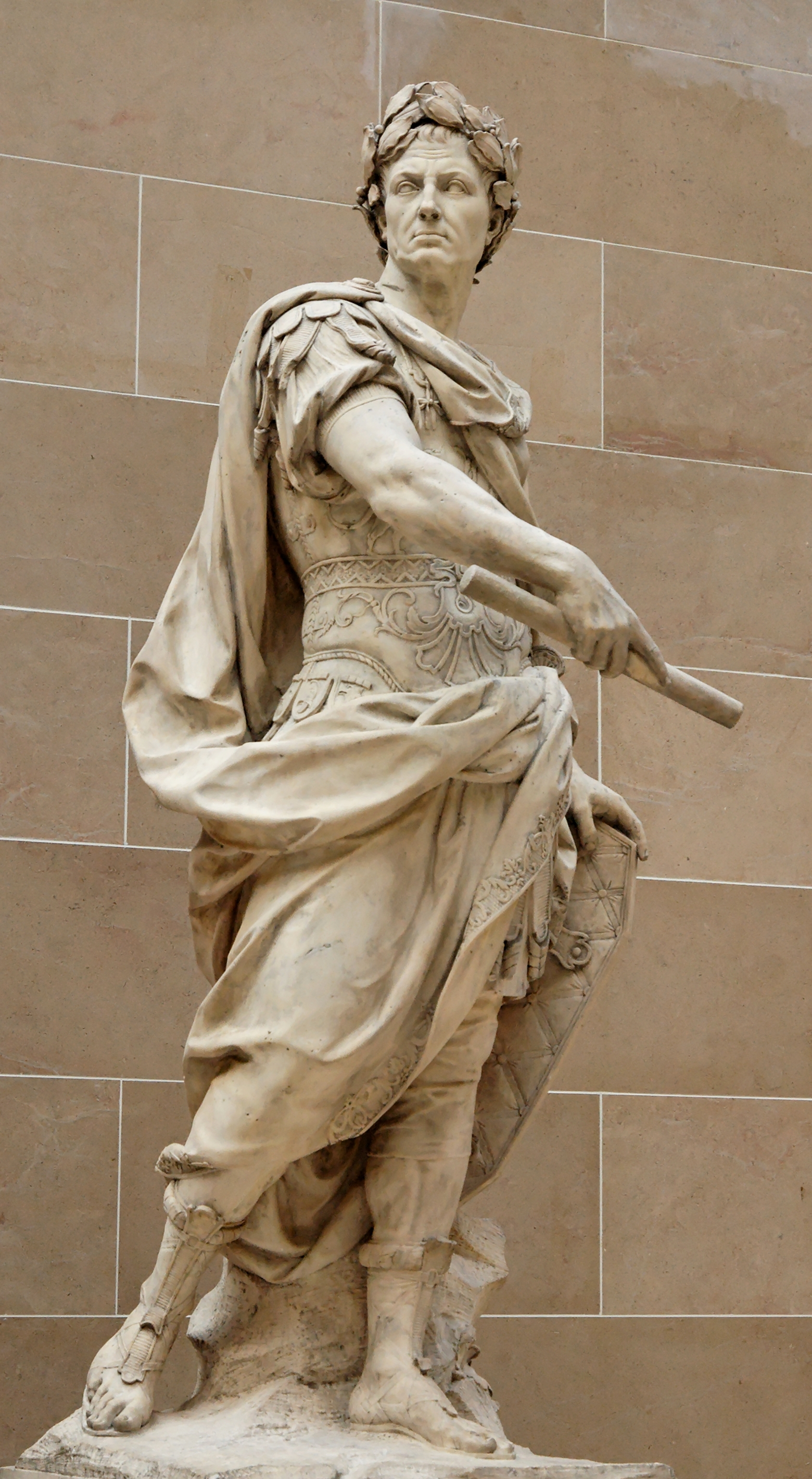
Statue de Jules César réalisée par Nicolas Coustou en 1713.

##### La conquête de l'Italie et les campagnes en Occident
Le 10 janvier 49 av. J.-C., à la tête de la seule legio XIII Gemina, Jules César franchit le Rubicon, frontière entre la Gaule cisalpine et l'Italie. Cela marque le début de la guerre civile entre César et Pompée,.
Marc Antoine reçoit le commandement de cinq cohortes qui suivent la via Æmilia et la via Cassia par Arretium en Étrurie en direction de Rome,,. Jules César parvient à rallier des légions nouvellement levées contre lui, et toute l'Italie, dont Rome, tombe entre ses mains en moins de trois mois, sans grande résistance. Les affres de la guerre civile sont évitées, César se montrant magnanime. La plupart des adversaires politiques de César, dont Pompée, les consuls et de nombreux sénateurs, ont quitté l'Italie pour la Grèce,.
César ne parvient pas à se faire nommer dictateur, mais l'ordre est rétabli et l'État réorganisé : le préteur Marcus Aemilius Lepidus, dit «Lépide», prend en charge l'administration provisoire de la Ville tandis que Marc Antoine se retrouve à la tête de toutes les troupes césariennes installées en Italie en tant que propréteur,,,.

« Antoine se fait aimer des soldats, en s'exerçant et en mangeant le plus souvent avec eux, en leur faisant toutes les largesses que lui permet sa fortune ; mais il se rend insupportable à tous ses autres concitoyens, parce que sa paresse lui fait voir avec indifférence les injustices qu'ils éprouvent, qu'il s'emporte même contre ceux qui viennent s'en plaindre, et qu'il ne respecte pas les femmes de condition libre. »

— Plutarque, Vies parallèles des hommes illustres, Vie d'Antoine, 8 - traduction Ricard, 1840.
Si Antoine s'avère un lieutenant sûr pour la garde de l'Italie, il renoue avec ses frasques, s'affichant avec des actrices et des hommes de main, agissant avec désinvolture, alors qu'il est dorénavant une personnalité publique de premier plan. Il ternit ainsi son image et celle de son parti, même si César ne semble pas lui en tenir rigueur.
César reprend les opérations militaires et le contrôle de l'Hispanie et de Marseille, jusque-là ralliées à Pompée, en seulement trois mois, faisant toujours preuve de clémence. Curion reprend ensuite la Sicile avant d'être tué en Afrique. À la fin de l'an 49, César, déjà à la tête des Gaules, a conquis l'Italie, les Hispanies, la Sicile et la Sardaigne en moins d'une année.

##### Le début de la campagne de Grèce

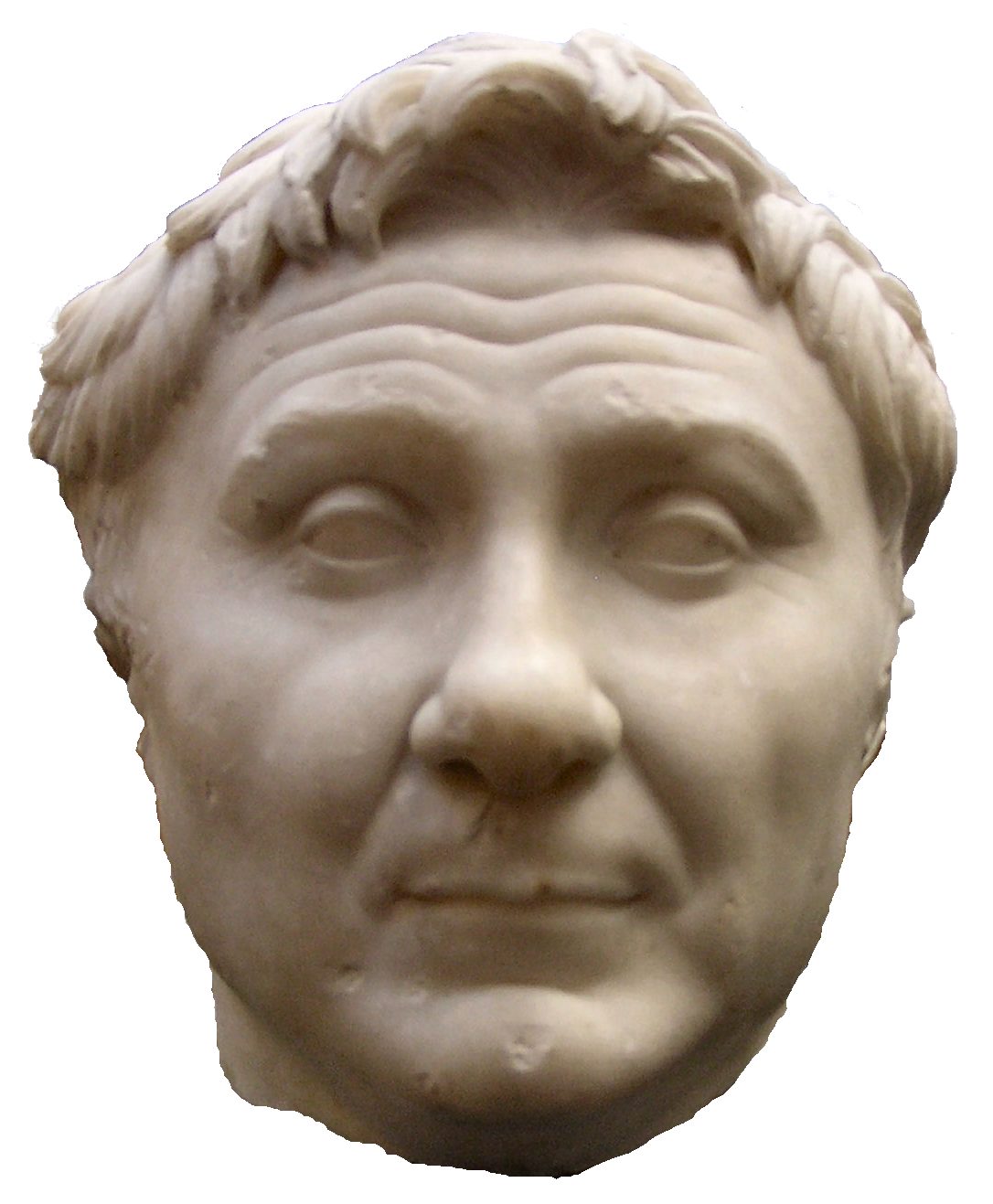
Tête de Pompée.

César se tourne ensuite vers la Grèce, où Pompée est en position de force. Caius Antonius, frère de Marc Antoine, se voit confier avec Publius Cornelius Dolabella la défense de l'Illyrie contre les Pompéiens. Mais la flotte de Cornelius Dolabella est détruite et Caius Antonius doit s'enfermer dans l'île de Curicta,. Il est contraint de se rendre à Pompée, ses hommes étant intégrés aux légions pompéiennes. César n'a plus le contrôle de l'Adriatique et ne parvient pas à transporter suffisamment de troupes en Épire, Calpurnius Bibulus détruisant sa flotte de transport.

« Antoine est alors à Brindes. Comptant sur la valeur des soldats, il fait garnir de claies et de parapets environ soixante chaloupes de grands vaisseaux, y embarque des hommes d’élite, et les place en divers endroits le long de la côte ; ensuite il envoie à l’entrée du port deux trirèmes construites à Brindes, comme pour exercer les rameurs. Lucius Scribonius Libo [commandant la flotte de Pompée] ne les a pas plutôt vues s’avancer si hardiment que, dans l’espoir de les prendre, il détache contre elles cinq galères à quatre rangs de rames. À leur approche nos vétérans se retirent vers le port ; les autres, entraînés par leur ardeur, ont l’imprudence de les suivre. Soudain, à un signal donné, les chaloupes d’Antoine s’élancent de toutes parts ; du premier choc elles prennent une de leurs galères avec tous les rameurs et tous les soldats qui la montent, et obligent les autres à fuir honteusement. Pour surcroît de disgrâce, les postes de cavalerie qu’Antoine a disposés le long de la côte les empêchent de faire de l’eau. Libo, désespéré et confus, quitte Brindes et laisse le port libre. »

— Jules César, Commentaires sur la Guerre civile, III, 24. - traduction Nisard, 1865.

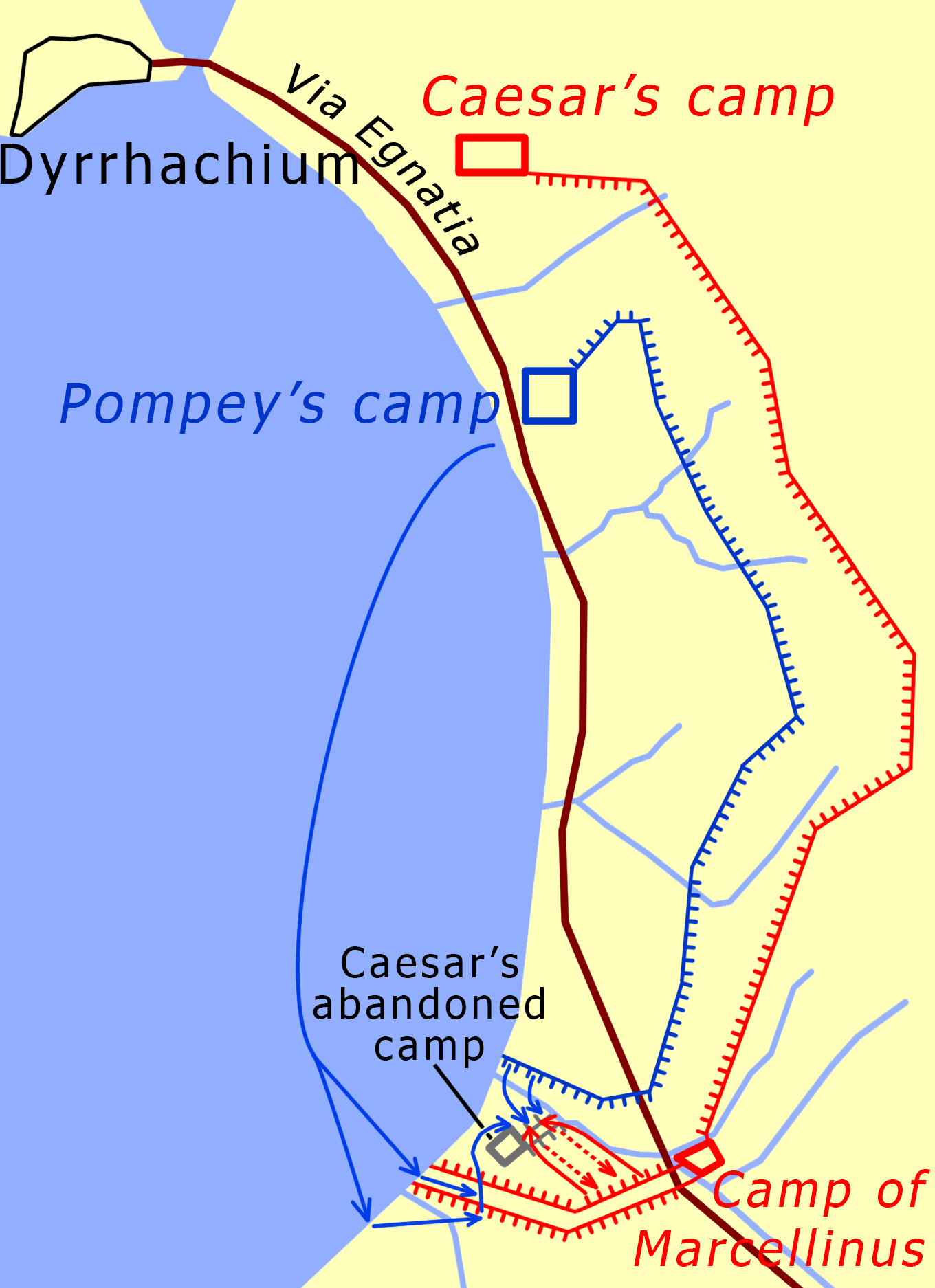
Bataille de Dyrrachium.

César remporte quelques succès sur les côtes dalmates, mais il est devancé par son ancien lieutenant Titus Labienus à Dyrrachium. Il tente de repasser en Italie, en vain. À la mi-avril 48, Marc Antoine parvient à libérer le port de Brindes puis à franchir l'Adriatique malgré la tempête avec quatre légions et 800 cavaliers. Il échoue au nord de Dyrrachium, non loin de César, mais avec Pompée entre eux deux. Il réussit malgré tout à contourner Pompée et à rejoindre César pour le renforcer. Les forces pompéiennes restent cependant trois fois supérieures en nombre et Pompée a le contrôle de la mer, et donc du ravitaillement,.
Les forces de César, qui assiègent Pompée dans Dyrrachium, souffrent bientôt de la faim et les escarmouches se multiplient autour du camp de Pompée. À l'été 48, lors d'une tentative nocturne contre Dyrrachium, César est surpris par une contre-attaque vigoureuse. Les unités de César rompent le combat en désordre et avec de lourdes pertes. Pompée n'exploite cependant pas son succès à Dyrrachium et laisse les Césariens regagner leur camp. À court de vivres, César parvient à faire retraite vers la Thessalie et Pompée se lance à sa poursuite,.

« Dans les divers combats, Antoine se distingue plus qu'aucun autre officier. En deux occasions où les troupes de César sont en pleine déroute, il les rallie seul, les ramène contre les ennemis qui les poursuivent ; et les ayant forcées de combattre, il remporte une double victoire. Aussi, après César, il a dans le camp la plus grande réputation. »

— Plutarque, Vies parallèles des hommes illustres, Vie d'Antoine, 10 - traduction Ricard, 1840.

##### La bataille de Pharsale et la fin de Pompée

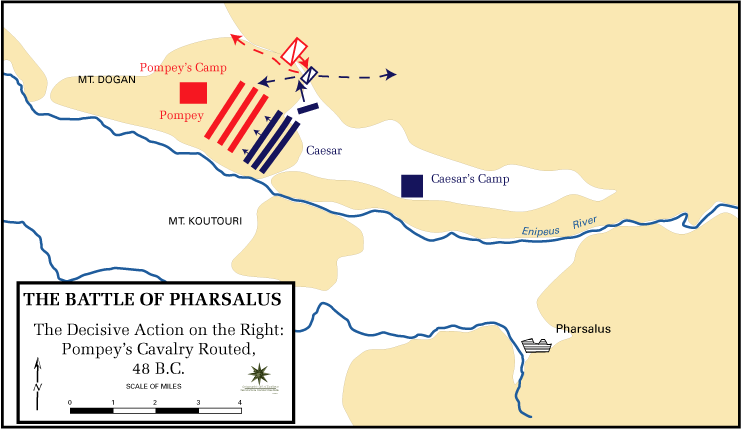
Bataille de Pharsale, 9 août 48 : action décisive sur la droite de l'armée de César, la cavalerie de Pompée est en déroute.

Dans la plaine de Pharsale, César dresse le camp et attend son adversaire. Pompée possède deux fois plus d'infanterie et surtout trois à huit fois plus de cavalerie. Lors de la bataille de Pharsale le 9 août 48, César commande l’aile droite face à Pompée tandis que Marc Antoine est à la tête de l'aile gauche,. Cela démontre ainsi que Marc Antoine est le « meilleur officier de César ».

« César lui-même fait connaître la haute opinion qu'il a d'Antoine, lorsqu'à la bataille de Pharsale, qui doit décider de tout pour lui, en se réservant le commandement de l'aile droite, il le met à la tête de l'aile gauche, comme le meilleur officier qu'il a sous ses ordres. »

— Plutarque, Vies parallèles des hommes illustres, Vie d'Antoine, 10 - traduction Ricard, 1840.
La déroute est totale pour les forces pompéiennes. Hormis quelques sénateurs intransigeants qui rejoignent l'Afrique, beaucoup se rallient à César, et nombre de soldats et d'alliés de Pompée rejoignent alors les forces de César. Pompée s'enfuit quant à lui en Égypte, mais Ptolémée XIII, frère et époux de Cléopâtre, et le régent Pothin, par crainte de représailles, le font assassiner dès son arrivée,.

### Maître de cavalerie puis consul (47-44)

#### Premier magistrat à Rome en l'absence de César (48-47)
Jules César mène ensuite campagne en Égypte, où il détrône le jeune souverain au profit de Cléopâtre VII et du plus jeune de ses frères, puis en Asie, entre l'été 48 et le suivant. Cléopâtre est devenue la maîtresse de César et lui donne peut-être un fils, Césarion. L'Égypte est dorénavant sous protectorat romain.
Marc Antoine est quant à lui retourné à Rome avec une partie de l'armée césarienne, en tant que maître de cavalerie de César, alors dictateur. Antoine est ainsi le premier magistrat à Rome en l'absence de César,, et il est chargé de l'Italie et de Rome, où il doit faire régner l'ordre. Cependant, Antoine se révèle être un mauvais administrateur et se rend rapidement impopulaire à Rome. Il provoque lui-même quelques troubles au sein de la ville à la suite de la question de la remise des dettes,. César a pris des mesures pour alléger ou consolider les dettes, mais n'a jamais envisagé de les annuler. Lorsque Cornelius Dolabella cherche à faire annuler les dettes, Antoine suit l'exemple de César, ou plutôt ses instructions, en s'y opposant,. Antoine se retrouve dans une situation délicate. il ne peut de lui-même prendre des mesures fermes sans risquer de provoquer une rupture au sein même du parti césarien, seul César en a l'autorité nécessaire auprès du plus grand nombre.
— Plutarque, Vies parallèles des hommes illustres, Vie d'Antoine, 10-11 - traduction Ricard, 1840.
Antoine se fait à nouveau remarquer par ses frasques, d'autant moins bienvenues que la situation politique est tendue. Par ailleurs, il s'enrichit en s'emparant d'une grande partie des biens de Pompée, profitant de sa position pour les acquérir sans débourser le moindre sesterce, agissant comme lors d'une proscription peu compatible avec la politique de César, et de surcroît, en pleine crise économique. Le retour de César devient indispensable,.

« Antoine adopta la position la moins mauvaise. […] À y regarder de près, Antoine a utilisé au mieux sa faible marge de manœuvre. […] Bref, confronté à une insurrection civile à Rome et à la menace d'une rébellion militaire en Italie, Antoine sut limiter les dégâts jusqu'au retour de César. Il lui était difficile voire impossible d'en faire davantage. […] Sa conduite personnelle paraît moins digne de louanges […] Antoine multipliait les frasques […] Le comportement tapageur d'Antoine était d'autant plus fautif que la situation de César restait mal assurée. […] Ce n'était donc vraiment pas le moment d'irriter [l'opinion publique italienne et romaine] à cause de bêtises. […] Il était temps que César revînt. »

— Pierre Renucci, Marc Antoine, 2015, p. 112-113, 115 et 118.

« Pendant son absence, [César] a confié la garde de l’Italie et de Rome à Marc Antoine, devenu son maître de cavalerie pendant l'exercice de sa magistrature. C'est un mauvais choix. Marc Antoine n'a rien fait pour apaiser les tensions sociales nées des difficultés économiques de la guerre et a même attisé les mécontentements, dans un contexte où se mêlent inquiétudes et espérances, car on reste tout l'hiver [48/47] sans nouvelles [de César]. […] Lorsqu'un de ses rivaux, issu comme lui de la jeunesse dorée de Rome, Cornelius Dolabella, agite la plèbe avec la question de la remise des dettes, se présentant par là comme l'héritier de Clodius, Antoine ne sait comment réagir ; d'abord, il ne fait rien, puis emploie la force, ce qui contribue à étendre le mouvement de mécontentement d'autant que, par ailleurs, il ne parvient pas à calmer l'impatience des vétérans installés en Campanie et qui réclament des récompenses. Il est donc urgent que César revienne. »

— Jean-Michel Roddaz, « Les chemins vers la dictature » dans François Hinard (dir.), Histoire romaine des origines à Auguste, Fayard, 2000, p. 796 et 798.

#### Disgrâce auprès de César (47-45)

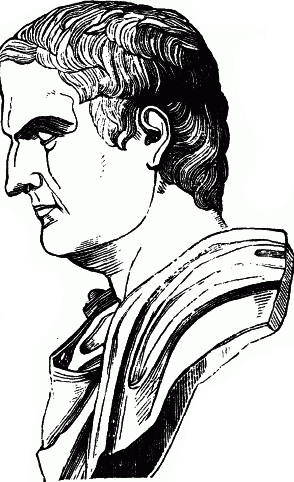
Dessin d'un buste d'Antoine.

De retour, César pare au plus urgent. Marc Antoine se voit retirer sa confiance, plus à cause de ses nombreuses frasques que pour sa gestion de Rome et de l'Italie. Il est obligé par César de s'acquitter de ses dettes,. César veille en effet à ce que les biens confisqués à ses adversaires soient vendus à leur juste prix et surtout qu'ils soient effectivement payés, même par ses proches comme Antoine. C'est Lépide qui devient par la suite le maître de cavalerie ainsi que co-consul de César en 46, prenant dorénavant en charge l'Italie et Rome, en lieu et place d'Antoine,.

« Aussi, lorsque César revient en Italie, il fait grâce à Dolabella ; et ayant été nommé consul pour la troisième fois, il prend pour collègue Lepide, et non pas Antoine. »

— Plutarque, Vies parallèles des hommes illustres, Vie d'Antoine, 12 - traduction Ricard, 1840.
César doit repartir en campagne en Afrique contre les Pompéiens qu'il vainc en l'an 46. Marc Antoine, pourtant le meilleur officier de César, ne l'accompagne pas non plus dans cette campagne,.
Antoine, redevenu simple particulier pendant cette disgrâce, met fin à ses frasques et divorce aussi d'Antonia Hybrida Minor qui aurait eu une liaison avec Cornelius Dolabella, et il épouse donc la veuve de Clodius et de Curion, Fulvie, qui appartient à une grande famille consulaire, et est une femme de pouvoir. Il a un premier fils peu de temps après, Marcus Antonius Minor, puis un deuxième quelques années plus tard, Iullus Antonius,.
Il est possible qu'Antoine soit alors préteur, magistrature qu'il a pu occuper entre 48 et 45, l'an 47 étant l'année la plus logique pour un cursus honorum classique avec la questure en 52, le tribunat de la plèbe en 49 et enfin le consulat en 44.
Jules César revient brièvement à Rome après sa victoire en Afrique, fait venir Cléopâtre à Rome et est nommé dictateur romain pour dix années. Il fait embellir la Ville, offre des spectacles et prend des mesures favorables aux chevaliers romains. Il repart écraser un dernier soulèvement pompéien en Hispanie. Il est de retour à Rome à la fin août 45. Il a célébré quatre triomphes lors de son premier retour et en célèbre un cinquième après l'Hispanie et la fin de la guerre civile.
César détient alors tous les pouvoirs et des complots se trament contre lui, certains ayant même approché Marc Antoine pendant l'été si l'on en croit Plutarque,, qui se base probablement sur Cicéron,, mais cela paraît improbable.

#### Consul aux côtés de César (jusqu'aux ides de mars 44)
« Quand César revient d'Espagne, […] il donne dans cette occasion, à Antoine, la plus grande preuve de considération : il traverse l'Italie, l'ayant à ses côtés dans son char […] César, nommé consul pour la cinquième fois, se donne Antoine pour collègue. Bientôt voulant se démettre du consulat et le résigner à Dolabella, il en fait l'ouverture au Sénat ; mais Antoine s'y oppose avec tant d'aigreur, il dit tant d'injures à Dolabella et en reçoit tant de lui, que César, honteux d'une scène si scandaleuse, renonce pour le moment à ce projet. Il ne tarde pas cependant à y revenir, et à vouloir déclarer Dolabella consul ; mais Antoine s'étant récrié que les augures y sont contraires, César finit par céder, et abandonne Dolabella, qui en est très piqué. »

— Plutarque, Vies parallèles des hommes illustres, Vie d'Antoine, 13 - traduction Ricard, 1840.
Jules César a donc choisi Marc Antoine pour être son co-consul de l’année 44, alors qu'Antoine n'est âgé que de 38 ans,, ce qui signe son retour en grâce. Le 14 février, le Sénat confère à César la dictature perpétuelle. Son pouvoir est désormais sans limite. Le lendemain, un épisode célèbre voit César refuser par deux fois le symbole de la royauté que lui propose Antoine. César prépare une campagne en Orient contre les Parthes et doit quitter Rome le 18 mars,.

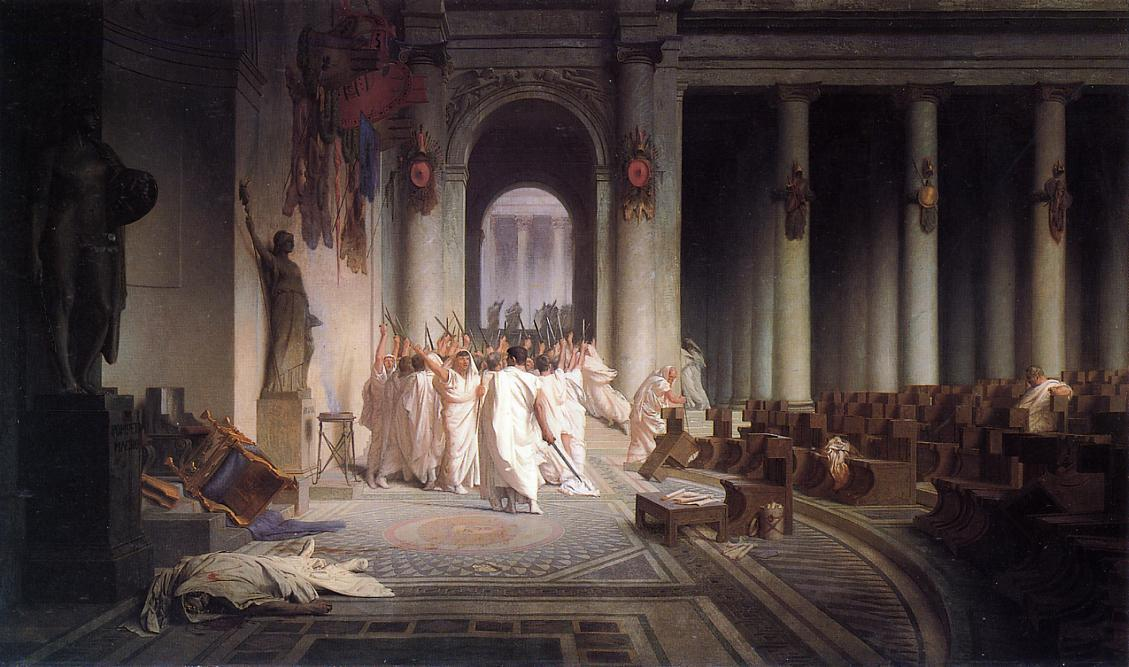
Jean-Léon Gérôme, La Mort de César, huile sur toile, 1867.

Trois jours avant, aux Ides de mars, Jules César est assassiné dans la Curie de Pompée par une vingtaine de sénateurs conjurés se réclamant « Républicains », dont notamment Caius Cassius Longinus, Marcus Junius Brutus, Decimus Junius Brutus, Caius Trebonius et Servius Sulpicius Galba,. Marc Antoine est retenu à l'extérieur de la Curie pendant le meurtre. Après avoir découvert l’assassinat, prenant peur, il s'enfuit en jetant sa toge de consul pour ne pas être reconnu. Cependant, les conjurés n'ont pas prévu de le tuer sur demande de Brutus,.

### De maître de Rome à «ennemi public» (mars 44 - nov. 43)

#### Les jours suivants l'assassinat de César (fin mars 44)
Les conjurés paniquent et prennent la fuite. Ils avaient l'intention de jeter le corps de César dans le Tibre, mais par peur de la réaction de Marc Antoine, ils s'en abstiennent. Ils n'ont pas de plan pour la suite, pensant qu'assassiner le « tyran » suffirait à rétablir la République. Les meurtriers se rendent d'abord au Forum Romanum mais ils ne reçoivent pas de soutien pour leur acte, et se réfugient alors sur le Capitole,.
Côté Césariens, Marc Antoine s'est barricadé dans sa demeure tandis que Cornelius Dolabella, qui devait être désigné consul suffect, apparaît au Forum revêtu des insignes consulaires et fait mine d'approuver le meurtre. Lépide, maître de cavalerie du défunt, réagit aussi promptement, faisant occuper le Champ de Mars puis le Forum par ses troupes, et souhaite venger rapidement le meurtre. Marc Antoine, se ressaisissant rapidement, met la main sur les papiers de César ainsi que sur son argent,.

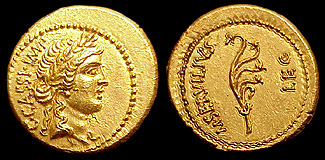
Cassius Longinus sur un aureus, été 42.

C'est Marc Antoine, seul consul restant, qui détient donc la fonction la plus importante et incarne dorénavant la légalité de la République romaine,.
Les conjurés, n'ayant ni troupes, ni argent, ni soutien populaire, sont contraints de traiter, contre l'avis de Cicéron, qui ne faisait pourtant pas partie de la conjuration, et qui les implore de s'attaquer à Marc Antoine avant qu'il ne soit trop tard. Cependant, une majorité des conjurés et des Césariens sont favorables à un rapprochement.
Ainsi, le 16, Marc Antoine convoque le Sénat pour le lendemain. Dans une atmosphère tendue, avec des soldats en ville, un compromis est rapidement trouvé : les assassins de César sont amnistiés, sur proposition d'Antoine, et en contrepartie les réalisations et décisions de César sont validées. On voit même Cassius dîner chez Marc Antoine et Brutus chez Lépide,.

« Le lendemain, Antoine ayant assemblé le Sénat, propose une amnistie générale, et demande qu'on assigne des provinces à Brutus et à Cassius. Le Sénat donne force de loi à ces propositions, et décrète aussi que tous les actes de la dictature de César sont maintenus. Antoine sort du Sénat couvert de gloire : on ne doute pas qu'il n'a prévenu la guerre civile, et manié avec la prudence d'un politique consommé des affaires difficiles, et qui peuvent entraîner les plus grands troubles. »

— Plutarque, Vies parallèles des hommes illustres, Vie d'Antoine, 14 - traduction Ricard, 1840.
Ce compromis est en effet un grand succès pour Marc Antoine qui réussit à apaiser les vétérans, à se concilier la majorité du Sénat et paraît aux yeux des conjurés comme leur interlocuteur privilégié et protecteur,.
Peu de temps après, Brutus, contre l'avis de Cassius et Cicéron, accepte que l'on accorde des funérailles publiques à César ainsi que son testament soit lu et validé. Lors des funérailles du dictateur, le 20 mars, Antoine préside en tant que consul et, bien que le peuple soit favorable à la réconciliation, la lecture publique du testament et peut-être les manœuvres voire le discours de Marc Antoine enflamment la population. Les auteurs antiques divergent cependant sur le rôle exact d'Antoine, Plutarque et Dion Cassius l'accusant d'enflammer le peuple alors que Suétone précise qu'il n'attise en rien la colère de la foule. Certains historiens considèrent comme véridiques le fait qu'Antoine célèbre la mémoire de César, annonce au peuple des mesures posthumes favorables et surtout provoque l'émeute contre ses assassins.
Plusieurs bâtiments du Forum Romanum ainsi que certaines demeures des conjurés sont incendiés. Paniqués, les conjurés s'enfuient le lendemain de Rome puis de l'Italie,. Par ailleurs, Cléopâtre VII retourne en Égypte, donnant naissance en chemin à un fils, connu sous le nom de Césarion.

#### L'héritage de César (mars - sept. 44)

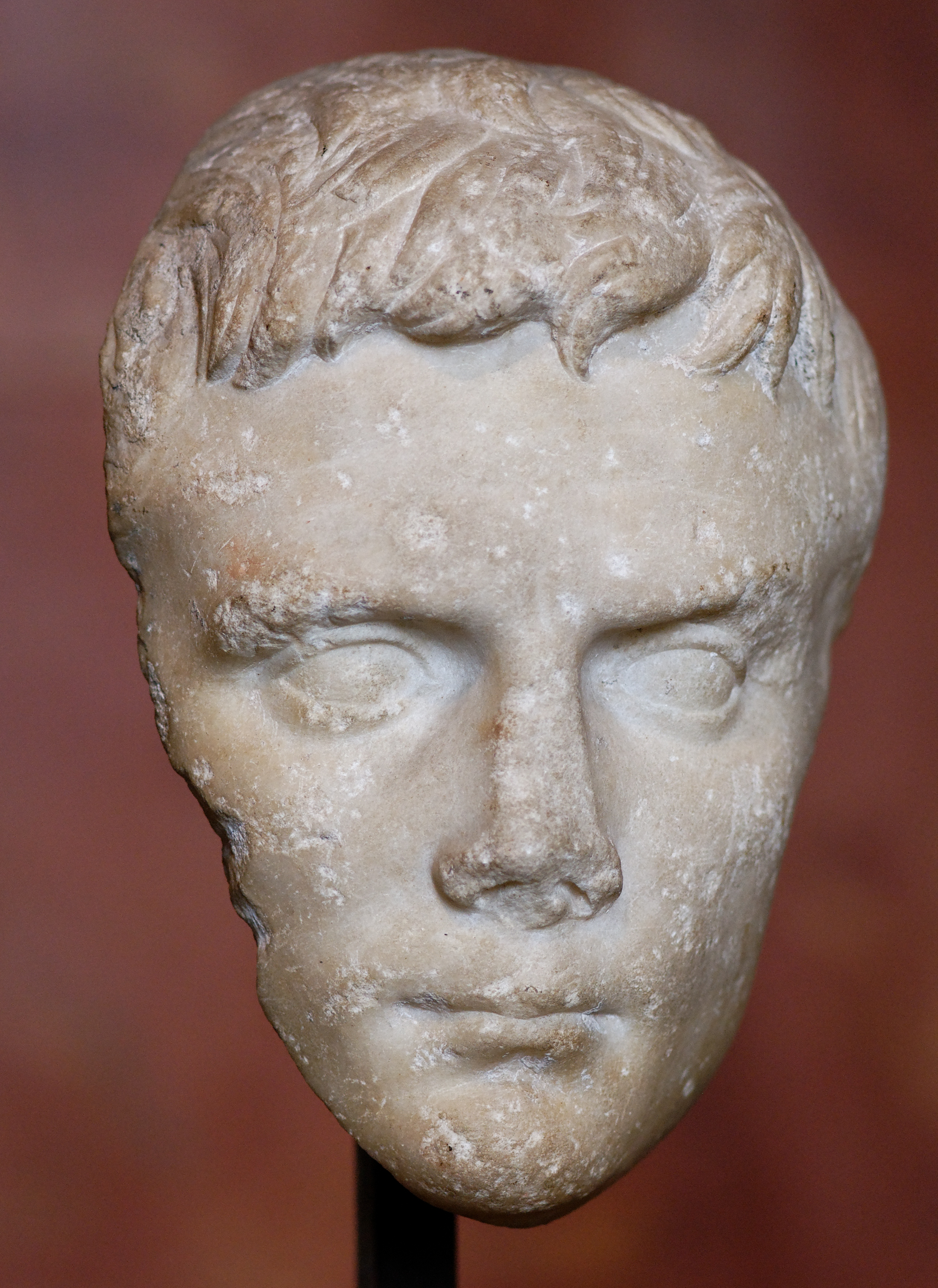
Portrait d'Octave jeune. Marbre grec.

Le 19 mars, dans la maison d'Antoine, le testament de César est ouvert et lu : Caius Octavius, petit-neveu du dictateur, est le principal héritier et est surtout adopté. Le jeune homme de 19 ans est alors en Illyrie et devient ainsi membre de la gens Iulia sous le nom de Caius Iulius Caesar (Octavianus) ou « César Octavien ». Antoine, à l'instar de Decimus Brutus, fait partie des héritiers de second rang.
Antoine s'est vu confier le tri des papiers de César et s’est approprié une partie de sa fortune, qu'il refuse de restituer à Octavien. Il reconnaît par ailleurs Cornelius Dolabella comme consul suffect. Antoine fait confirmer par le peuple les actes de César et fait abolir la dictature. Il fait aussi ratifier un grand nombre de projets de loi qu'il déclare avoir trouvé dans les papiers de César. Cela lui assure une belle popularité. Entre autres, avec Dolabella, il fait bénéficier aux citoyens pauvres des distributions de terres, il fait prévoir une troisième catégories de juges aux tribunaux qui doivent être recrutés parmi les centurions et permet aux condamnés pour emploi de la force, lèse-majesté, falsifications et faux témoignages de faire appel au peuple. Sous le nom de César, il fait rappeler des exilés et concède la citoyenneté romaine aux Siciliens. Lépide, avec son soutien, devient pontifex maximus, succédant à César. La fille d'Antoine est alors fiancée à Lépide le Jeune. Cependant, pour une raison inconnue, les fiançailles sont rompues plus tard.
Antoine se place ainsi comme le véritable continuateur de la politique de César, récupère une grande partie de ses partisans et s'en gagne de nouveaux.
Il constitue une garde armée pour sa sécurité qui atteint bientôt six mille hommes. Quant à Brutus et Cassius, Antoine, sous prétexte de ne pouvoir assurer leur sécurité à Rome, les fait exempter de leurs charges prétoriennes. Il leur attribue ensuite la charge de l'approvisionnement en blé depuis la Sicile et l'Asie. Il s'agit là de missions secondaires indignes de leurs rangs et qui les maintient éloignés de Rome, mais le rapport de force est contre eux. Ils refusent ensuite le gouvernorat de provinces secondaires et se rendent à Athènes.
Le Sénat attribue aux deux consuls, Antoine et Dolabella, respectivement les provinces de Macédoine et de Syrie pour l'année 43. Antoine fait modifier la répartition, s'attribuant la Gaule cisalpine, où se trouve le conjuré Decimus Brutus, et la Gaule chevelue, avec une partie des légions macédoniennes qui devaient faire campagne contre les Parthes.
Grâce aux fonds dont il dispose, Antoine procède à l'installation d'une partie des vétérans de César en Campanie, conformément aux dispositions de celui-ci,. Il laisse Rome sous le contrôle de ses deux frères, Caius et Lucius. Le premier devient préteur urbain de facto tandis que le deuxième est tribun de la plèbe.
Octavien arrive à Rome en mai alors qu'Antoine est en Campanie. Les deux frères d'Antoine ne peuvent lui refuser le droit de réclamer l'héritage de son père adoptif. Antoine et Octavien se rencontrent peu après, le premier recevant le second avec morgue et lui refusant de lui restituer la fortune de César. Malgré l'opposition d'Antoine, Octavien se fait élire tribun de la plèbe. Il s'endette pour pouvoir effectuer les legs promis dans le testament de César auprès du peuple et des vétérans, ainsi que pour se constituer lui aussi une garde privée. L'inimitié entre les deux hommes ne peut alors que s'accroître,,.
De plus, au Sénat, et notamment pour Cicéron, Antoine paraît beaucoup plus dangereux qu'Octavien, et ce dernier est prêt à différer la vengeance du meurtre de son père adoptif pour renforcer sa position. Antoine se trouve dans une position politique difficile et paradoxale, contraint de se tenir au compromis trouvé fin mars. Soit il rompt avec les meurtriers mais s’aliène le Sénat, soit il maintient le compromis mais donne l'impression de trahir la mémoire de César et risque de perdre ses partisans au profit d'Octavien. Ainsi, le fils adoptif de César s'allie avec le Sénat et certains conjurés contre le successeur de César à la tête de l’État, situation tout aussi paradoxale.

« Octavien et Antoine se contrecarrent l'un l'autre en toutes choses, sans cependant avoir encore rompu ouvertement ; quoique réellement en état de guerre, ils sauvent du moins les apparences. Aussi, dans Rome, tout est-il plein de désordre et de confusion. Ils sont encore en paix, et déjà ils font la guerre ; on voit bien un fantôme de liberté, mais les actes sont ceux du despotisme. En apparence Antoine, en sa qualité de consul, a l'avantage, mais l'affection générale penchait vers Octavien tant à cause de son père que par espoir en ses promesses, d'autant plus que le peuple est fatigué de la grande puissance d'Antoine et favorise Octavien, qui est encore sans force. »

— Dion Cassius, Histoire romaine, livre XLV, 11 - traduction Gros, 1855.

#### Marc Antoine isolé (sept. - déc. 44)

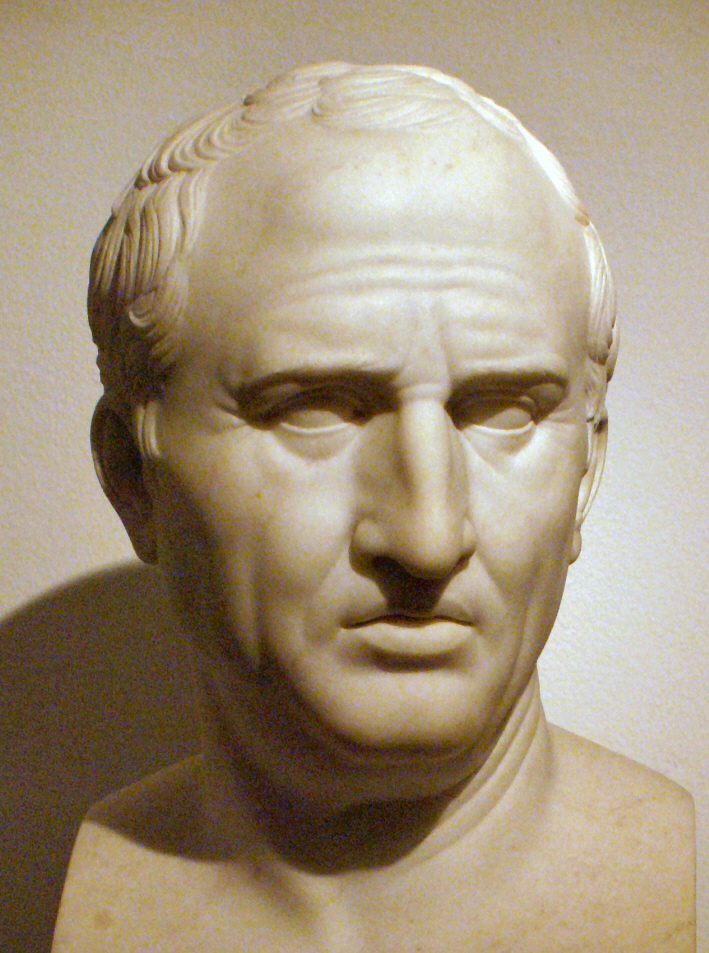
Copie d'un buste de Cicéron.

Cicéron commence en septembre 44 une série de discours contre Antoine, les Philippiques. Octavien joue aussi un rôle dans la rupture entre le Sénat et Antoine, continuant à recruter parmi les vétérans de César. Antoine quitte alors Rome en octobre pour gagner Brindes et certaines des légions macédoniennes. Mais Octavien a fait de la propagande auprès des soldats et Antoine est très mal reçu. En novembre, alors qu'Octavien s'est assuré le soutien d'une grande part des vétérans, il voit deux des légions macédoniennes se joindre à lui en Étrurie,.
Antoine tente de reprendre la situation en main fin novembre et brusque les choses au Sénat. Il marche ensuite sur la Gaule cisalpine où se trouve le conjuré Decimus Brutus. Ce dernier fait mine de céder sa province à Antoine, mais il s'enferme mi-décembre à Modène pour résister. Le Sénat, mené par un Cicéron enflammé qui soutient Octavien, profite de la situation pour annuler les décisions provinciales de Marc Antoine,.

#### La guerre civile de Modène (déc. 44 - avr. 43)
La « guerre de Modène » est implicitement déclarée fin décembre, avec d'une part le Sénat, mais aussi les consuls césariens modérés de l'an 43 Vibius Pansa et Aulus Hirtius, Octavien et ses légions et Decimus Brutus, face aux seules forces de Marc Antoine, qui assiègent alors Modène,.
Cependant, au début de janvier 43, Cicéron ne parvient pas à faire déclarer Antoine « ennemi public » ni à faire voter un senatus consultum ultimum instaurant l’état d'urgence. Des alliés d'Antoine obtiennent au contraire qu'une délégation lui soit envoyée. Antoine doit céder la Gaule cisalpine et se soumettre. Il est prêt à accepter mais réclame la Transalpine et ses légions pour cinq années, la validité de ses décisions de l'an 44 et des récompenses pour ses soldats similaires à celles reçues par ceux d'Octavien peu auparavant. Cicéron obtient cette fois-ci le senatus consultum ultimum et le refus des réclamations d'Antoine, mais celui-ci n’est pas encore déclaré « ennemi public ».

« Cicéron, qui a alors la plus grande autorité dans Rome, et qui soulève tout le monde contre Antoine, parvient enfin à persuader au Sénat d'envoyer à Octavien les faisceaux avec les autres ornements de la préture, et de donner des troupes à Hirtius et à Pansa, pour chasser Antoine de l'Italie : ce sont les deux consuls de cette année. Ils attaquent Antoine près de la ville de Modène, et le battent complètement ; mais ils périssent tous deux dans l'action. »

— Plutarque, Vies parallèles des hommes illustres, Vie d'Antoine, 18 - traduction Ricard, 1840.
À Modène, Antoine est en difficulté, ne parvenant pas à s'emparer de la ville tenue par Decimus Brutus et commençant à souffrir du manque de provisions. Les consuls ainsi qu'Octavien marchent alors contre Antoine. Celui-ci, en infériorité numérique, engage le combat contre Pansa et Octavien, qu'il parvient à repousser, mais doit à son tour faire retraite avec l'arrivée des légions d'Hirtius lors de la bataille de Forum Gallorum. Octavien se fait proclamer imperator pour la défense du camp, alors que Pansa a été mortellement blessé. Une semaine après, le 21 avril, devant Modène, Antoine subit une nouvelle défaite, à deux contre un. Il se retire vers l'ouest avec sa cavalerie et les restes de son infanterie. Les pertes sont lourdes de part et d'autre, Aulus Hirtius est mort au combat tandis que Vibius Pansa succombe à ses blessures, laissant opportunément Octavien seul vainqueur.

#### Retournement de situation politique (avr. - nov. 43)

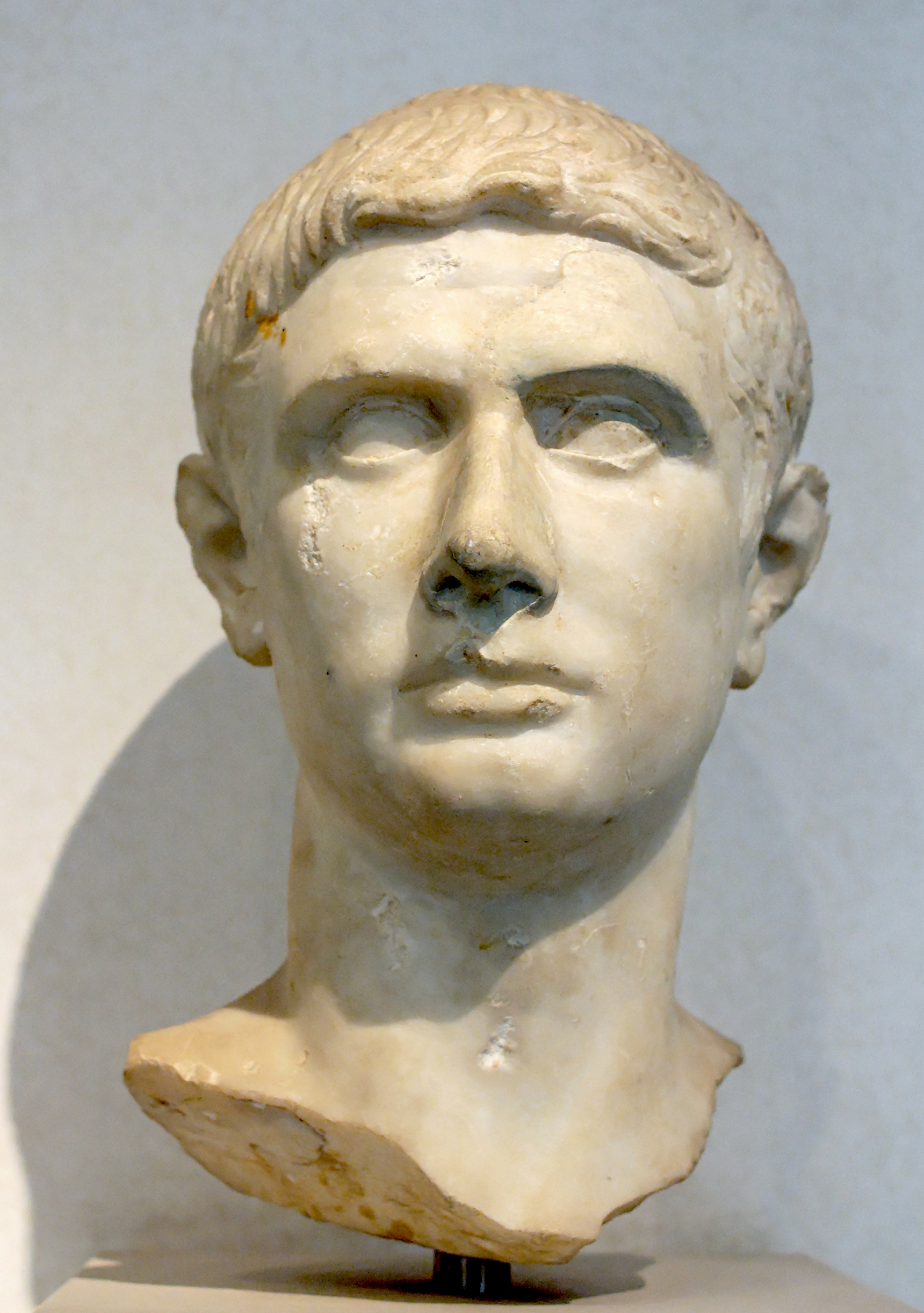
Buste en marbre, dit de « Brutus ».

Fin avril, Antoine et ses partisans sont déclarés « ennemis publics ». On refuse à Octavien l'ovation proposée par Cicéron, mais on accorde à Decimus Brutus le triomphe et on lui confie la mission de poursuivre Antoine et d'achever la guerre civile. Sextus Pompée reçoit le commandement de la flotte tandis que Brutus et Cassius se voient accorder respectivement les importantes provinces de Macédoine et de Syrie. La cause pompéienne et républicaine vit là un renouveau. En Orient, sur le chemin de la Syrie, Cornelius Dolabella réussit à vaincre, capturer et exécuter Caius Trebonius, un des conjurés alors en Asie. Mais il est ensuite battu par Cassius Longinus qui s'était emparé de la province syrienne. Dolabella se suicide et l'Orient est aux mains des « Républicains ».
Cependant, les troupes des deux consuls morts refusent d'obéir à Decimus Brutus, restant sous le contrôle d'Octavien. En Ligurie, Marc Antoine rétablit en partie la situation avec des renforts menés par Ventidius Bassus qui se joignent à lui. Antoine peut passer en Narbonnaise, province dont Lépide est le gouverneur en plus de l'Hispanie citérieure. Lépide a tenté au début de l'année 43 une conciliation entre le Sénat et Antoine. Bien que césarien convaincu qui avait souhaité la mort des conjurés, il a aussi des relations amicales avec le Sénat et a cohabité avec Sextus Pompée en Hispanie, sans chercher le combat, prudent. Cependant, lui, ou plutôt ses officiers et ses troupes, rejoignent le camp de Marc Antoine, qui possède dès lors la plus grande armée d'Occident,.
Octavien entame mi-mai des négociations secrètes avec Antoine. Decimus Brutus marche sur Lyon, sans les légions d'Octavien, pour rejoindre Munatius Plancus, hostile à Antoine. Cependant, ce dernier, resté neutre jusque-là, se réconcilie avec Antoine. Decimus Brutus est alors contraint de fuir mais est tué dans le massif du Jura à l'automne par un chef celte, peut-être sur ordre d'Antoine, qui voit aussi Caius Asinius Pollio se joindre à lui. Octavien se voit confier par le Sénat la guerre contre Antoine et Lépide mais ne se voit pas accorder le consulat qu'il convoite. Il marche sur Rome plutôt que contre les « ennemis publics ». Le Sénat fléchit et Octavien devient consul alors qu'il n'a pas vingt ans,.
Le Sénat, dont Cicéron, paie ses erreurs politiques et le fait d'avoir sous-estimé Octavien. Celui-ci récompense ses soldats avec l'argent public et l'accord d'un Sénat soumis, et il se consacre à venger son père adoptif. Tous les conjurés sont condamnés, ainsi que Sextus Pompée, par une loi, la lex Pedia. Ensuite, à l'instigation de Lépide, Octavien se rend en Gaule cisalpine pour rencontrer Marc Antoine,.

### Le second triumvirat contre les «Républicains» (nov. 43 - oct. 42)

#### L'instauration du triumvirat (nov. 43)
Au début de novembre 43, Octavien, Lépide et Antoine se rencontrent non loin de Bologne et de Modène. La suspicion règne entre les trois hommes et ce n'est pas moins de quarante-trois légions qui sont rassemblées autour d'eux. Au bout de deux jours de discussions, ils se mettent d'accord et décident de fonder une nouvelle magistrature pour eux-mêmes munie de pouvoirs extraordinaires pour cinq années : les Triumviri Rei Publicae Constituendae ou « triumvirs pour le rétablissement de la République »,.

Les trois personnalités du second triumvirat (43 - 32)
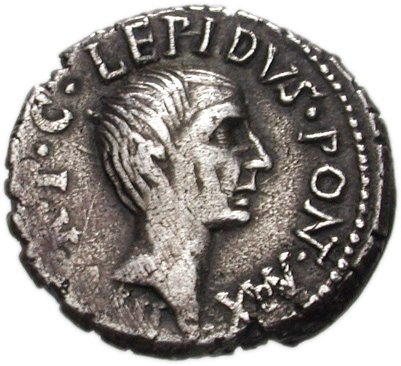
Marcus Aemilius Lepidus
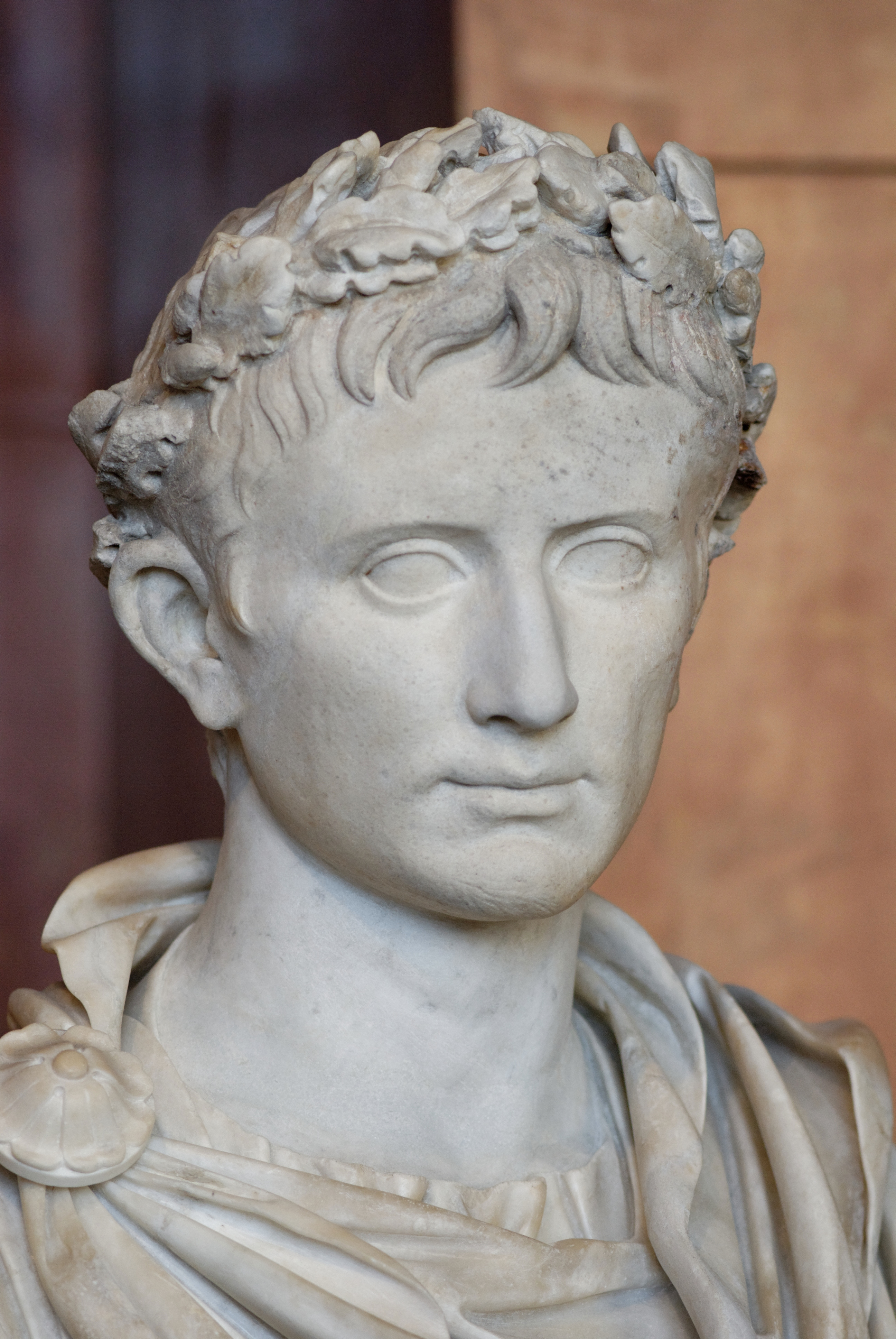
Caius Iulius Caesar (Octavianus)
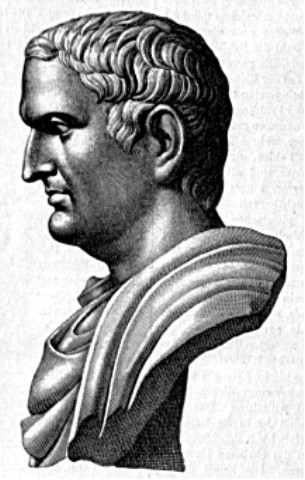
Marcus Antonius

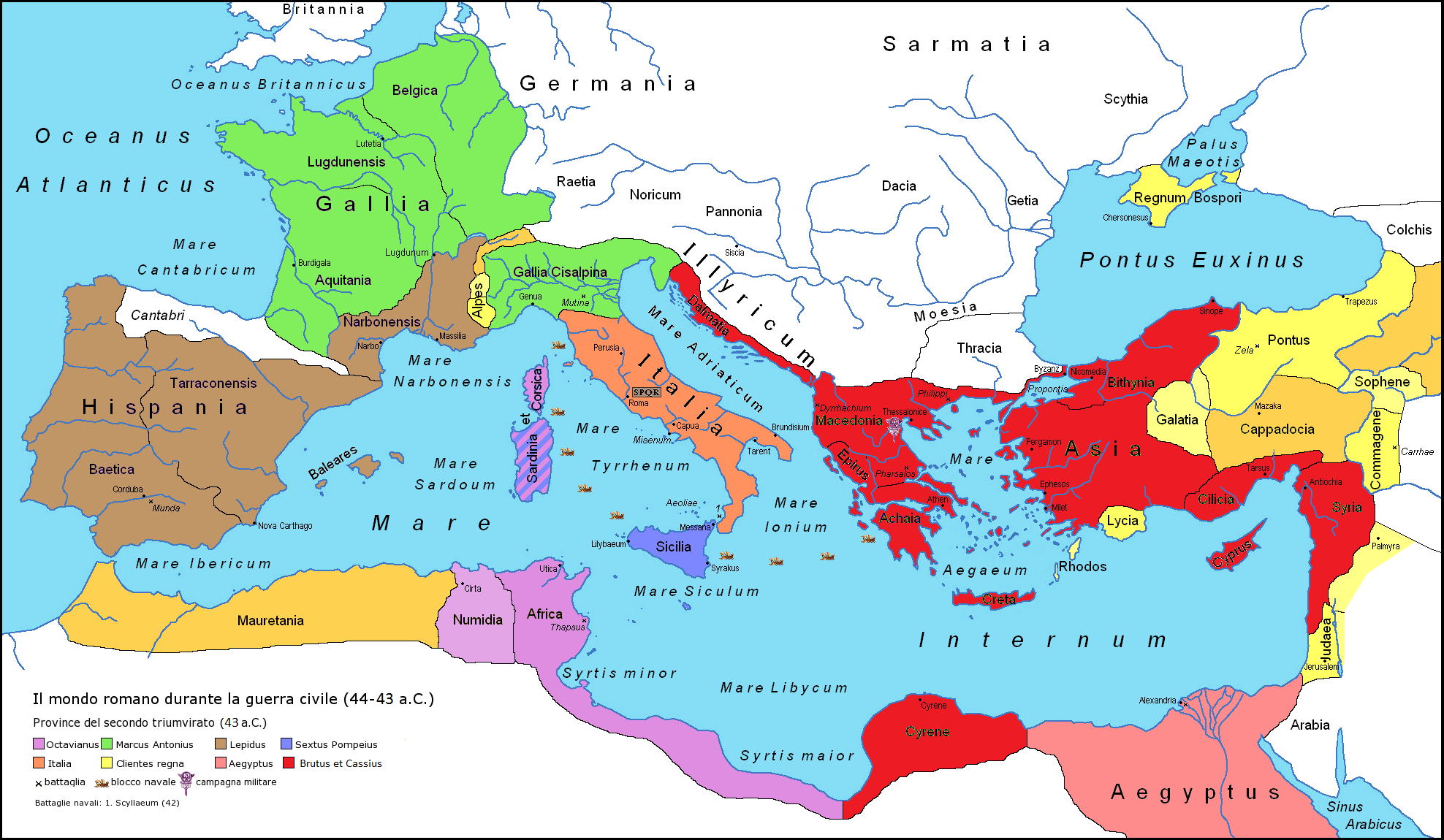
Carte de la République romaine en 43 :
Marc Antoine.
Lépide.
Octavien.
Indivise entre les triumvirs.
Sextus Pompée.
« Républicains ».
États clients de Rome.
Égypte ptolémaïque.

De plus, ils se confèrent l’imperium proconsulaire dans les provinces qu'ils se partagent : Antoine garde la Gaule chevelue et peut-être la Gaule cisalpine, qui normalement est une part de l'Italie depuis 49, Lépide la Narbonnaise et les provinces hispaniques et Octavien reçoit l'Afrique, enjeu de luttes entre Césariens et Républicains, et les îles de la Sicile et de la Sardaigne, contrôlées ou menacées par Sextus Pompée. L'Italie reste indivise tandis que l'Orient est aux mains des Républicains,.
Le 27 novembre 43, ce second triumvirat est institué par une loi, la lex Titia,. Pour parachever leur alliance, Octave épouse la belle fille d'Antoine : Clodia Pulchra,.

#### La proscription (nov. 43 - janv. 42)
L'objectif premier des triumvirs reste de venger César et de faire la guerre à ses meurtriers. Avant de partir en campagne, les triumvirs décident d'agir contre les ennemis de l'intérieur et recourent à une procédure funeste employée par le passé : la proscription. Un tiers du Sénat et deux mille chevaliers figurent sur les premières listes de proscrits. On garde l'image d'Antoine dirigeant les proscriptions et se réjouissant exagérément des exécutions. Les sources antiques sont cependant biaisées par la propagande augustéenne qui cherche à exonérer Octavien des crimes les plus odieux pour accabler plutôt Lépide et surtout Antoine,.
Parmi les proscrits les plus célèbres condamnés par Antoine, Cicéron est exécuté le 7 décembre,, abandonné par Octavien à la vindicte d'Antoine. Celui-ci fait aussi inscrire sur les listes des proscrits son fils Marcus Tullius Cicero, qui survit, mais aussi son frère Quintus Tullius Cicero et son neveu, tous deux assassinés. Le triumvir fait proscrire son oncle Lucius Iulius Caesar. Ce dernier s'est en effet opposé à l'organisation de funérailles publiques de César et à la politique d'Antoine en obtenant l'abrogation de sa loi agraire de juin 44. Il n'a pas hésité à soutenir la déclaration comme hostis de son neveu et de Lépide. Il échappe à la mort grâce à l'intervention de Julia, mère d'Antoine. Marcus Favonius, émule de Caton le Jeune et qui a participé à des réunions des « Libérateurs » aux côtés des conjurés et de Cicéron, est lui aussi proscrit. Il sera emprisonné et exécuté après Philippes. Appien d'Alexandrie donne d'autres noms de proscrits dans l'assassinat desquels Antoine est impliqué : par exemple le tribun de la plèbe Salvius et un ancien préteur Turanius,. Antoine fait aussi proscrire Caius Licinius Verres, poursuivi par Cicéron pour ses malversations en Sicile entre 73 et 71 et vivant alors dans l'opulence à Massalia après son exil, mettant la main sur sa très importante collection d'œuvres d'art.
Brutus fait exécuter Caius Antonius, en représailles de la mort de Cicéron. Le frère d'Antoine a été gouverneur de Macédoine l'an passé, a accueilli les conjurés puis, une fois la nouvelle année arrivée, a tenté de disputer la province décernée à Brutus.
La proscription du début du second triumvirat est un acte politique réfléchi faisant finalement assez peu de victimes et se terminant dès janvier 42 av. J.-C. au bout de deux mois. La société romaine sort malgré tout traumatisée de cet épisode, pourtant moins sanglant et meurtrier que ce qu'elle a connu sous Sylla. Nombre de proscrits ont par ailleurs rejoints Sextus Pompée en Sicile ou les « Républicains » en Orient,.

#### La victoire des triumvirs contre les «Républicains» (été - oct. 42)
À l'été 42, Octavien et Antoine s'embarquent pour la Grèce laissant Rome sous l'administration de Lépide et Plancus et la Sicile aux mains de Sextus Pompée, leur ennemi. Faute d'avoir su agir avec célérité, Cassius Longinus et Junius Brutus ne peuvent empêcher les triumvirs de s'emparer de la Macédoine. Les deux armées se rencontrent à Philippes, non loin de la via Egnatia. Antoine a mené l'armée jusque-là, rejoint ensuite par Octavien, touché par la fièvre. Cent mille hommes se font face, les triumvirs ayant une légère supériorité numérique dans l'infanterie mais la cavalerie républicaine est plus nombreuse.
| Carte de la Macédoine orientale.                      | Carte de la première bataille | Carte de la deuxième bataille |
| Mouvements des armées avant la bataille de Philippes. | Première bataille.            | Deuxième bataille.            |

Les Républicains ont l'avantage du terrain ce qui force les triumvirs à prendre l'initiative du combat. La première bataille de Philippes se déroule le 3 octobre 42. Antoine enfonce le dispositif de Cassius mais Brutus l’emporte sur Octavien, qui en réchappe, malade ce jour-là. C'est l'audace et l'imagination d'Antoine qui lui permettent de retourner une situation défavorable et de l'emporter sur Cassius. Ce dernier se suicide croyant la bataille perdue, mais les triumvirs restent dans une situation difficile. Le même jour, les triumvirs perdent un convoi maritime avec deux légions en renfort lors d'une bataille navale à sens unique. Après une guerre d'usure, Brutus est forcé par ses soldats à mener le combat et la deuxième bataille se déroule le 23 octobre, et après des combats longtemps équilibrés, Antoine transforme le repli de l'armée républicaine en déroute, Brutus se suicidant peu après. Antoine se montre généreux envers les vaincus, au contraire d'Octavien, impitoyable. Cinquante mille citoyens romains sont morts lors de ces affrontements,.

« La victoire des triumvirs, et notamment d'Antoine, est totale […] et la République romaine est morte sur le champ de bataille de Philippes.
L'héritier du dictateur, [Octavien], ne sort pas grandi de la campagne dont le bénéfice et le mérite reviennent entièrement à son collègue [Marc Antoine], qui ne tarde pas à redevenir un rival. Le mépris des vaincus vient conforter sa réputation de jeune arriviste cynique et ambitieux. »

— Jean-Michel Roddaz, « L'héritage » dans François Hinard (dir.), Histoire romaine des origines à Auguste, Fayard, 2000, p. 851-853.

« La bataille de Philippes a consacré les talents militaires d'Antoine ; la gloire lui revient et lui demeure pendant dix ans, de même que le prestige auprès des vétérans qui longtemps refuseront de le combattre. »

— Ronald Syme, The Roman Revolution, 1939, cité dans Monique Jallet-Huant, Marc Antoine, 2009, p. 153.
Les trois héritiers de César procèdent à la divinisation de César, érigeant le temple du Divin César à l'emplacement de son bûcher sur le Forum Romanum. Cette mesure populaire conforte les trois hommes, et notamment Octavien, devenu divi fiulius. Un quatrième flaminat majeur a été créé afin de s'occuper du culte du divin César, le premier flamine nommé est Marc Antoine.

### Maître de l'Orient romain (42-32)

#### Vers la bipartition de l'Empire (fin 42)

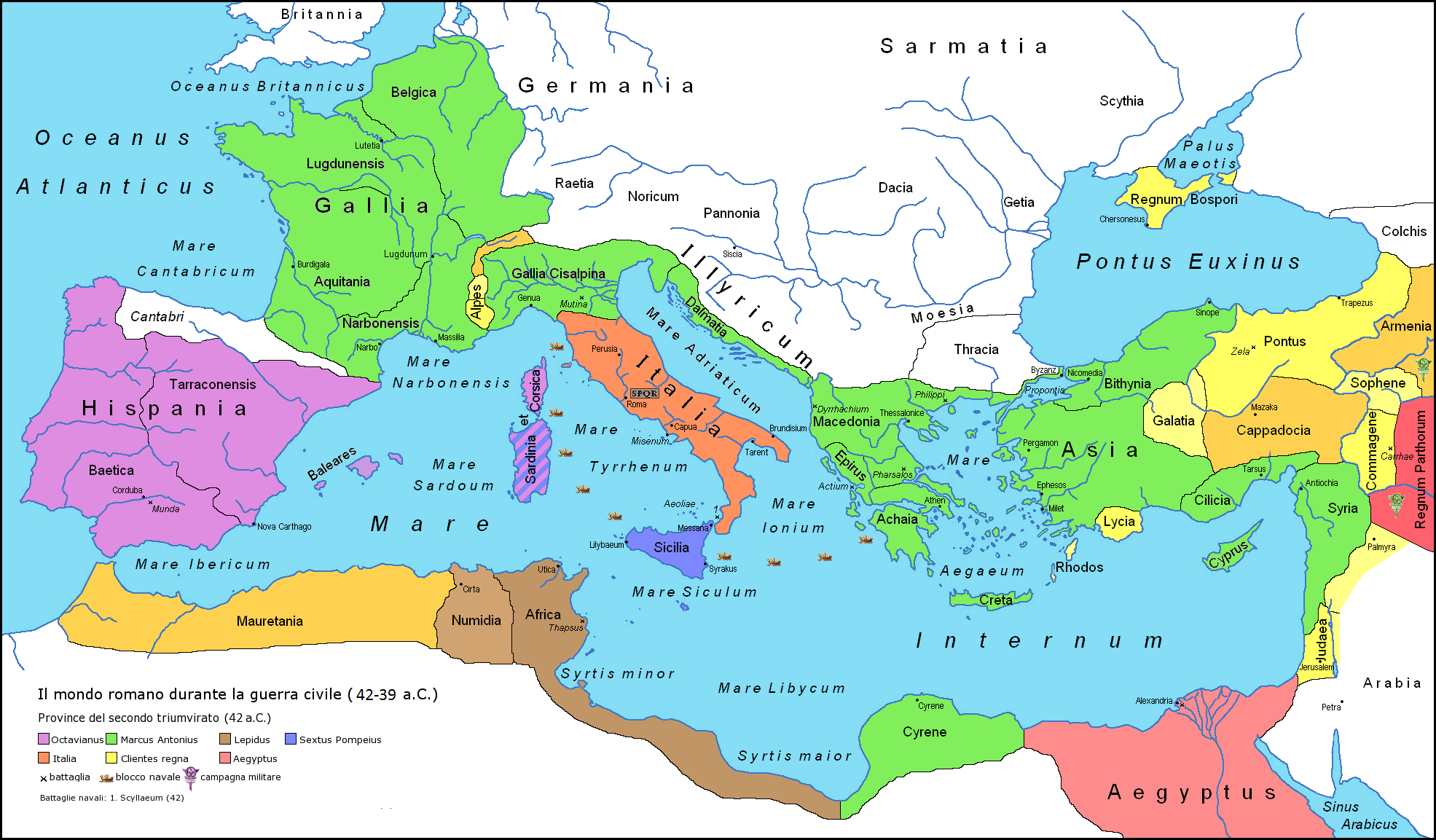
Carte de la République romaine en 42 :
Marc Antoine.
Lépide.
Octavien.
Indivise entre les triumvirs.
Sextus Pompée.
États clients de Rome.
Égypte ptolémaïque.
Empire parthique.

À la suite de la victoire de Philippes, la position dominante d'Antoine se reflète dans la division des terres romaines qui s'ensuit : il prend en charge la réorganisation de l'Orient mais conserve aussi ses provinces de Gaule chevelue et Cisalpine, tout en y ajoutant la Narbonnaise aux dépens de Lépide. Ce dernier perd aussi l'Hispanie au profit d'Octavien, et se voit seulement confier l'Afrique, se voyant réduit à un rôle secondaire. L'Italie reste indivise, mais c'est à Octavien que revient la lourde et impopulaire tâche de démobiliser et installer les vétérans sur les terres italiennes,.
Antoine n'a probablement pas fait un mauvais choix en prenant en charge l'Orient et les Gaules, ce qui l'éloigne pourtant de Rome. Un de ses lieutenants, le fils de Quintus Fufius Calenus, tient les Gaules pour lui, et plusieurs de ses soutiens préservent ses intérêts à Rome tels que Publius Ventidius Bassus, consul suffect en 43, Lucius Munatius Plancus, consul en 42, Lucius Antonius, l'année suivante et Caius Asinius Pollio en 40. Nombre de vétérans installés en Italie et certaines régions et villes, comme le Picénum et des villes du Pô, lui sont acquis.
La situation en Orient n'est pas florissante à cause des besoins des Républicains qui ont pressuré ces régions. De plus, la menace parthe est toujours réelle, d'autant que les Parthes ont soutenu les vaincus même s'ils n'ont pu rejoindre Philippes à temps. Antoine peut reprendre le projet de César d'attaquer l'Empire parthe, de venger Crassus et d'acquérir de la gloire.
En 42, l'Orient romain est surtout composé de différents royaumes clients et de peu de provinces romaines. Celles-ci sont la Macédoine, l'Asie, le Pont-Bithynie, la Cilicie, Chypre, la Syrie et la Cyrénaïque. Il existe par contre une multitude d'états clients de Rome. En Europe, on trouve le royaume tribal des Odryses de Thrace. En Anatolie, deux grands royaumes vassaux, la Galatie et la Cappadoce, et plusieurs petits tels que la Paphlagonie, des alliés comme Rhodes, la Cyzique ou l’État fédéral de Lycie. À cela s'ajoutent différents tyrans, notamment à Tarse, à Amisos et à Cos. Au Moyen-Orient, on trouve le royaume hellénistique de Commagène et ceux de Judée et de Nabatène ainsi que quelques principautés arabes. Enfin, au sud, il y a l'Égypte ptolémaïque sous protectorat romain depuis Jules César.

#### Antoine en Grèce, Asie puis Égypte (42-40)
Antoine passe l’hiver 42-41 à Athènes. « Philhellène, ami des Athéniens, […] le triumvir s'y montre sous son meilleur jour ». Il se montre généreux envers les cités hellènes et s'initie aux mystères d'Éleusis.
Il se rend ensuite en Asie pour trouver de l'argent, puis en Bithynie et dans le Pont. De retour en Asie Mineure, il est accueilli comme un dieu à Éphèse, un « nouveau Dionysos ». Il se conduit davantage en souverain hellénistique qu'en imperator romain et exige une contribution financière exceptionnelle. Il exempte les communautés restées fidèles aux Césariens pendant la guerre civile et indemnise celles qui ont souffert des Républicains, telles les alliés Rhodiens et Lyciens ou encore les cités de Laodicée en Syrie et Tarse de Cilicie. Il pardonne aux nobles romains qui ont soutenu la cause républicaine, hormis les assassins de César.

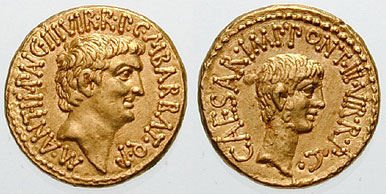
Marc Antoine et Octavien en 41, pièce frappée pour célébrer le second triumvirat.

Par ailleurs, il règle le sort des États vassaux de Rome. Ariarathe X est confirmé comme roi de Cappadoce après l'exécution de son frère Ariobarzane III sur ordre de Cassius à la veille de Philippes. En Judée, le départ de Cassius de Syrie a entraîné des troubles. Plusieurs délégations juives viennent se plaindre auprès d’Antoine des fils d’Antipater, Phasaël et Hérode. Ce dernier prend les devants et part à la rencontre d'Antoine, lui remet une importante somme d'argent pour éviter d'avoir à se justifier et les deux frères Phasaël et Hérode sont confirmés dans leurs fonctions.
Il demande au principal vassal oriental de Rome, la reine de l'Égypte ptolémaïque Cléopâtre VII, de lui rendre des comptes. Les triumvirs n'ont jamais vu la flotte de secours que celle-ci leur a envoyée à Philippes, puisqu'il s'avère qu'elle a été détruite par une violente tempête,. Celle-ci, convoquée à Tarse à l'instar des autres vassaux, vient à la rencontre d'Antoine et parvient à se justifier, après avoir invité le triumvir à bord de son magnifique navire pour un somptueux banquet. Les auteurs antiques placent ici le début de la célèbre romance entre Antoine et Cléopâtre souvent décrite comme une soumission totale d'Antoine à Cléopâtre, faisant de la reine un adversaire malfaisant de Rome et le mauvais génie de Marc Antoine, mais les historiens modernes rejettent ces considérations, soulignant que toutes les sources antiques sont dès lors influencées a posteriori par la propagande augustéenne,. Antoine doit ménager Cléopâtre car c'est le vassal le plus puissant en Orient et aussi un point d'appui indispensable pour faire face aux Parthes. La convocation d'Antoine et l'arrivée de Cléopâtre à Tarse est le théâtre de « bien des négociations fort peu romantiques »,.
Selon certains historiens, avant l'hiver 44, Antoine a installé Arsinoé, la sœur de Cléopâtre, sur le trône de Chypre, cherchant peut-être alors à faire contrepoids avec la reine d'Égypte. Cependant, cette dernière reprend l'île l'année suivante, mais cette hypothèse ne fait pas l’unanimité, Arsinoé n'ayant peut-être pas quitté son exil à Éphèse où elle a été reléguée par César dès 46. En 42, les triumvirs, en reconnaissance de l'aide apportée par Cléopâtre en 44 à Cornelius Dolabella, accordent au fils qu'elle a eu de César, Césarion, le titre de roi. Elle lui avait alors renvoyé quatre légions cantonnées en Égypte qu'elle n'était pas malheureuse de voir quitter Alexandrie pour la Syrie. En 41, Antoine fait exécuter Arsinoé, déjà prétendante au trône d'Égypte en 48-47 et qui pourrait profiter à l'avenir, comme par le passé, de la versatilité des Alexandrins. Le triumvir se montre ferme aussi envers Cléopâtre à qui il retire le contrôle de Chypre.
Antoine, dans ses premiers mois en Orient, a donc rassemblé de l'argent, réorganisé ses troupes, s'est assuré l'alliance des rois et des princes. Il se construit aussi une figure de prince hellénistique, ce qui lui gagne l'affection des cités et des peuples, mais qui fera aussi le jeu de la propagande hostile d'Octavien.

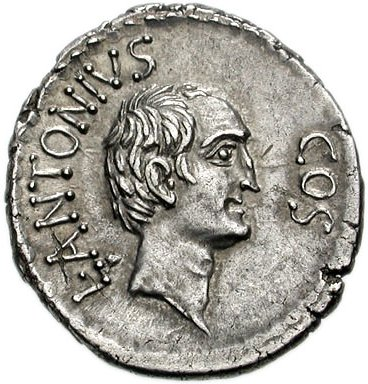
Lucius Antonius sur une pièce frappée à Éphèse pendant son consulat de 41.

Antoine accompagne Cléopâtre et passe l'hiver 41-40 à Alexandrie. Il a une liaison avec la reine et deux jumeaux naîtront en 40, Alexandre et Séléné. Selon certains auteurs antiques, repris par certains historiens modernes, Antoine mène une vie insouciante de luxure à Alexandrie,,. Antoine apprend que les Parthes sont passés à l'offensive et quitte l'Égypte pour la Syrie afin de les affronter, mais après un court séjour à Tyr, une des dernières villes de la région encore fidèles, il s'embarque pour la Grèce puis l'Italie où s'affrontent ses partisans et ceux d'Octave.

#### La guerre civile de Pérouse (41-40)
À la fin de l'année 42, Octavien se retrouve à la tête de l’Italie avec pour mission d'assigner des terres aux vétérans des guerres civiles. Cette mission est très délicate et il se retrouve rapidement avec une partie de la noblesse contre lui. Fulvie, l'épouse de Marc Antoine, désire fortement que son mari gouverne seul Rome au lieu de partager le pouvoir avec Lépide et Octavien. Aidée du frère d'Antoine, Lucius Antonius, alors consul et qui semble plus sincère dans ses intentions, elle encourage la colère des sénateurs et de tous les italiens indisposés par les distributions de terres faites aux vétérans. Octavien doit alors abandonner au consul Lucius Antonius la charge de la distribution de terres. Mais les deux hommes ne s'entendent pas et se menacent l'un l'autre. Malgré plusieurs médiations, notamment voulues par leurs propres soldats, qui souhaitent que les distributions soient effectuées, le conflit éclate entre les deux hommes,.

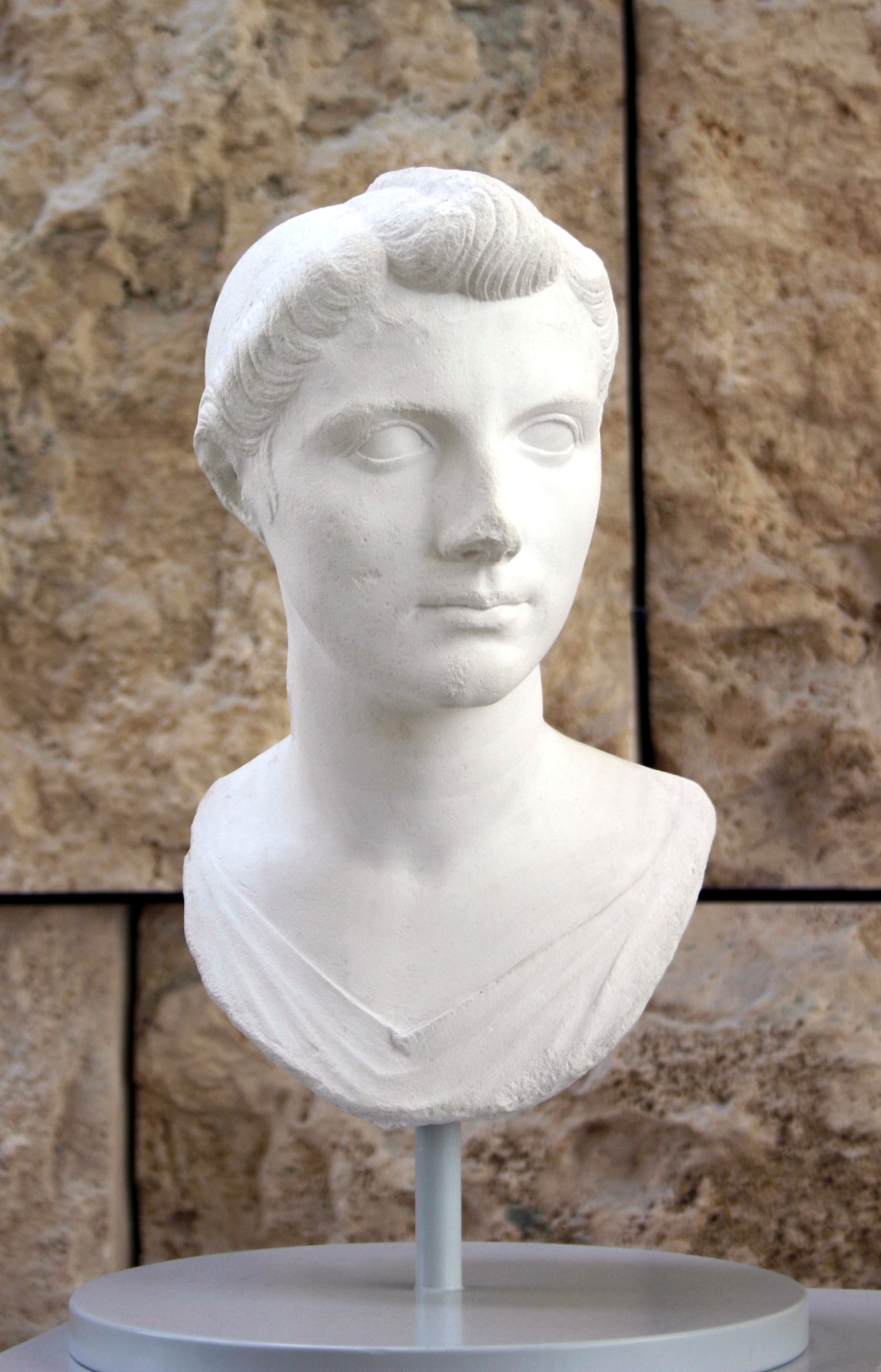
Portrait d'Octavie.

Les autres généraux d'Antoine hésitent et laissent le champ libre à ceux d'Octavien. Antoine, embarrassé et occupé en Orient, ne donne aucune consigne. De plus, il ne veut sans doute pas décourager ceux qui défendent ses intérêts et reste dans une position attentiste. Ce conflit s'achève en février 40 par la prise de Pérouse et la reddition de Lucius Antonius. Les vies de Fulvie et de Lucius sont épargnées, mais ce dernier est envoyé gouverner une province espagnole et Fulvie est obligée de divorcer d'Antoine. Elle décède peu après,.
Octavien rentre à Rome glorieux à la suite de sa victoire puis part en Gaule s'emparer des légions antoniennes. Il doit bientôt faire face à l'arrivée d'Antoine en Italie en août 40. Depuis quelques semaines, Sextus Pompée ravage les côtes italiennes, mettant en péril la situation d'Octavien. Agrippa, responsable de Rome et de l’Italie, repousse Pompée, reprend quelques villes qui se sont soulevées pour Antoine et fait partie des intermédiaires qui parviendront à la paix entre Antoine et Octavien. Quintus Salvidienus Rufus qui était sur le point de trahir Octavien pour Antoine, est arrêté et condamné après qu'Antoine l'a révélé naïvement à son collègue. Les triumvirs s'entendent à nouveau sur leurs compétences respectives à la suite du pacte de Brindes et Antoine épouse Octavie, la sœur d'Octavien,,. Une première fille naît de cette union en 39 : Antonia l'Aînée.

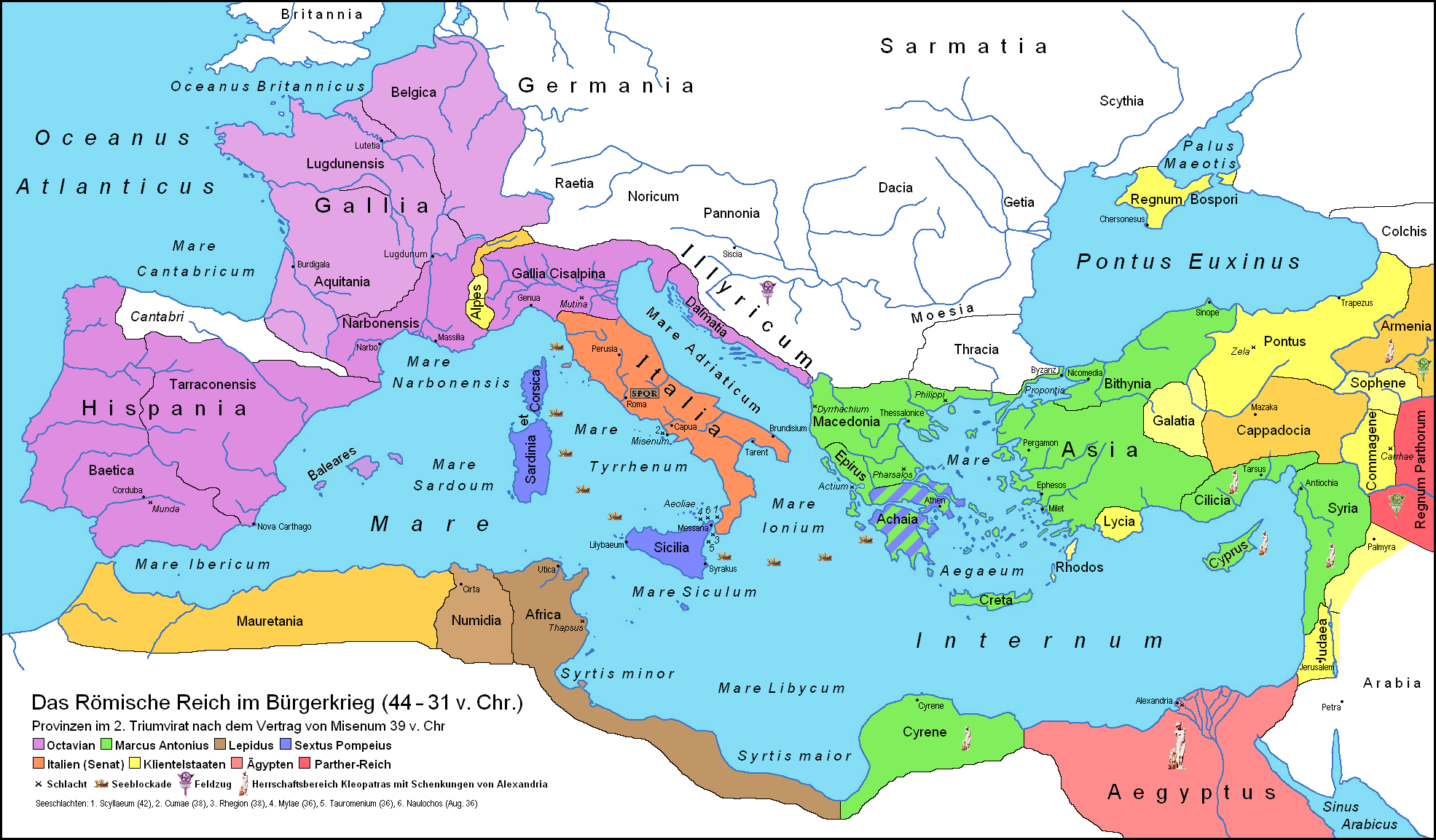
Carte de la République romaine en 39 :
Marc Antoine.
Lépide.
Octavien.
Indivise entre les triumvirs.
Sextus Pompée.
États clients de Rome.
Égypte ptolémaïque.
Empire parthique.

Antoine est reconnu comme maître de l'Orient et Octavien de l'Occident, la ville de Scodra en Illyrie marquant la frontière entre les deux. Antoine perd donc là les Gaules, Lépide est maintenu en Afrique et l'Italie restant indivise. Un autre accord, celui de Misène en 39, octroie à Sextus Pompée les îles italiennes ainsi que le Péloponnèse,.
Antoine quitte Rome, où il ne reviendra pas, pour l'Orient et la guerre contre les Parthes.

#### Les offensives parthes (40-38)
Pendant la guerre civile des Libérateurs, les Républicains font plusieurs fois appels aux Parthes pour faire face aux Césariens, notamment contre Cornelius Dolabella en Syrie. Le contingent parthe mené par Quintus Labienus ne rejoindra jamais les troupes républicaines contre les triumvirs à Philippes, et les Parthes ne profitent pas immédiatement du vide créé par la guerre civile dans le dispositif romain oriental. Cela est dû aux hésitations du roi parthe Orodès II malgré les sollicitations de Labienus. C'est finalement le fait qu'Antoine soit à Alexandrie pour l'hiver 41-40, que les deux seules légions défendant la Syrie soient composées d'anciennes troupes républicaines incorporées par Antoine après Philippes et qui peuvent être ralliées par Labienus qui convainquent finalement le roi arsacide. Son fils Pacorus lance l'offensive, le général d'Antoine est vaincu puis tué en Cilicie, la Syrie et la Judée tombent rapidement aux mains des Parthes de Barzapharnès. Quintus Labienus mène ensuite les troupes romaines ralliées à la conquête de l'Anatolie,.
Antoine, alors en Italie à la suite de la guerre de Pérouse, envoie Publius Ventidius Bassus, son meilleur lieutenant, contre les Parthes. Ventidius arrive en Asie au printemps 39. Surprenant Quintus Labienus, il le poursuit et le contraint à la bataille non loin des Monts Taurus. Il remporte l'affrontement, intègre une partie des forces adverses à ses propres troupes tandis que Labienus est capturé puis exécuté un peu plus tard. Le lieutenant d'Antoine l'emporte ensuite sur une armée parthe et restaure l'autorité romaine sur la Syrie dès la fin de l'année 39 à la suite de campagnes éclairs couronnées de succès,.

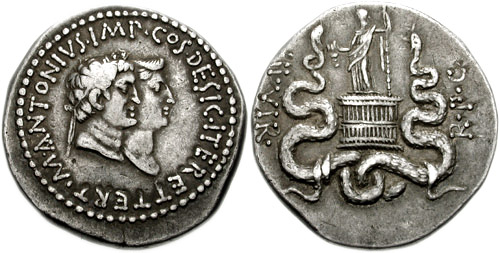
Antoine et Octavie en 39. Sur le revers, des serpents jumelés encadrent un Dionysos qui tient un canthare et un thyrse et se dresse sur une ciste mystique.

Antoine quitte l'Italie à la suite de la paix de Misène et passe l’hiver 39-38 à Athènes. Il se distingue par son dionysisme et est honoré par la cité avec Octavie, assimilée à Athéna. Contre son avis, Octavien rouvre le conflit contre Sextus Pompée. Les deux triumvirs prévoient de se rencontrer à Brindes, mais la rencontre est manquée, sans que l'on sache lequel prend soin d'éviter l'autre.

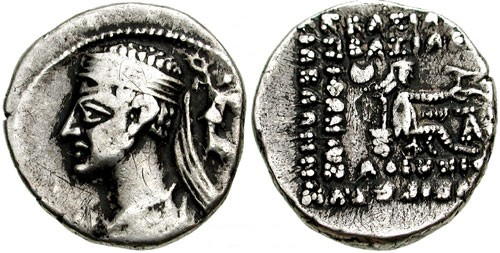
Pacorus Ier, roi associé des Arsacides.

Au printemps 38, les Parthes reprennent l'offensive. Ventidius Bassus écrase à nouveau l'armée parthe menée par Pacorus, qui est tué au combat. Le lieutenant d'Antoine commence ensuite à régler le sort des états vassaux romains de la région qui ont soit fait défaut, soit ont été submergés.
C'est alors qu'Antoine arrive en Syrie et rejoint son subordonné devant les murs de Samosate, la capitale du royaume de Commagène, allié de Rome mais accusé d'avoir aidé les Parthes. La ville se révèle imprenable et Antoine est contraint de négocier, la Commagène s'alliant à nouveau avec Rome sans représailles de la part d'Antoine. En Judée, les Parthes de Barzapharnès font prisonniers les dirigeants pro-romains à l'exception Hérode qui réussit à s'échapper et à mener la lutte contre eux. Aidé par le lieutenant d'Antoine Caius Sosius, Jérusalem est reprise. Hérode devient roi de Judée,.
Antoine repart à Athènes pour l'hiver 38-37 avec son épouse Octavie tandis que Ventidius Bassus célèbre son triomphe à Rome, sans qu'Antoine en prenne ombrage. Orodès II est assassiné dans les derniers jours de l'année par son fils Phraatès IV qui lui succède sur le trône arsacide, ce dernier éliminant aussi ses frères restants,,.

#### Le renouvellement du triumvirat (37)

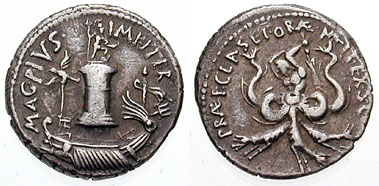
Denarius de Sextus Pompée, célébrant une victoire navale sur Octavien.

Octavien est alors en grande difficulté face à Sextus Pompée et sollicite l'aide de son collègue par l’intermédiaire de Mécène. Antoine accepte de rencontrer Octavien à Tarente, notamment grâce à l'insistance d'Octavie au printemps 37. Après des discussions difficiles, le second triumvirat est alors prorogé lors du pacte de Tarente pour cinq années alors qu'il avait expiré six mois plus tôt. Octavien promet d'envoyer deux légions à Antoine pour lutter contre les Parthes tandis que ce dernier envoie immédiatement des navires renforcer la flotte octavienne,.
Il est aussi convenu que Marcus Antonius Minor, fils aîné d'Antoine, épouserait Julia. Une seconde fille naît de l’union entre Antoine et Octavie au début de l'an 36 : Antonia la Jeune.
À l'instar d'Octavien, Plutarque prétend « qu'Antoine est plus heureux quand il fait la guerre par ses lieutenants que lorsqu'il la fait en personne ». En effet, Ventidius Bassus remporte de grandes victoires et triomphe des Parthes, Caius Sosius reprend la Judée après une guerre difficile et triomphera à son tour tandis que Publius Canidius Crassus soumet l'Arménie. En Occident, alors qu'Octavien essuie des revers face à Sextus Pompée, Vipsanius Agrippa mène des exploits en Gaule puis prend le commandement dans la guerre sicilienne où il l'emporte dès 36.

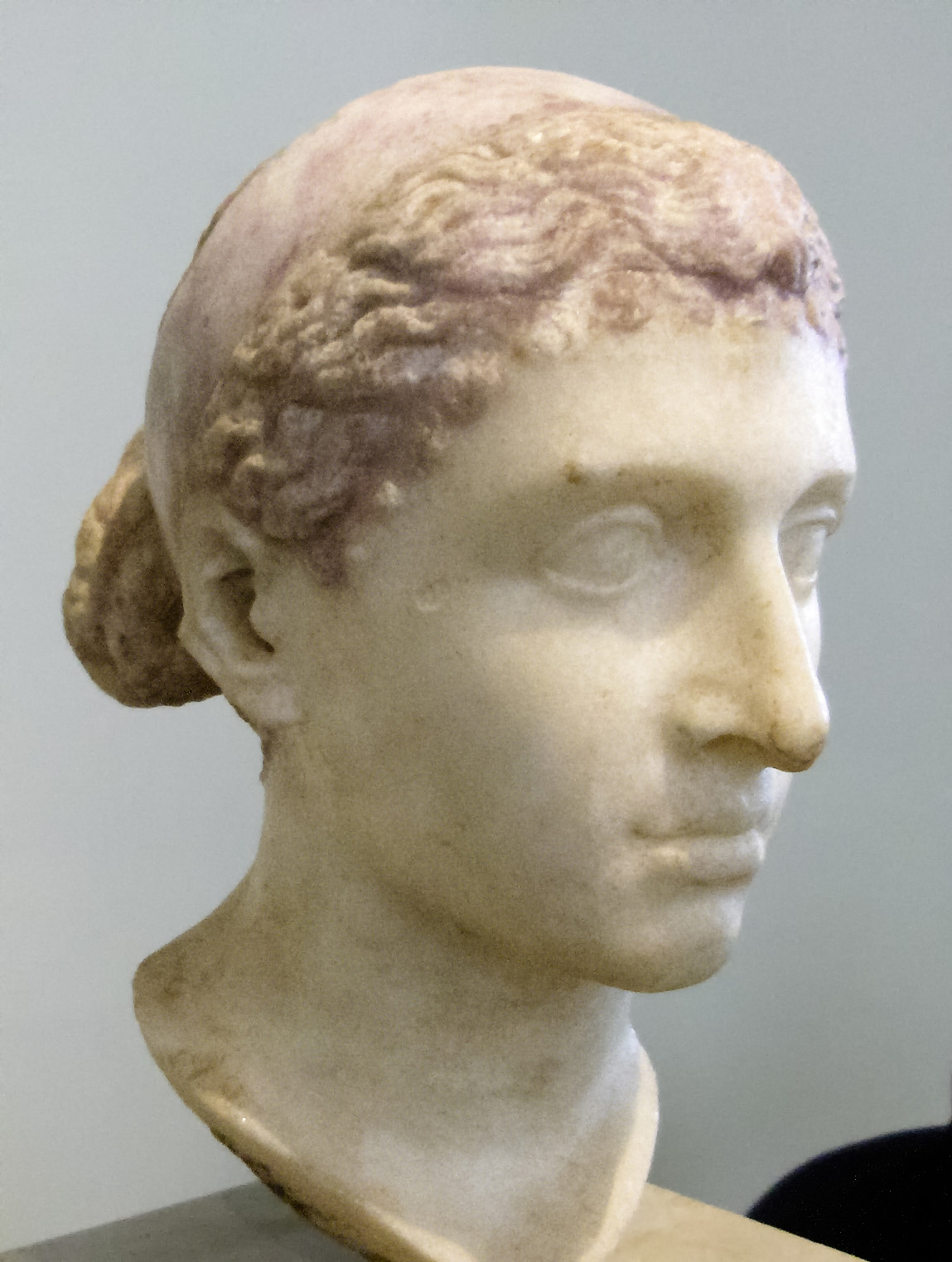
Buste de Cléopâtre VII, 40--30, Altes Museum, Berlin.

#### L'union avec Cléopâtre dans le contexte de la guerre parthique (37-36)
Antoine comprend qu'Octavien ne tiendra pas sa promesse de lui envoyer des légions pour la guerre contre les Parthes. Il décide donc de se tourner vers son principal vassal en Orient, la reine Cléopâtre VII de l'Égypte ptolémaïque. Il retrouve donc Cléopâtre à Antioche quatre années après leur première liaison, pour des raisons d'ordre politique et militaire. Outre des moyens financiers importants, le royaume d'Égypte permettra à Antoine de renforcer sa flotte privée des navires envoyés à Octavien,.
Le triumvir s'attèle à la tâche de réorganiser complètement l'Orient, avec un mandat du Sénat, et remet de l'ordre parmi les États vassaux d'Anatolie. En 39, il avait rétabli Darius, fils de Pharnace II selon Appien, comme roi de la partie du Pont proche de la Bithynie puis à la mort du dernier descendant de Mithridate VI, il confie le royaume du Pont à Polémon. Il impose Amyntas en Galatie et nomme Archélaos en Cappadoce,. Cela s'ajoute à ses premières décisions de l'an 41. L'invasion parthe démontre à quel point de faiblesse en est arrivée l'organisation orientale de Pompée, avec de surcroît de nombreuses difficultés politiques et économiques. Les hommes choisis par Antoine à la tête des royaumes clients sont tous énergiques et profondément dévoués aux intérêts romains.
Il convoque la reine à Antioche et lui délègue la Cilicie, la Phénicie, la Cœlé-Syrie et peut-être Chypre pour la construction de navires, ces provinces étant soit des régions boisées, soit des zones côtières propices pour la flotte,. Antoine refuse par contre de lui confier la Judée que sollicite pourtant Cléopâtre. Ces décisions d'Antoine ne soulèvent aucune critique à Rome, les historiens modernes soulignant que le triumvir est légitime dans sa réorganisation de l'Orient dans la perspective de la guerre contre les Parthes,,.
Antoine épouse aussi la reine Cléopâtre VII, reconnaît et adopte les jumeaux Alexandre et Séléné nés en 40. Cette union ne semble pas choquer lors de son annonce. Antoine a alors un troisième enfant de Cléopâtre, Ptolémée. Cléopâtre apparaît alors comme la principale alliée de Rome en Orient et le principal soutien d'Antoine dans sa lutte contre les Parthes,. Les contours d'un « Orient romano-ptolémaïque » ou « romano-hellénistique » commencent alors à se dessiner pour Antoine et peut-être Cléopâtre.
Il passe l’hiver 37-36 à Antioche afin de préparer la guerre parthique. Il réunit une immense armée composée de seize légions, soit 160 000 légionnaires, 40 000 auxiliaires et cavaliers. C'est la plus grande armée jamais réunie en Orient par Rome, avec deux fois les effectifs de Crassus en 53 et trois fois ceux de Lucullus et Sylla pour la guerre mithridatique.

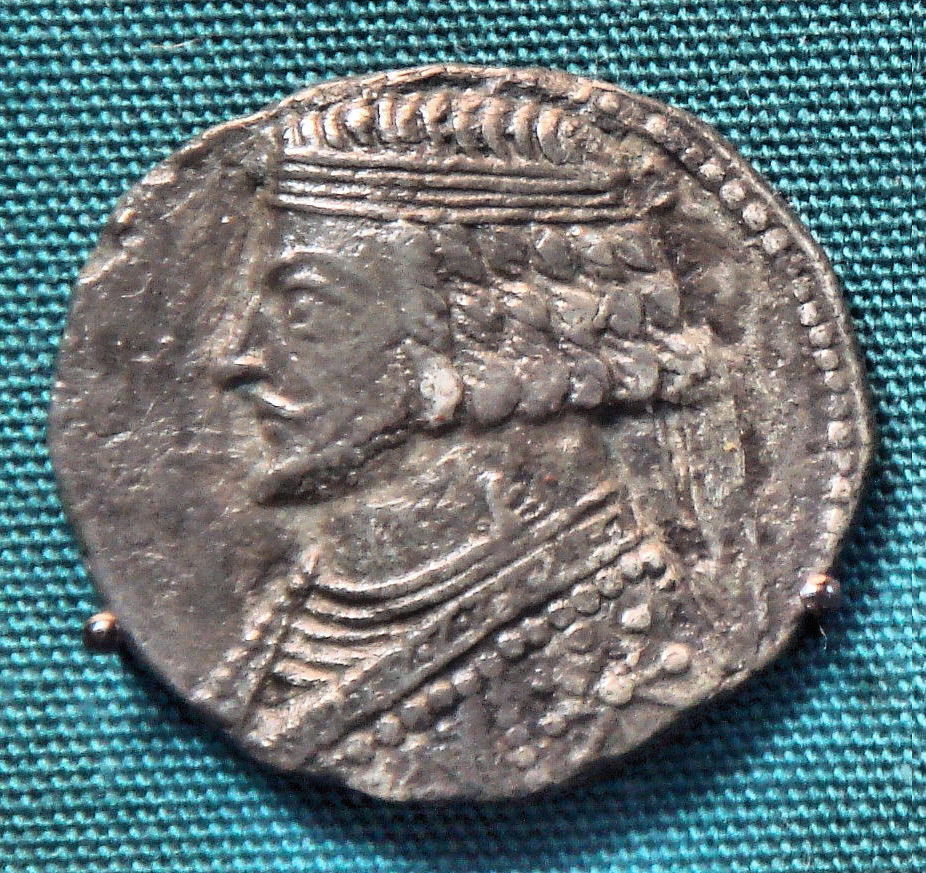
Monnaie de Phraatès IV.

#### La campagne contre les Parthes (36)
Antoine semble vouloir se lancer dans une véritable conquête de la Parthie, ou tout du moins recevoir la soumission du roi en s'emparant d'Ecbatane, la plus ancienne capitale parthe. En plus de compter sur son importante armée, ses positions arrière sont confortées en Anatolie, en Syrie et en Judée et Antoine peut compter sur le soutien des royaumes vassaux de Cappadoce, du Pont et de Commagène. De plus, il peut compter sur Artavazde d'Arménie à la suite de la campagne de Canidius Crassus en 37. Enfin, le souverain des Parthes, Phraatès IV, doit faire face à une fronde d'une partie de la famille royale et de l'aristocratie après sa prise de pouvoir sanglante.
Après des négociations infructueuses avec un chef militaire parthe important, qui se rallie finalement à Phraatès, Antoine ne lance la campagne qu'en juin en quittant Antioche avec 100 000 hommes. Il parcourt près de 1 500 kilomètres en quelques semaines pour rejoindre le roi arménien qui le pousse sans tarder à attaquer la Médie Atropatène, son ennemi. Antoine cherche à livrer une bataille décisive pour soumettre ce royaume et s'ouvrir une voie pour atteindre rapidement le cœur du royaume parthe. Il parvient devant la capitale de la Médie mi-août, laissant le train de logistique en arrière sous la garde de deux légions. Les armées parthe et mède anéantissent cette arrière-garde romaine sans qu'Antoine puisse leur porter secours.
Antoine, faute de machines de siège, doit abandonner son projet de s'emparer de la cité mède. Il tente de négocier avec Phraatès IV, sans succès. Il est contraint de faire retraite vers la mi-octobre, une retraite très difficile en terrain ennemi, avec des difficultés croissantes d'approvisionnement, harcelé par la cavalerie parthe et devant faire face aux premiers assauts de l'hiver en terrain montagneux. L'armée romaine souffre de nombreuses pertes. Il parvient au bout de presque un mois à rejoindre l'Arménie après avoir perdu près de 20 000 fantassins et 4 000 cavaliers, mais réussissant à sauver son armée d'une déroute totale. Plutarque rapporte le récit d'une retraite lors de laquelle pas moins de dix-huit batailles ont été livrées pour se frayer un chemin jusqu'en Arménie. Il quitte rapidement ce pays pour la Syrie, afin de s'assurer que ses intérêts et ses territoires sont préservés après sa déroute, perdant en chemin encore 8 000 hommes,. Antoine a perdu lors de sa campagne les deux cinquièmes de l'armée qu'il a engagée et Cléopâtre vient à sa rencontre avec provisions, vêtements et argent.

« La retraite est héroïque […] C'est dans ces moments les plus délicats que le courage, la grandeur d'âme et la bravoure d'Antoine paraissent le mieux mis en évidence. »

— Jean-Michel Roddaz, « L'héritage » dans François Hinard (dir.), Histoire romaine des origines à Auguste, Fayard, 2000, p. 884.

« Sa campagne […] contre les Parthes […] est un lamentable fiasco. »

— Peter Green (trad. Odile Demange), « César, Pompée et les derniers Ptolémées (80 - 30 av. J.-C.) » dans D'Alexandre à Actium, du partage de l'empire au triomphe de Rome (323 - 30 av. J.-C.), Robert Laffont, 1990 (trad. 1997), p. 884.

« On ne saurait minimiser, dans l'échec de la campagne parthique, les responsabilités d'Antoine – et elles sont importantes tant au plan de l'appréciation de la psychologie et de la mentalité de l'adversaire qu'en ce qui concerne la stratégie - mais son courage, son prestige et sa popularité auprès des troupes, la confiance de ses hommes lui permettent de surmonter les difficultés et de sauver l’essentiel, c'est-à-dire son armée. […] La campagne s'achève par une défaite, mais ce n’est pas un désastre. »

— Jean-Michel Roddaz, « L'héritage » dans François Hinard (dir.), Histoire romaine des origines à Auguste, Fayard, 2000, p. 885.

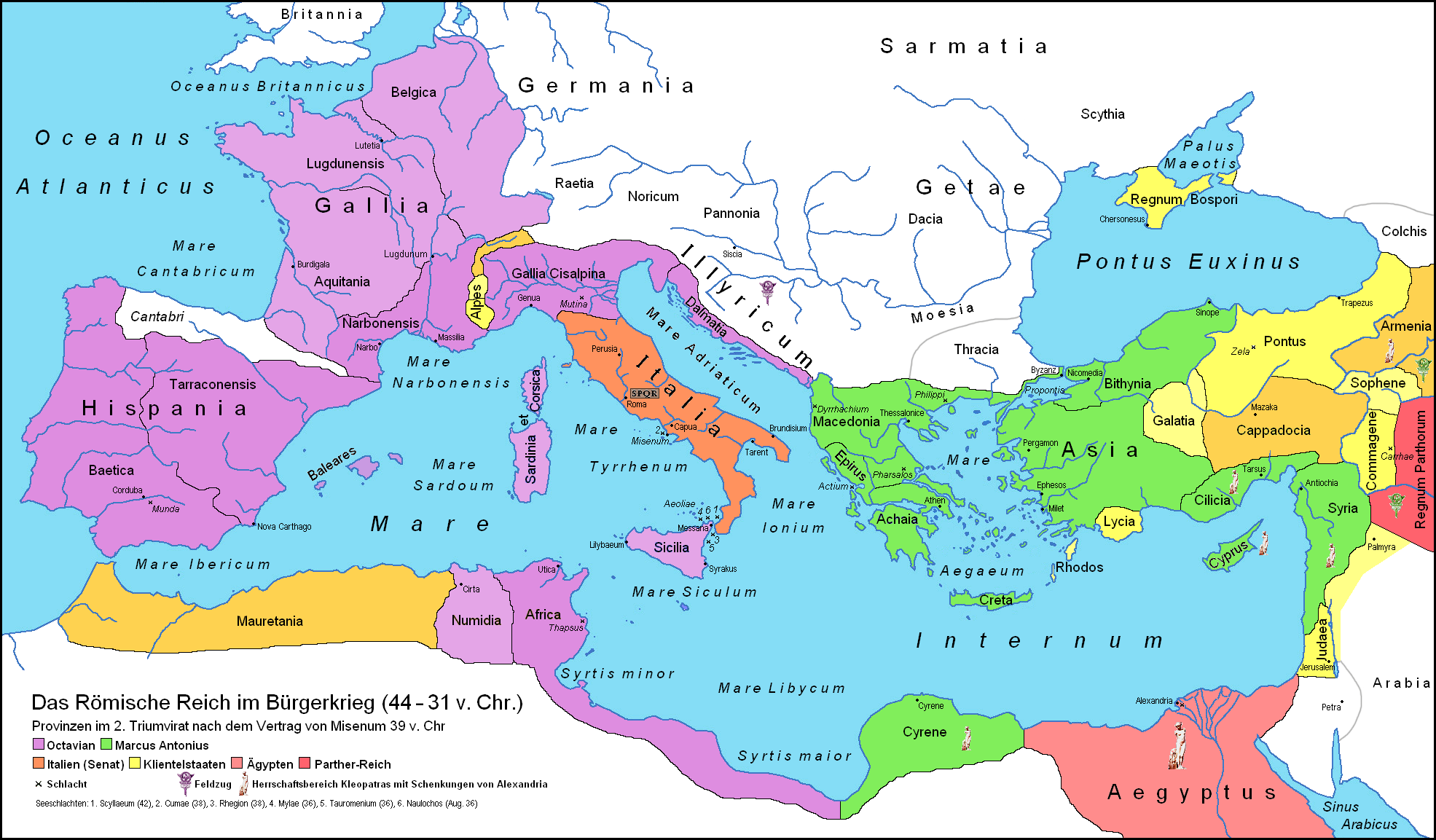
Carte de la République romaine en 36 :
Marc Antoine.
Octavien.
Indivise entre les triumvirs.
États clients de Rome.
Égypte ptolémaïque.
Empire parthique.

Sextus Pompée, vaincu par Vipsanius Agrippa, est parvenu à s'enfuir et à rejoindre Lesbos, une île de la côte de l'Asie. Il recherche l'amitié d'Antoine puis, en apprenant les déboires de ce dernier pendant l'hiver 36-35, cherche des alliances avec les vassaux orientaux de Rome et même les Parthes. Antoine est rapidement convaincu de sa duplicité par ses lieutenants et Sextus Pompée trouve la mort. Octavien remercie officiellement Antoine pour la disparition de son adversaire, sans que l'on sache si Pompée a été exécuté sur son ordre direct, sur celui de Lucius Munatius Plancus ou sur l'initiative de Marcus Titius.
L'achèvement de ce conflit permet aussi à Octavien d'écarter Lépide. Celui-ci a tenté de profiter de l’occasion pour récupérer les forces de Sextus Pompée, mais fait là une erreur politique, et Octavien le destitue de sa charge de triumvir et se retrouve à la tête de toutes les forces occidentales.

#### La rupture entre Antoine et Octavie (35)
Pendant la campagne en Médie, Octavie est à Rome, où l'on commence à voir dans l'alliance entre Antoine et Cléopâtre une menace contre l'Occident et Octavien. Ce dernier réagit et envoie sa sœur et ses filles en mission auprès de leur mari et père Antoine au début de l'année 35. Elle quitte l'Italie avec seulement 2 000 soldats et une partie des navires prêtés par Antoine, soixante-dix sur les cent vingt, ce qui ne respecte pas l'accord de Tarente, qui prévoyait 20 000 hommes et le retour complet de la flotte. Octavien est fort de sa victoire contre Pompée et est le seul maître de l'Occident tandis qu'Antoine est affaibli par la campagne parthique, et le jeune triumvir se joue d'Antoine,. Si Antoine accepte les renforts menés par sa femme romaine, il reconnaît par là la supériorité de son collègue et compromet sa relation avec Cléopâtre dont il a toujours besoin du soutien logistique. S'il refuse, c'est lui qui rompt la paix et met fin au triumvirat déjà affaibli par l'élimination de Lépide.
Antoine ordonne à Octavie de rebrousser chemin. Celle-ci s'arrête donc à Athènes et, sans montrer extérieurement le moindre signe de contrariété, ordonne aux troupes qui l'accompagnent de poursuivre leur chemin vers Alexandrie. Elle-même retournera ensuite à Rome. La rupture entre les triumvirs est définitive et Antoine, quant à lui, décide de retourner auprès de son seul soutien politique et militaire de premier plan, Cléopâtre VII.
Influencées par la propagande augustéenne, les sources antiques font jouer à Cléopâtre un grand rôle dans cette rupture. C'est pour elle qu'Antoine quitte précipitamment l'Arménie pour la Syrie, et encore pour elle, jalouse, qu'il rompt avec Octavie et qu'il se rend enfin à Alexandrie,. Son rôle dans les choix d'Antoine, quel qu’il soit, est jugé non déterminant par les historiens modernes. Antoine agit pour préserver ses intérêts et son pouvoir sur l'Orient.

#### La campagne d'Arménie (35-33)
Pendant la campagne de 36 contre les Parthes, l'attitude du roi d'Arménie rend Antoine soupçonneux à son égard. La cavalerie arménienne était présente aux côtés des deux légions qui ont été anéanties par une armée médo-parthique, mais n’est pas intervenue,. Cependant, les Arméniens étaient en guerre contre les Mèdes et non contre les Parthes et ils ont ensuite malgré tout rejoint Antoine dans son siège infructueux et enfin Artavazde a accueilli l'armée harassée d'Antoine après sa retraite difficile.
Les jeux d'alliance changent sur l'initiative du fidèle roi vassal Polémon du Pont et la Médie s'allie avec Rome, tandis que le roi d'Arménie est suspecté par Antoine d'avoir des relations secrètes avec Octavien. Après des pourparlers qui n'aboutissent pas, Antoine marche sur Artaxata et s'empare de la famille royale et d'Artavazde en 34. Cependant, le fils de ce dernier s'échappe et trouve refuge chez les Parthes. Antoine occupe toute l'Arménie et s'empare d'un important butin. Les frontières avec le royaume parthe sont stabilisées tant au nord que sur l'Euphrate. Le royaume d'Arménie passe momentanément sous un contrôle romain direct, Antoine nommant son fils Alexandre Hélios à la tête du royaume. Alexandre est fiancé à une fille du roi mède et Antoine récupère les enseignes perdues en 36 lors de sa déroute en Médie Atropatène.
En 33, les Parthes et le fils du roi déchu d'Arménie sont pour un temps repoussés par les Mèdes soutenus par les forces d'Antoine. Cependant, lors de la dernière Guerre civile républicaine, alors qu'Antoine dégarnit militairement l'Orient, les Mèdes seront mis en difficulté et l'Arménie temporairement perdue en 30. Cette région devient alors un enjeu entre Rome et les Parthes, chacun cherchant dorénavant à imposer son candidat, et la « crise arménienne » va se prolonger tout au long de l'histoire de l’Empire romain.

#### Antoine et Cléopâtre, les «fastes d'Alexandrie» (34-33)
Antoine est consul pour l'année 34 avec pour collègue Lucius Scribonius Libo. Il se démet au bout d'un jour pour remettre la magistrature à l'un de ses partisans, Lucius Sempronius Atratinus, qui devient donc consul suffect aux côtés de Lucius Scribonius Libo, un autre de ses partisans.

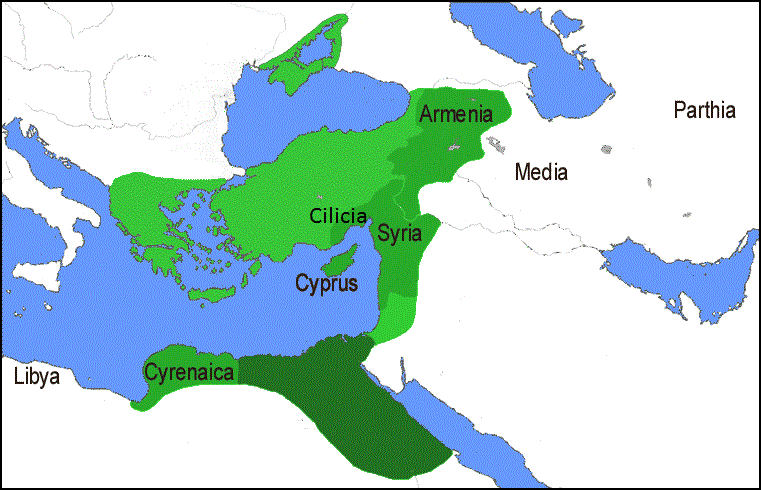
Carte des « donations d'Alexandrie » d'Antoine à Cléopâtre et ses enfants.
Royaume ptolémaïque de Cléopâtre.
Territoires concernés.
Territoires non concernés.

À l'été 34, Antoine fête sa victoire sur l'Arménie dans la cité d'Alexandrie, lors d'une somptueuse cérémonie ressemblant à un triomphe romain mais s'assimilant en fait à un cortège bacchique célébrant la victoire du dieu Dionysos sur l'Asie. Cela place ainsi Antoine dans la lignée du héros macédonien Alexandre le Grand. Dans la parade triomphale, Antoine joue le rôle de Dionysos tandis que Cléopâtre trône telle une nouvelle Isis. À Rome, la propagande octavienne interprète, à tort, cela comme un simulacre de triomphe romain,.
Le triumvir agit ensuite comme le « grand ordonnateur de l'Orient », toujours à l'image d'Alexandre. Il annonce au peuple alexandrin l'instauration d'un empire oriental. Cléopâtre VII est proclamée reine des rois, honneur plus important que le titre de roi des rois décerné à Césarion, le fils qu'elle a peut-être eu de Jules César. Antoine reconnaît donc Césarion comme étant le seul fils naturel et légitime de César,,.
Il procède aux « donations d'Alexandrie », Cléopâtre et Césarion gouvernent une Égypte agrandie de Chypre et de la Cœlé-Syrie, Alexandre Hélios garde l'Arménie, la Médie dont il doit hériter par son mariage et la Parthie à conquérir, Cléopâtre Séléné reçoit l’ancien royaume de Libye, c'est-à-dire la province de Cyrénaïque, peut-être y compris l'île de Crète, et le dernier fils d'Antoine et Cléopâtre, Ptolémée Philadelphe, se voit placer à la tête de la province romaine de Syrie, de la Phénicie et de la Cilicie et devient peut-être le suzerain des royaumes vassaux d'Anatolie,,. Ainsi, Alexandre Hélios prend peu ou prou la tête de l'ancien Empire séleucide, vêtu tel un souverain achéménide tandis que Ptolémée Philadelphe, proclamé roi de Syrie et d'Asie Mineure, endosse les robes royale macédoniennes. Avec l'Égypte ptolémaïque de Cléopâtre et Césarion, on retrouve une part des trois grands royaumes des Diadoques ou encore l'Empire perse achéménide.

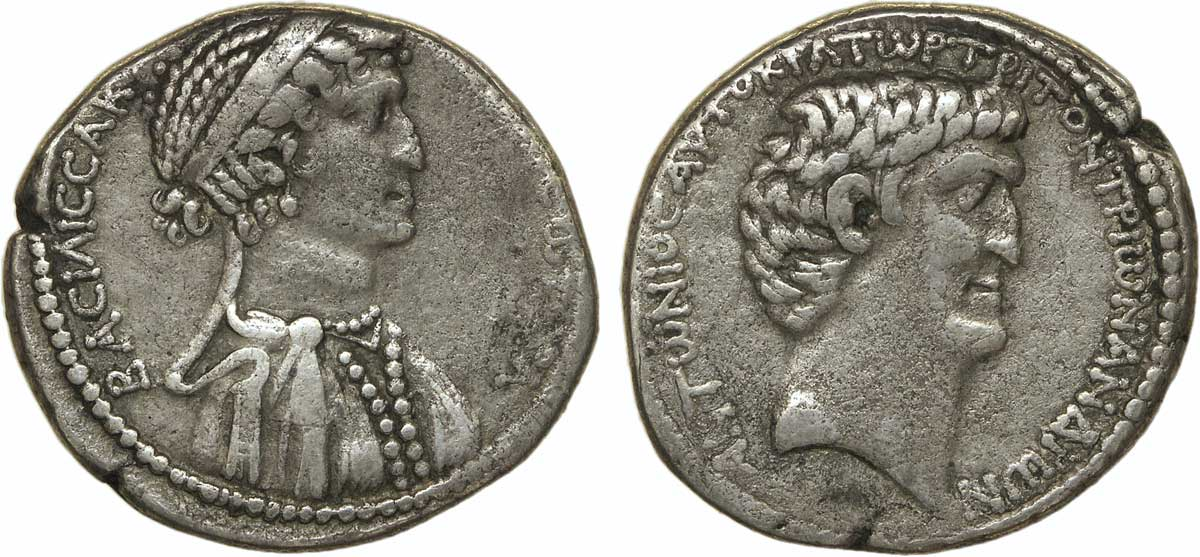
Denier où figurent Cléopâtre et Antoine.

Les titres accordées par Antoine ne recouvrent aucune réalité politique et certains des enfants d'Antoine et Cléopâtre « règnent » sur des provinces qui restent romaines. De plus, une partie non négligeable des territoires « donnés » ne sont pas réellement sous le contrôle de Marc Antoine,, ce qui n'échappe pas à Cléopâtre qui se contente plus prosaïquement de réclamer à son amant, en vain, la Judée. Antoine fait figurer le nom et l'effigie de Cléopâtre sur les deniers officiels dans toute la Méditerranée orientale.
Pour beaucoup d'historiens modernes, la politique orientale d'Antoine n'est au fond que la continuation de la politique de Pompée et de Jules César, qui ont fait et défait des rois-clients. Cependant, dans le cas d'Antoine, ces donations proclament ses ambitions démesurées et il met en place une dynastie personnelle, romano-lagide. Cela renforce son pouvoir sur place mais assure aussi la domination romaine, ne bouleversant pas les principes reposant sur la coexistence de provinces et de protectorats romains. Mais déformés par une propagande hostile, ces « donations d'Alexandrie » peuvent servir d'arguments aux adversaires d'Antoine. Pour Peter Green, auteur d'un ouvrage sur l'époque hellénistique, « les donations ne se bornent pas à revendiquer de manière inconvenante des territoires qui échappent au contrôle de Rome ou, pis, qui sont déjà sous administration romaine ; elles révèlent aussi, par trop clairement, que les rêves d'Antoine peuvent s'appuyer sur le pouvoir de Cléopâtre et sur les impressionnantes ressources de l'Égypte. Le charme irrésistible de l'empire mondial s'exerce une fois de plus : les tristes leçons des trois siècles qui viennent de s'écouler [depuis Alexandre le Grand] ont été bien vite oubliées ».
Nul doute qu'Octave craint Marc Antoine et sa popularité, encore forte au Sénat, mais le triomphe d'Antoine et la désignation de Césarion comme roi des rois lui font envisager un danger plus vaste encore. Ce jeune homme est le seul fils de César, et il pourrait un jour lui venir l'idée, si les circonstances s'y prêtent, de venir réclamer son héritage paternel. Aussi Octave va s'employer à dénigrer Antoine par tous les moyens et surtout Cléopâtre, l'Égyptienne, celle qui le tient sous ses charmes et qui l'oblige à des abandons qu'Octave estime désastreux pour Rome.

#### Assauts de propagande de part et d'autre (33-32)
Le 1er janvier 33, Octavien alors consul, intervient au Sénat pour se livrer à une première attaque contre Antoine. Il rejette la reconnaissance de Césarion comme fils de César et s'attaque sans doute à l'« instauration de l'empire oriental » et aux « donations d'Alexandrie »,.

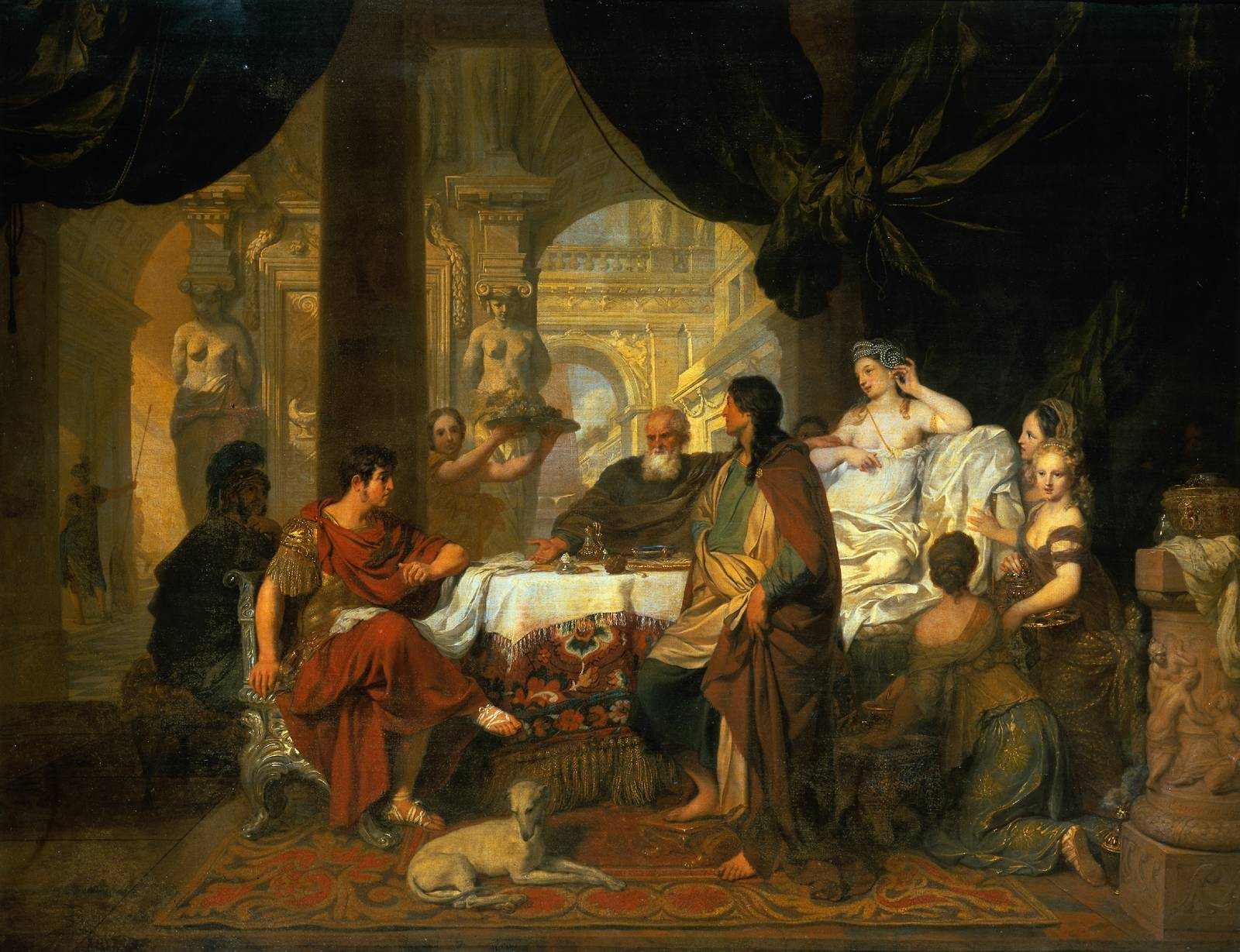
Gérard de Lairesse, Le banquet de Cléopâtre, huile sur toile, vers 1675-1680.

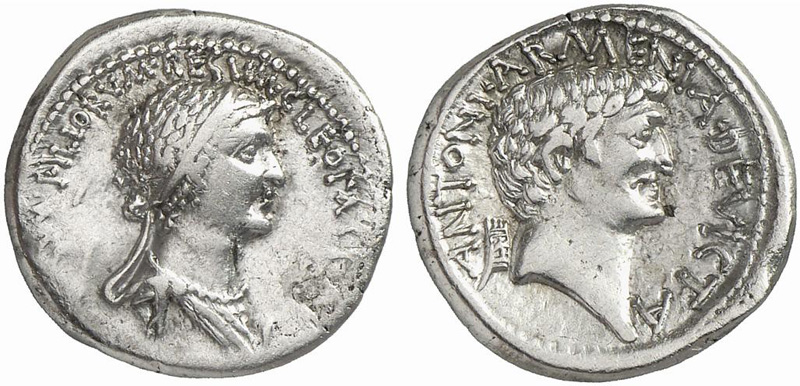
Cléopâtre et Marc Antoine, denier de 32.

Antoine convoque ses généraux et son armée à Éphèse, où il passe l'hiver 33-32. Il est semble-t-il convaincu que les décisions qu'il a prises ne sont pas contraires aux intérêts romains et, de surcroît, il a agi légalement avec les pouvoirs de triumvir disposant d'un imperium étendu en Orient. À la suite des attaques de son collègue, il souhaite justifier devant le Sénat sa politique orientale et adresse à l'assemblée ses acta,.
Au début de 32, le message d'Antoine est lu par les consuls Domitius Ahenobarbus et Caius Sosius, deux partisans d'Antoine. Sosius critique durement Octavien, alors absent de Rome pour préparer sa prochaine offensive. Celui-ci revient au Sénat entouré de gardes armés et se lance dans de sévères attaques contre la politique d'Antoine. Les consuls ne peuvent répondre et, avec une partie non négligeable du Sénat, peut-être trois cents membres dont nombre de consulaires, ils quittent ensuite Rome pour rejoindre Antoine à Éphèse,,.
Antoine, accompagné de Cléopâtre, se rend ensuite à Samos au mois d'avril, où de somptueuses fêtes semblent avoir lieu. En mai, ils s'installent à Athènes. Antoine décide alors de divorcer d'Octavie au début d'août, rompant le dernier lien existant entre les triumvirs,. C'est Antoine qui paraît à ce moment-là le plus puissant. Il dispose d'une armée et d'une flotte nombreuse et de royaumes vassaux puissants, avec notamment l'Égypte mais aussi la Judée. De plus, il est soutenu par une majorité de l'aristocratie romaine la plus en vue. Mais tous ces soutiens hétérogènes fragilisent la puissance apparente du triumvir, qui doit faire face à des conflits entre aristocrates romains, entre Romains et Orientaux, et entre Égyptiens et Juifs. Au contraire, la cohésion est le point fort du camp d'Octavien.
L'implication de Cléopâtre dans le conflit est mal perçue par les officiers qui entourent Antoine, notamment par le consul Domitius Ahenobarbus. Antoine se trouve alors trahi par Munatius Plancus et Marcus Titius, à ses côtés depuis dix ans et qui étaient jusque-là « les plus vils adorateurs de la reine ». Ils semblent pourtant être entrés en conflit contre elle, à moins qu'Antoine ait découvert des malversations de leur part et qu'ils aient choisi alors de s'éloigner. Le vieux consulaire a peut-être aussi senti le vent tourner. Les deux transfuges rapportent à Octavien toutes sortes d’anecdotes sur les « fastes d'Alexandrie » d'Antoine et Cléopâtre qui se révèlent utiles pour la propagande d'Octavien,.
Ils révèlent surtout la teneur du testament que Marc Antoine a déposé chez les vestales. Octavien, en toute illégalité, s'en empare et en dévoile le contenu, peut-être de façon quelque peu arrangeante pour alimenter sa propagande. Antoine y affirme sous serment que Césarion est bien le fils de César, fait par ailleurs des legs considérables aux enfants de Cléopâtre et demande à être enterré à Alexandrie,,. Antoine semble devenu un prince oriental et étranger de Rome là où Octave peut s'ériger en défenseur de Rome et de l'Italie.
Des deux côtés, on tente de manipuler le peuple par toute sorte de procédés et une propagande de grande ampleur. Chaque acte et chaque décision de l'adversaire est disséqué, déformé et critiqué. En outre, Octavien cible particulièrement Cléopâtre, cherchant à démontrer qu'elle est la cause de la déchéance d'Antoine, qu'elle l'a « ensorcelé » et qu'elle souhaite régner sur Rome,. Antoine s'attaque entre autres aux origines prétendument humbles d'Octavien, affirme qu'il n'a été adopté par César qu'après avoir eu des relations homosexuelles avec lui, l'accuse de lâcheté au combat, de coureur impénitent et se fait l'écho de tous les ragots,. Il est difficile de mesurer l'impact de ces propagandes sur le peuple romain. Chaque triumvir dispose de beaucoup d'argent et d'agents. La plupart des accusations sont de mauvaise foi. La propagande augustéenne a continué bien après la guerre et fortement influencé les auteurs antiques postérieurs,.
« La version officielle de la cause de la guerre d'Actium devient simple, cohérente : il s'agit d'une juste guerre, menée pour la défense de la liberté et de la paix contre un ennemi étranger. Un apatride cherche à saper les libertés du peuple romain et à livrer l'Italie et l'Occident à une reine orientale ». Antoine est déchu du consulat pour l'année 31 pour lequel il était désigné et la guerre est déclaré à l'Égypte ptolémaïque de Cléopâtre VII, et à elle seule ; pas un mot sur Antoine. C'est le début de la dernière Guerre civile de la République romaine,,.

### Protagoniste de la dernière Guerre civile républicaine (31-30)

#### La campagne d'Actium (31)

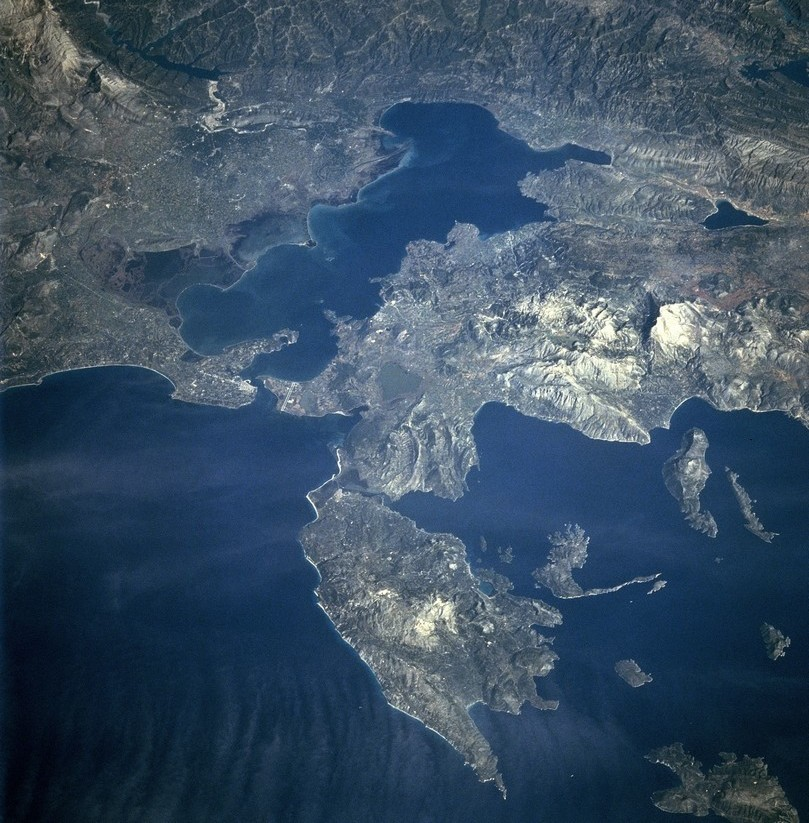
Le golfe Ambracique et son étroit détroit, avec l'île de Leucade en bas. Les forces octaviennes étaient au nord du golfe, à gauche sur l’image, face à l'armée adverse.

Antoine tient la Grèce méridionale mais est tributaire du ravitaillement provenant d'Égypte et de Syrie et songe peut-être un temps à passer à l'offensive en attaquant l'Italie. À la fin de l'hiver 32-31, il est cependant toujours à Athènes avec Cléopâtre et la majeure partie de ses troupes terrestres tandis que le gros de sa flotte est dans le golfe d'Ambracie. Il établit ensuite son quartier général à Patras, et fort de sa supériorité numérique, avec notamment près de 700 navires, de ses réserves de provisions, il cherche peut-être à attirer Octavien dans les Balkans pour l'isoler de l'Italie et le vaincre plus facilement.
Vipsanius Agrippa, le général d'Octavien, à la tête de la flotte, s'emploie à rompre le lien entre l'escadre principale d'Antoine dans le golfe d'Ambracie et la Méditerranée orientale, notamment l'Égypte. Il inflige un certain nombre de défaites successives aux lieutenants d'Antoine. Agrippa s'empare de Méthone au sud, coupant le ravitaillement d'Antoine, puis de Corcyre au nord, permettant le débarquement de l'armée d'Octavien sur la côte épirote et assurant la liaison avec l'Italie,.
Antoine s'est laissé surprendre. Il ne réagit qu'une fois que l'armée d'Octavien a pratiquement atteint le golfe d'Ambracie. De Patras, il se porte au-devant de l'armée adverse, lui interdisant d'aller plus loin que le golfe. Agrippa continue sa tactique navale de harcèlement et finit d'isoler Antoine de ses arrières, la flotte d'Antoine ne pouvant plus recevoir de renforts, bloquée dans le golfe dont le détroit est très étroit. Le golfe de Corinthe tombe peu après aux mains d'Agrippa,.
Il cherche alors à engager une bataille terrestre contre Octavien, qui reste prudemment dans son camp au nord du golfe. Plusieurs personnages de l'état-major d'Antoine font alors défection. Agrippa rejoint au début du mois d'août Octavien. Antoine tente de desserrer l'étreinte navale autour de ses positions. Caius Sosius remporte alors une petite victoire sur une escadre césarienne bloquant la sortie du golfe mais Agrippa survient à temps et bat lourdement Sosius, qui se retire après de lourdes pertes. La stratégie d'Agrippa a placé Antoine dans une situation difficile, enfermé dans le golfe d'Ambracie et soumis à un blocus maritime très efficace,.

#### La bataille d'Actium (sept. 31)
Après les différentes pertes dans les engagements préliminaires, surtout du côté d'Antoine concernant les navires, les maladies de part et d'autre, Antoine se retrouve avec 230 navires dont 60 égyptiens de Cléopâtre. Octavien a quant à lui la flotte d'Agrippa, composée de 400 navires légèrement plus petits. Côté terrestre, les deux armées sont de taille et de force à peu près égale, avec plus de 200 000 hommes au total.

Disposition des troupes lors de la bataille d'Actium le 2 septembre 31.

Octavien, disposant donc d'un général expérimenté à la tête d'une flotte supérieure et qui a fait ses preuves dans la guerre en Sicile en 36, dans les campagnes en Illyrie en 35-33 et dans les opérations préliminaires de cette guerre, cherche à ce que l'affrontement décisif se joue sur mer. Il évite ainsi soigneusement toute confrontation terrestre.
Antoine peut choisir de se replier avec son armée terrestre vers la Macédoine, mais ce faisant il sacrifierait sa flotte, élément essentiel pour maintenir la liaison avec le reste de l'Orient. Ainsi, il choisit plutôt l'affrontement naval pour briser le blocus maritime. Il ne semble pas chercher une victoire décisive, mais à sauver la majeure partie de sa flotte tandis que l'armée de terre se replierait à travers la Grèce pour rejoindre Antoine en Orient,.
Le 2 septembre 31, la flotte d'Antoine sort du golfe d'Ambracie et se présente en ordre de bataille, attendue par l'escadre d'Agrippa au large. Octavien connaît les intentions d'Antoine grâce à des déserteurs. Lors du combat naval qui s'ensuit, une partie importante de la flotte d'Antoine se retrouve piégée dans les combats à la suite d'une manœuvre difficile mais réussie d'Agrippa. Cependant, les navires égyptiens de Cléopâtre bientôt suivis par une escadre comportant Antoine à son bord parviennent malgré tout à forcer le blocus. Au soir de la bataille, les deux amants ont réussi à s'enfuir avec une partie de la flotte ainsi que le trésor tandis que leur armée terrestre est intacte et s'apprête à se retirer. Une autre escadre, commandée par Caius Sosius, a réussi à se replier dans le golfe,.
Octavien parvient à transformer son avantage en succès décisif. Sosius se rend le lendemain après qu'une partie de ses navires est incendiée. Depuis le cap Ténare, situé à l’extrême sud du Péloponnèse, Antoine donne l'ordre à Canidius Crassus de conduire l'armée en Macédoine. Les soldats, démoralisés d'avoir assisté au départ de leur chef puis devant la reddition de la flotte, résistent un temps aux sollicitations d'Octavien. Cependant, ce dernier parvient sans doute à convaincre les soldats d'Antoine que celui-ci s'est honteusement enfui, trop peu dans l'armée étant initiés au plan d'Antoine. Après plusieurs jours, l'armée terrestre d'Antoine fait défection et se rallie à Octavien,.
Quand Antoine apprend la défection de la flottille de Sosius, il entre dans un état de profond abattement et, lorsqu'il apprend la défection de son armée de la part de Canidius Crassus qui le rejoint, il comprend que la guerre est perdue,.

#### La fin d'Antoine et Cléopâtre (31-30)

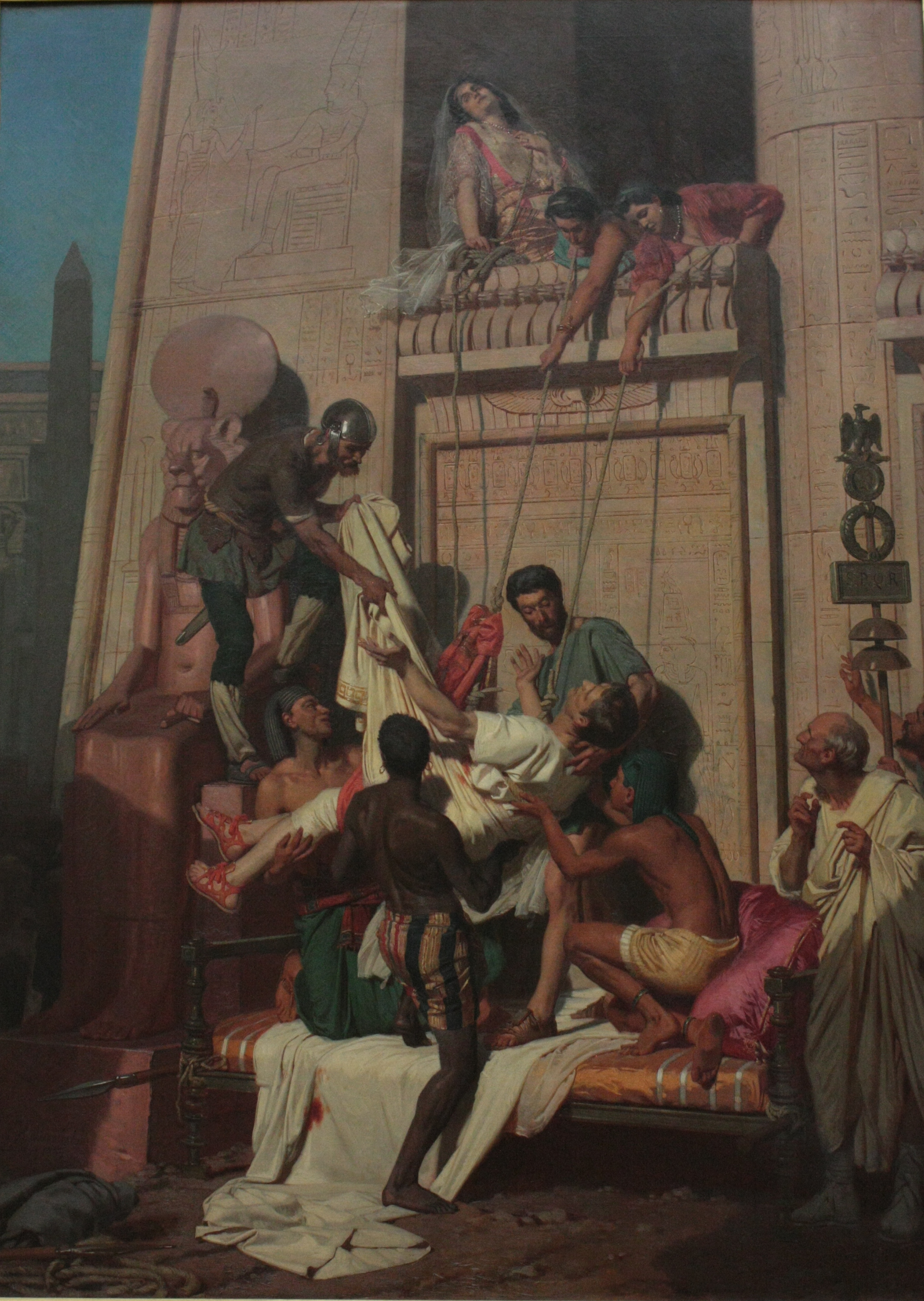
La toile Antoine rapporté mourant à Cléopâtre (1863) d'Hillemacher, illustre le récit invraisemblable de Plutarque.

Antoine et Cléopâtre débarquent sur la côte nord-africaine entre l'Égypte et la Cyrénaïque. Quatre légions y sont présentes mais elles font rapidement défection, plongeant Antoine dans un profond désarroi, prêt à se suicider. Cléopâtre tente d'organiser la défense de l'Égypte et prépare leur éventuelle fuite, mais son plan est déjoué. Leurs alliés orientaux se rallient tour à tour à Octavien,.
Antoine s'est dans un premier temps retiré du monde, près de l'île de Pharos, puis il rejoint Cléopâtre pour se replonger dans une vie de fastes à Alexandrie. Ils ne prennent pratiquement aucune mesure pour lutter contre l'avancée de plus en plus triomphale d'Octave mais envoient néanmoins plusieurs ambassades à Octavien qui s'avance vers l'Égypte. Ce dernier s'empare de Péluse, la clef de l'Égypte. Antoine remporte une dernière bataille de cavalerie devant cette ville, avant que ses dernières troupes et la flotte égyptienne ne fassent défection,.
Redoutant la colère et le désespoir d'Antoine, la reine fait courir le bruit qu'elle est morte dans son mausolée où elle s'est réfugiée à l'arrivée d'Octavien et où elle a entassé toutes ses richesses. Le 1er août 30, alors qu'il croit que Cléopâtre a mis fin à ses jours et l'a ainsi trahi, Marc Antoine se suicide à l'âge de 53 ans. Selon le récit lyrique de Plutarque, Antoine se transperce la poitrine de son glaive, mais pas suffisamment fort pour mourir sur le coup. À l'agonie, il est transporté jusqu'au mausolée barricadé de la reine qui le fait hisser jusqu'à une fenêtre au moyen de cordes. Octavien envoie ses hommes s'emparer de la reine qui est placée en résidence surveillée dans une chambre du palais royal. Le triumvir craint qu'elle ne se suicide en mettant le feu à ses trésors, ce qui le priverait de ses richesses et de son triomphe où il rêve de l'exhiber. Il l'autorise juste à donner des funérailles à Antoine. Celles-ci sont faites avec magnificence. Octavien ne peut empêcher Cléopâtre de se suicider un peu plus d'une semaine après son amant, alors qu'elle est âgée de près de 40 ans. Octavien lui offre des funérailles royales, et elle est enterrée près d'Antoine,,.
Octavien fait ensuite assassiner Césarion et Marcus Antonius Minor, fils qu'Antoine a eu de Fulvie. Il épargne par contre les trois enfants qu'Antoine a eus de la reine d'Égypte, Alexandre, Séléné et Ptolémée,. Il se peut que le Sénat interdise ensuite aux Antonii de porter le prénom Marcus, le nom de Marc Antoine étant voué à la damnatio memoriae. Son jour de naissance, le 14 janvier, est déclaré néfaste dans le calendrier romain.
L'Égypte devient une province romaine au statut particulier, gouvernée par un préfet de l'ordre équestre directement nommé par Octavien, le premier étant Caius Cornelius Gallus, puis par les différents empereurs romains.

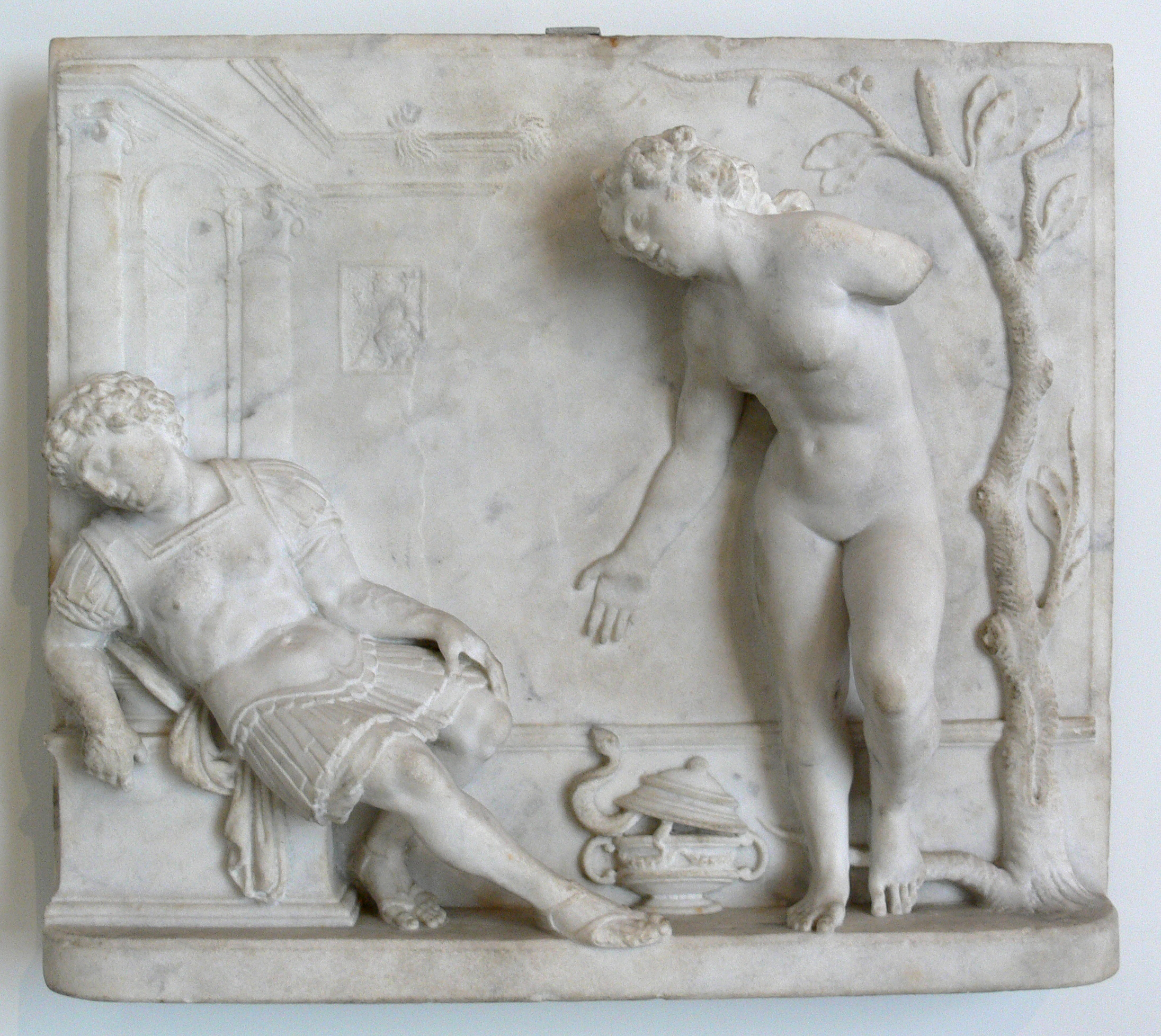
Giovanni Maria Mosca, Antony and Cleopatra, vers 1520/1530.
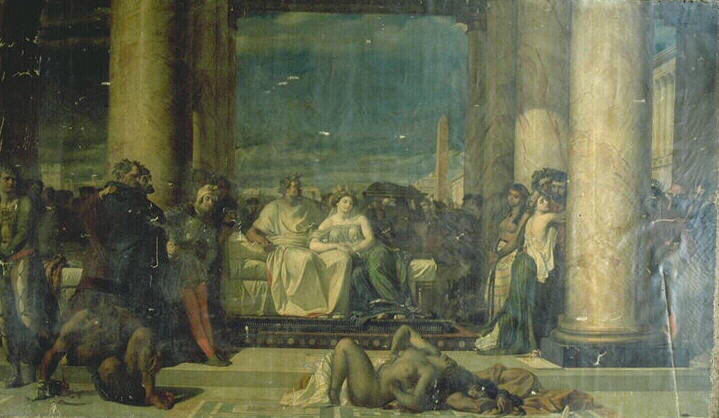
Jean Gigoux, Antoine et Cléopâtre après la bataille d'Actium, 1837.
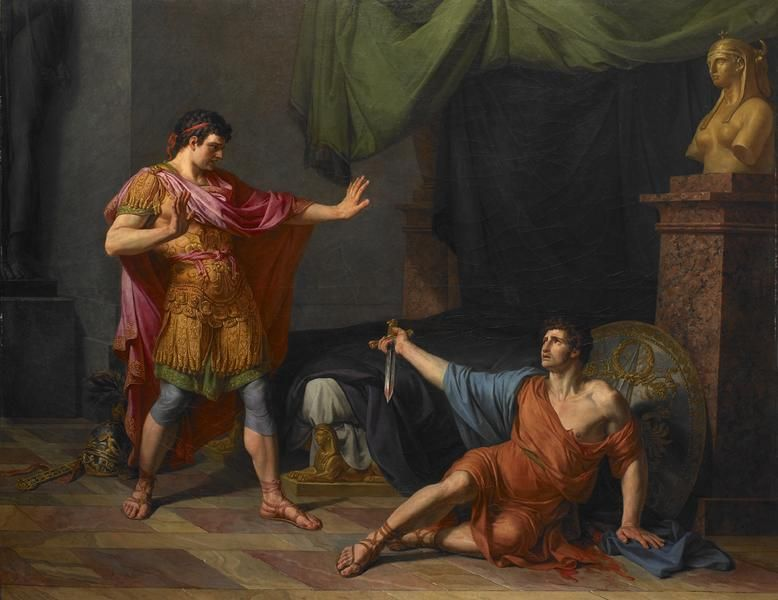
Anicet Charles Gabriel Lemonnier, La Mort de Marc Antoine, vers 1780.
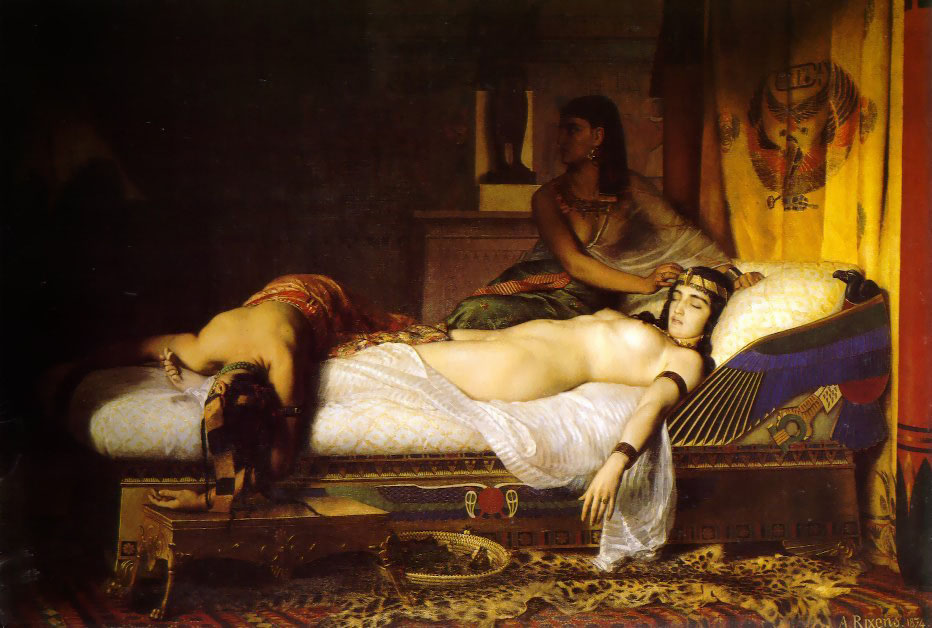
Jean-André Rixens, La Mort de Cléopâtre, 1875.

### Épouses et descendance

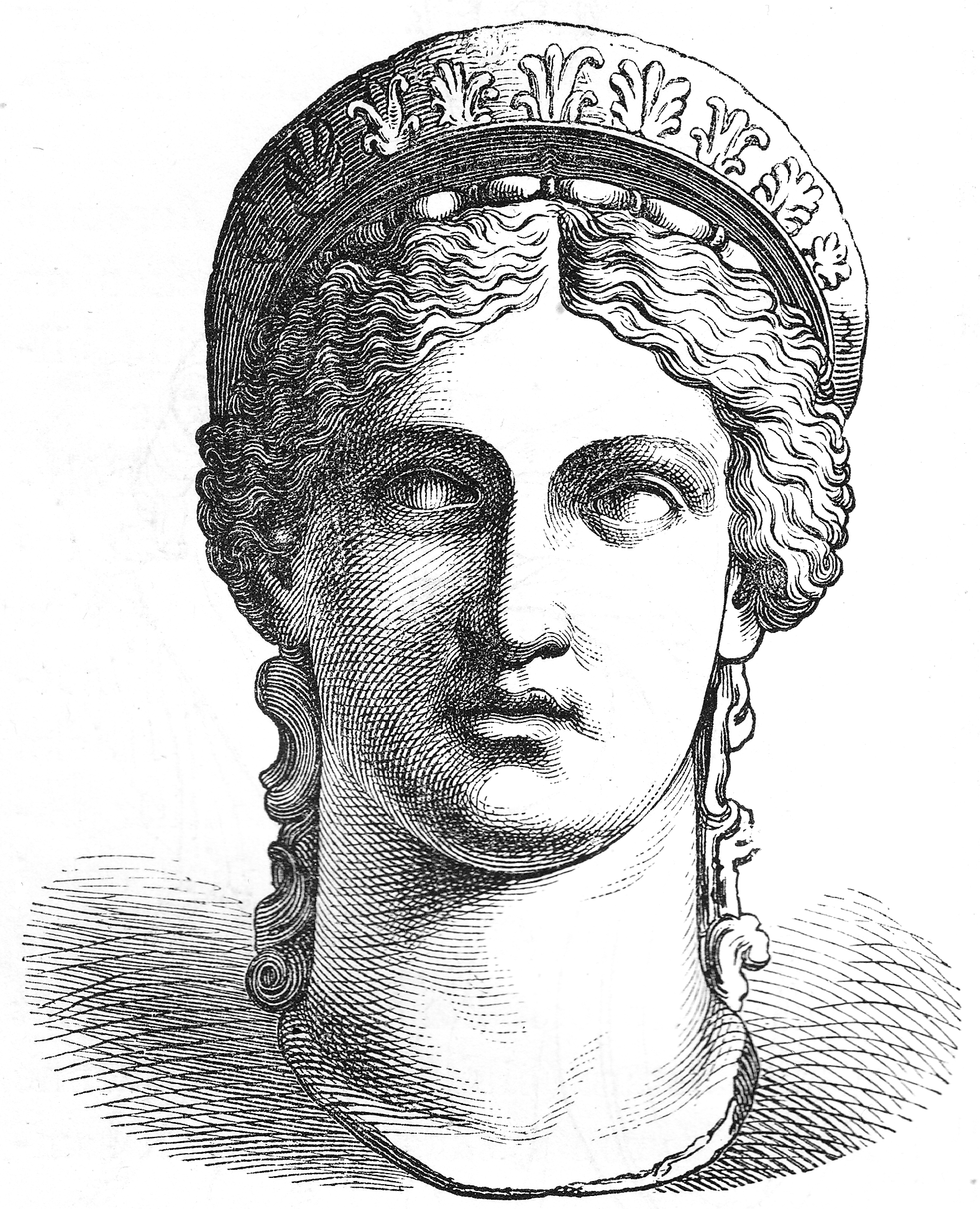
Dessin d'un buste d'« Héra Ludovisi », en réalité un portrait d'Antonia la Jeune.

Antoine épouse peut-être en premier lieu une femme d'humble origine, puis s'est tour à tour marié avec sa cousine germaine Antonia Hybrida Minor, la redoutable veuve Fulvie, Octavie la sœur d'Octavien, et il s'est enfin uni avec Cléopâtre VII.
Par ses plus jeunes filles, Antonia l'Aînée et sa sœur Antonia la Jeune, Antoine devient l'ancêtre de la plupart des membres de la dynastie julio-claudienne. Grâce à sa fille aînée Antonia de Trallès, il devient peut-être l'ancêtre de la longue lignée de rois et de co-dirigeants du Bosphore, le royaume client de Rome ayant la plus longue durée d'existence, ainsi que l'ancêtre de rois de plusieurs autres états vassaux de Rome. Grâce à sa fille Séléné, Antoine devient l'ancêtre de la famille royale de la Mauritanie, un autre royaume client romain.

#### Un premier mariage incertain
Cicéron est le seul à mentionner un premier ménage d'Antoine avec une certaine Fadia, d'origine très modeste, fille d'un affranchi, dont il aurait plusieurs enfants. Si cette liaison est possible, il est très peu probable qu'il s'agisse d'un mariage, et il est impossible de se prononcer sur d'éventuels enfants.

#### Mariage avec Antonia Hybrida
Marc Antoine se marie avec Antonia Hybrida Minor à une date et des circonstances inconnus, avant l'an 50. Elle est sa cousine germaine, fille de Caius Antonius Hybrida. Ils divorcent en 47 car Antonia Hybrida aurait eu une liaison avec Cornelius Dolabella, un adversaire d'Antoine,.
Le couple a une enfant, Antonia, qui naît entre l'an 54 et l'an 49. En 44, elle est fiancée à Lépide le Jeune, les deux futurs triumvirs ayant arrangé le mariage.
Cependant, pour une raison inconnue, les fiançailles seraient rompues quelque temps plus tard. Selon Theodor Mommsen, en 36, Antonia épouserait Pythodoros de Trallès, un noble grec anatolien très riche, ancien proche de Pompée et plus vieux qu'elle de vingt ans. Antoine cherche à cette époque-là des fonds pour sa campagne parthique. Le couple vivrait à Smyrne et, en 30 ou en 29, Antonia donnerait naissance à une fille, Pythodoris de Trallès. Cependant, cette identification d'Antonia, fille d'Antoine, avec la mère de Pythodoris est incertaine. Certains historiens remettent en doute la théorie de Mommsen alors que d'autres l'approuvent.
Pythodoris de Trallès devient reine du Pont en l'an 13 en épousant Polémon, le fidèle vassal de feu son grand-père. Elle règne seule sur ce royaume client de Rome au nom de ses enfants mineurs à la mort de son mari en 8 av. J.-C. Elle se remarie avec Archélaos de Cappadoce, lui aussi nommé par Antoine. Cette alliance entre deux souverains clients génère la méfiance de Rome et les deux royaumes sont placés sous administration romaine par Tibère. Parmi sa descendance, on retrouve plusieurs rois vassaux de Thrace, d'Anatolie et du Caucase et surtout la dynastie régnant sur le royaume du Bosphore du Ier au IVe siècle.

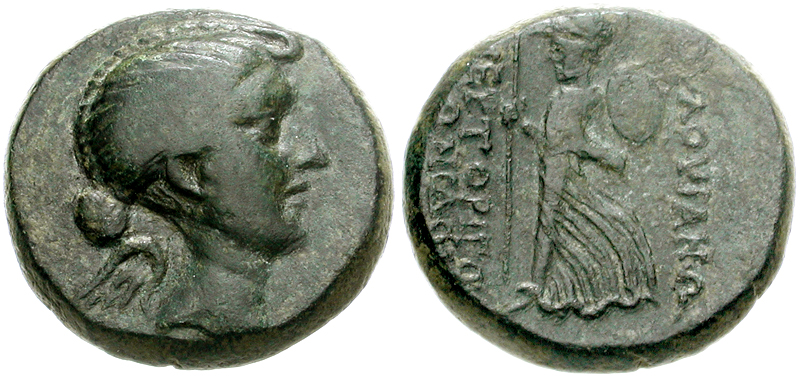
Fulvie, sur une monnaie, vers 41-40.

#### Mariage avec Fulvie
Fulvie est veuve des populistes Clodius et de Curion. De son premier mariage, elle a un fils et une fille, Clodia Pulchra. Antoine, pour consolider l'alliance fragile entre Octavien et lui après l'instauration du second triumvirat, offre sa belle-fille en mariage à son collègue triumvir. Celui-ci répudie Clodia en 40 en conséquence de la guerre de Pérouse, déclenchée par sa mère. Fulvie est aussi contrainte de divorcer d'Antoine, puis exilée et décède peu de temps après.
Le couple a deux enfants : Marcus Antonius Minor en 47 ou 46 et Iullus Antonius entre 45 et 43. Il est convenu en 37 que le fils aîné d'Antoine épouserait Julia. Cependant, à la fin de la guerre civile, le premier est assassiné sur ordre d'Octavien, sans doute parce qu'il est l'héritier officiel d'Antoine. Le second épouse Claudia Marcella Maior, la nièce d'Auguste par Octavie, en 21. Alors qu'il occupe le troisième rang dans la succession d'Auguste, il est forcé de se suicider à la suite de sa liaison avec Julia, fille d'Auguste, en l'an 2 av. J.-C. Sa descendance est incertaine.

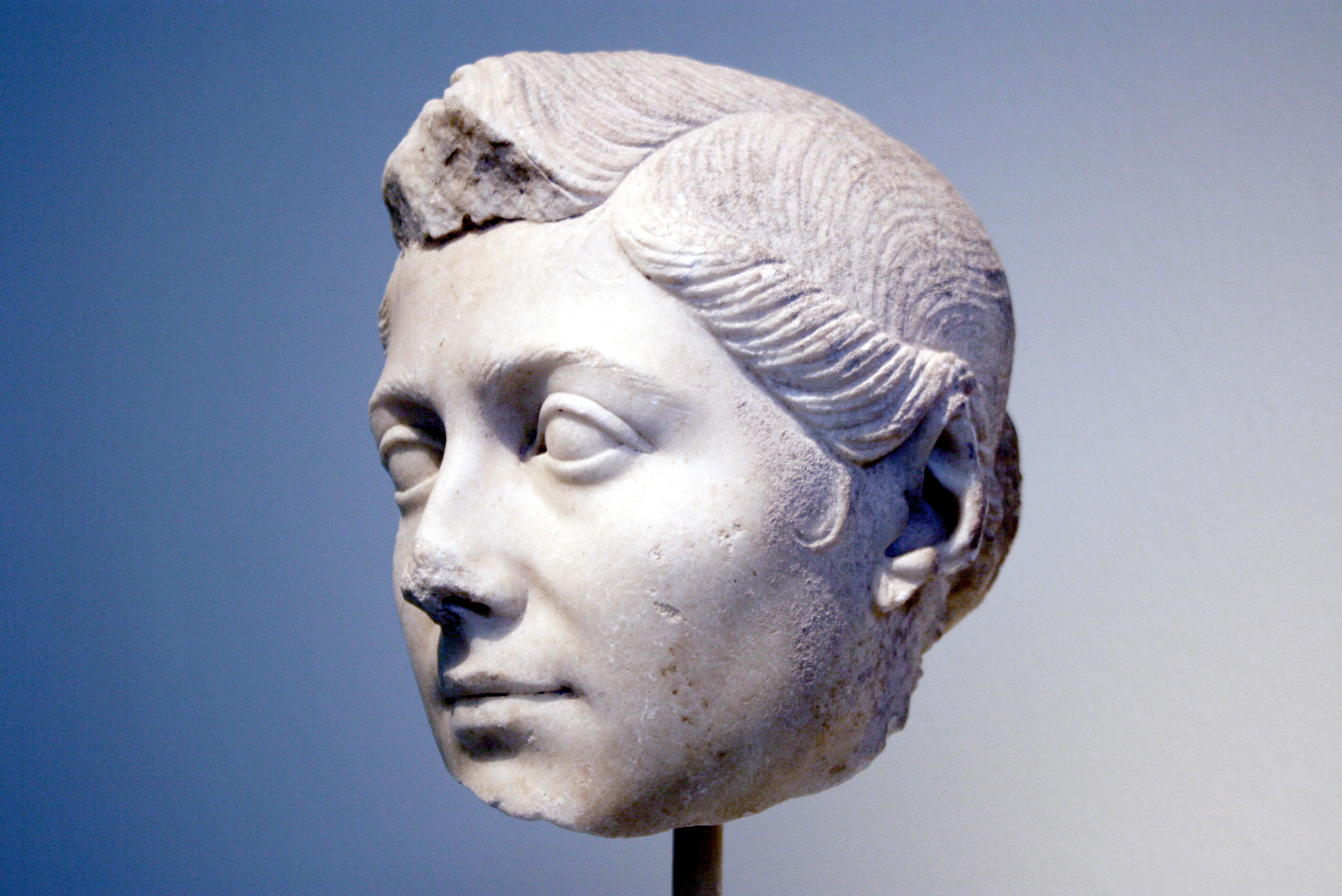
Octavie, marbre, Athènes.

#### Mariage avec Octavie
Après la guerre de Pérouse, Antoine divorce de Fulvie et épouse la sœur d'Octavien, Octavie. À plusieurs occasions, elle joue le rôle de conseillère et de négociatrice politiques entre son mari et son frère. Victime du conflit opposant les deux triumvirs, elle est répudiée par Antoine en l'an 32, alors que celui-ci vit depuis quelques années avec Cléopâtre VII. À la suite de la mort d'Antoine, Octavie vit alors tranquillement en élevant ses cinq enfants, ainsi que les enfants d'Antoine : Iullus, Alexandre, Séléné et Ptolémée,.
Le couple a deux filles : Antonia l'Aînée en 39 et Antonia la Jeune en 36. Il est vraisemblable qu'Auguste permette qu’elles jouissent des propriétés paternelles à Rome. Elles sont toutes deux liées à tous les empereurs julio-claudiens, la première étant notamment la grand-mère paternelle de Néron et la deuxième est la grand-mère paternelle de l’empereur Caligula et de l’impératrice Agrippine la Jeune par son fils Germanicus, la mère de l’empereur Claude et l'arrière-grand-mère maternelle et grand-tante paternelle de l’empereur Néron.

#### Union avec Cléopâtre

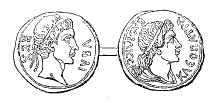
Pièce de l’ancien royaume de Maurétanie. Sur l'endroit, Juba II, et sur l'envers, Cléopâtre Séléné.

Enfin, Antoine s'unit avec Cléopâtre VII en 37. Les deux amants ont déjà eu des jumeaux en l'an 40, Alexandre Hélios et Cléopâtre Séléné, et ont un troisième enfant en 36 : Ptolémée Philadelphe. La relation d'Antoine avec Cléopâtre fut longue de 11 ans (de leur rencontre en - 41 à -30, à la mort d'Antoine).
Si les deux fils décèdent probablement sans descendance, Séléné épouse Juba II de Maurétanie, qui règne sous la tutelle romaine, en l'an 20 av. J.-C. Ptolémée de Maurétanie, leur fils, lui succède mais est exécuté sur l'ordre de Caligula. Il est le dernier représentant de la dynastie des Ptolémées et le dernier roi de Maurétanie,.

## Antoine et l’historiographie impériale

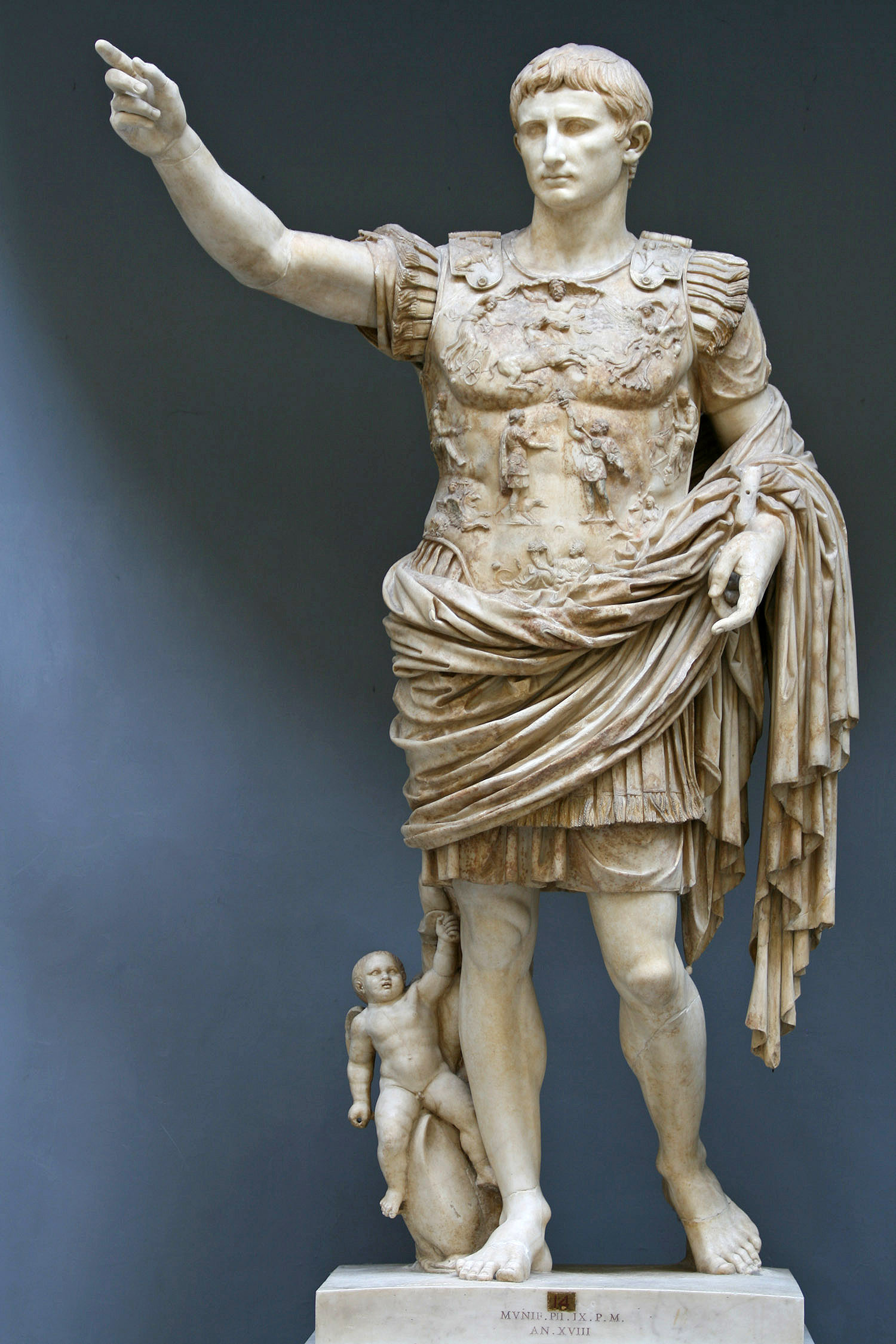
Auguste de Prima Porta, statue d'Auguste en tenue militaire de parade, au musée Chiaramonti, Vatican, Rome.

### Antoine et Cléopâtre vus par les auteurs antiques
Ses contemporains lui reconnaissent une incontestable fidélité à ses amis. Marc Antoine jouit également d'une immense popularité auprès des soldats, en raison de sa bravoure sur le champ de bataille et de ses capacités militaires,. Après sa défaite à Modène et sa retraite en Gaule, Plutarque rapporte ainsi qu'Antoine « est pour tous les soldats un exemple étonnant de patience et de courage : accoutumé depuis longtemps à une vie de luxe et de délices, il boit sans répugnance de l'eau corrompue, et se nourrit de racines et de fruits sauvages ».

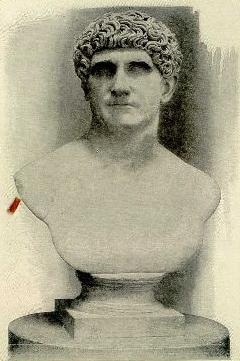
Buste de Marc Antoine.

Pour les auteurs antiques, c'est sa rencontre avec Cléopâtre en l'an 41 qui fait changer le caractère d'Antoine. Par exemple, Plutarque, qui écrit une biographie d'Antoine sous Trajan, narre une succession sans fin de festins et extravagances ainsi que les flatteries de Cléopâtre à l'attention d'Antoine à partir de cette année-là,. Sa prétendue soumission à Cléopâtre est l’explication essentielle de l'échec de la destinée d'Antoine, de la guerre parthique jusqu'à l'échec final d'Actium,.
À partir de là, la propagande d'Auguste laisse dans l'historiographie impériale une image de débauché, qui s'abîme dans la luxure, dilapide les richesses de l'Orient romain et livre à Cléopâtre les possessions romaines. Antoine est décrit comme ayant oublié d'être Romain et ensorcelé par Cléopâtre,. Sénèque, sous le règne de Néron, brosse ce portrait d'Antoine : « Un grand homme très capable, mais qui est perverti par des voies étrangères et des vices contraires à l'esprit romain par son amour du vin et sa passion pour Cléopâtre ». Plutarque donne une image similaire : « Doué d'un tel caractère, Antoine met le comble à ses maux par l'amour qu'il conçoit pour Cléopâtre, amour qui éveille et déchaîne en lui beaucoup de passions encore cachées et sommeillantes, et qui éteint et étouffe ce qui peut, malgré tout, persister chez lui d'honnête et de salutaire ». Florus, sous le règne d'Hadrien, porte un jugement impitoyable sur Antoine : « C'est ainsi qu'une Égyptienne demande l'Empire romain à un général ivre, pour prix de ses faveurs. Et Antoine le lui permet comme si le Romain est moins difficile à conquérir que le Parthe ! Il se prépare donc à conquérir le pouvoir, et cela sans se cacher ; mais après avoir oublié sa patrie, son nom, sa toge, ses faisceaux, il s'abandonne tout entier à ce monstre ».
L'historiographie antique est globalement très défavorable à Cléopâtre car inspirée par le vainqueur de Cléopâtre, l'empereur Auguste, et son entourage dont l'intérêt est de la noircir afin d'en faire l'adversaire malfaisant de Rome et le mauvais génie de Marc Antoine,. La propagande augustéenne la dépeint comme une ogresse orientale, ivre de toutes les passions, pour détourner l'attention à Rome de l'idée d'une guerre civile purement romaine. Ainsi ce jugement de l'historien du Ier siècle, Flavius Josèphe : « Elle fait d'Antoine l'ennemi de sa patrie par la corruption de ses charmes amoureux ». La légende noire propagée par l'idéologie augustéenne est relayée ensuite par les poètes, tels que Horace, Properce et Lucain, et les historiens romains tels que Eutrope, Dion Cassius et Tite-Live, qui voient en elle quatre dangers : reine, remettant en cause la République romaine, femme de caractère et séductrice, pouvant mettre en danger la virilité et la virtus romaine, ambitieuse, menaçant la liberté, et étrangère, origine grecque et orientalité associées à la débauche et la luxure mettant en cause la « romanité », notamment la vertu de pudicitia. Le portrait qu'en dresse par exemple Dion Cassius est sans appel : « Cléopâtre, quant à elle, insatiable de jouissance, insatiable de richesses, montre souvent une louable ambition et souvent aussi un arrogant dédain ; elle acquiert le royaume d'Égypte par l'amour et, après avoir espéré s'emparer par ce moyen de l'Empire romain, elle n'obtient pas celui-ci et perd celui-là. Elle domine les deux Romains les plus grands de son époque et se tue à cause du troisième ».

### Le jugement des historiens modernes
L'historien britannique Peter Green, à la fin de son ouvrage sur la période hellénistique, parlant d'Antoine et Cléopâtre, souligne qu'elle est « une personnalité charismatique de tout premier plan, une figure de chef-née et une souveraine d'une ambition démesurée, qui méritait mieux qu'un suicide en compagnie de ce lourdaud et douteux sybarite romain, avec son cou de taureau, ses manières prodigieusement grossières et ses stupides crises d'introspection ». « Si Cléopâtre - brillante, vive, parlant couramment neuf langues, mathématicienne et femme d'affaires avisée - éprouve un véritable respect et une authentique admiration pour Jules César, les hésitations sentimentales d'Antoine, sa futilité intellectuelle et ses excès grossiers la mettent hors d'elle. Elle est obligée de traiter avec Antoine, et elle tire de lui tout ce qu'elle peut ; mais elle ne juge pas nécessaire, semble-t-il, d'organiser ces divertissements aussi stupéfiants qu'interminables pour le sobre César, dont l'esprit et l'éclat égalent les siens. […] C'est pour Antoine qu'elle imagine cette parade gigantesque et tapageuse, cette descente du Cyndos jusqu'à Tarse […] : un appât vulgaire pour ferrer un homme vulgaire ». Peter Green brosse un autre portrait du triumvir romain au moment de la rencontre de Tarse : « Cléopâtre n'ignore rien des limites de ses compétences tactiques et stratégiques, de sa grande popularité auprès des troupes ; de son sang bleu, un atout malheureusement contrebalancé par l'impécuniosité ; elle connaît ses penchants pour la boisson et pour les femmes, et son habitude de semer des enfants à droite et à gauche, son philhellénisme superficiel, sa vulgarité prodigieuse, son exubérance physique et son ambition brutale ainsi que ses prétentions dionysiques à la divinité ». Pour ses différents portraits d'Antoine, Peter Green s'appuie directement sur la vie d'Antoine de Plutarque. Cependant, il reconnaît que les sources antiques sont biaisées par la propagande d'Auguste et qu'Antoine agit aussi dès le début par calcul politique et logistique. « Malgré tous les échos romantiques entourant la première rencontre entre la reine et Antoine, ce dernier se montre apparemment beaucoup moins malléable que l'on ne tend à nous à faire accroire. De fait, c'est peut-être Cléopâtre qui se fait exploiter dans une certaine mesure ».

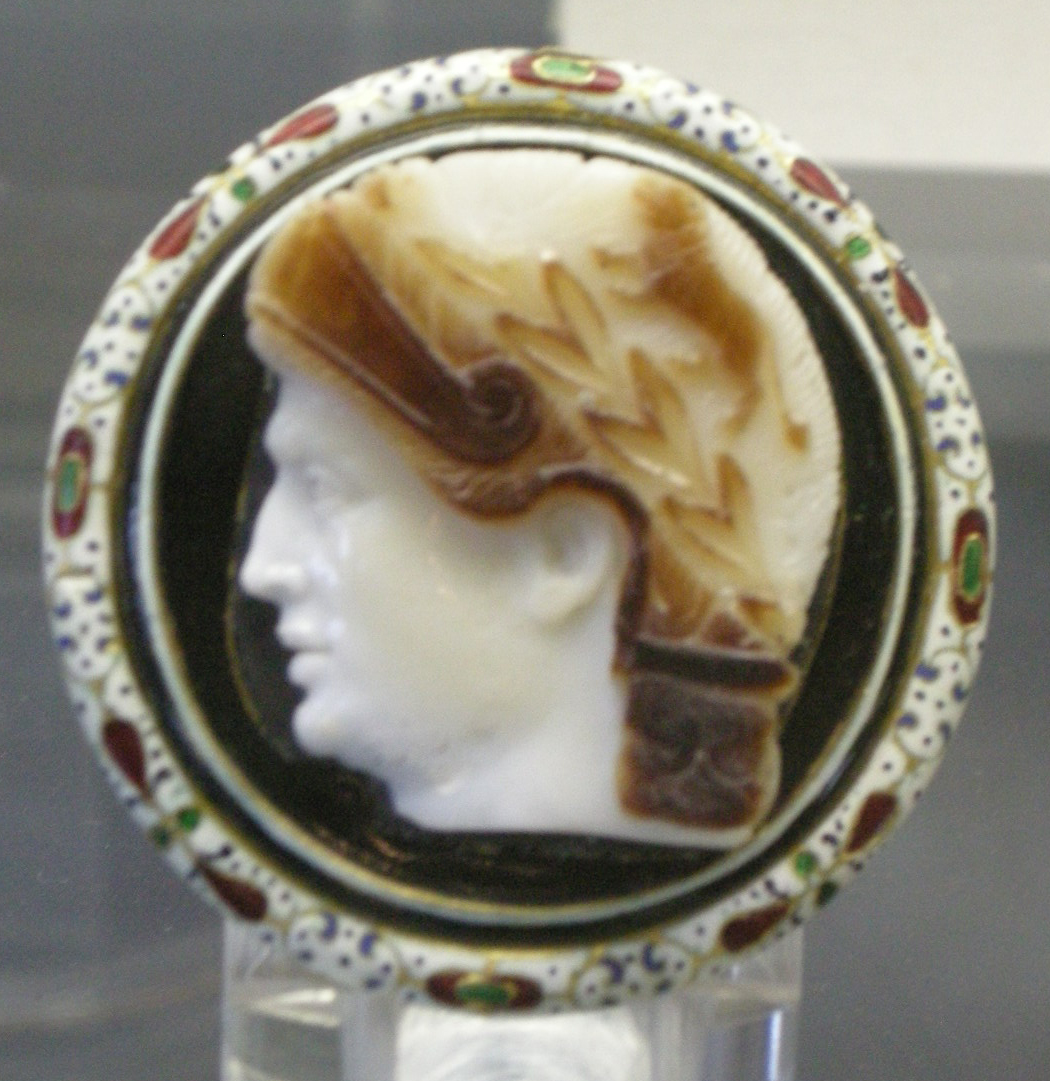
Médaillon avec le profil d'Antoine, représenté en Alexandre le Grand.

Monique Jallet-Huant, auteur d'une biographie d'Antoine qui suit elle aussi de très près les sources antiques, brosse un portrait peu flatteur du généralissime et prince d'Orient, mais d'autres historiens modernes réhabilittent au contraire Antoine, tel Eleanor G. Huzar dans sa biographie, ou plusieurs historiens français, notamment Jean-Michel Roddaz dans les derniers paragraphes d'un ouvrage sur la période républicaine romaine.
Pierre Cosme, auteur d'une biographie du vainqueur d'Actium, souligne que « les auteurs anciens insistent abondamment sur la dépravation et la brutalité de Marc Antoine. […] Il ne faut pas oublier qu'il s'agit du témoignage des adversaires de Marc Antoine. On lui reconnaît néanmoins une incontestable fidélité à ses amis et une immense popularité auprès des soldats, en raison de sa bravoure sur le champ de bataille et de ses capacités militaires ».
Yann Le Bohec, au sujet d'Antoine et de César, signale que « ce personnage a suscité encore plus de controverses que son chef. Issu de l'aristocratie, il a reçu une excellente éducation et a étudié la rhétorique en Grèce. On ne saurait donc se contenter du portrait de soudard qui a été proposé plus tard. Grand et courageux, beau et barbu, il se signale par un tempérament exceptionnel et ne craint d'abuser ni du vin, ni des hommes, ni des femmes. Le lecteur comprendra que ces goûts ne répondent pas seulement à une choix personnel. Ils expriment une vraie religiosité : si César est protégé de Vénus, Antoine cherche l’appui de Dionysos ».
Selon Jean-Michel Roddaz, Antoine ne cède pas au mirage oriental en l'an 42 lors de la bipartition de l’empire. Par ailleurs, Antoine est philhellène de longue date, et ce bien avant de rencontrer Cléopâtre. Selon les auteurs antiques, Antoine est irrémédiablement soumis et follement amoureux de Cléopâtre à partir de l’hiver 41-40 passé à Alexandrie, mais Antoine demeure ensuite quatre années sans revoir Cléopâtre, ce qui fait dire à Jean-Michel Roddaz « qu'on a connu des amoureux plus impatients » et à Peter Green que « le magnétisme de la reine n'a rien d'irrésistible ».
Par ailleurs, sa réorganisation de l'Orient, si décriée par la propagande augustéenne et l’historiographie antique, est jugée légitime par les historiens modernes, et surtout efficace, à tel point qu'Auguste s'en inspirera par la suite,,.
Jean-Michel Roddaz juge ainsi Antoine lorsqu'il est maître de cavalerie de César en 48-47 : . Quelques années plus tard, en 42, « la bataille de Philippes a consacré les talents militaires d'Antoine ». Même dans la défaite, en l’occurrence lors de la retraite très difficile de Médie en 36, Jean-Michel Roddaz signale que « c'est dans ces moments les plus délicats que le courage, la grandeur d'âme et la bravoure d'Antoine paraissent le mieux mis en évidence » et après la défaite finale, « une fois de plus, comme à Modène ou tout au long de la retraite de Médie, et parce qu'il sait que tout est perdu, Marc Antoine sait se montrer grand dans l’épreuve ».
Enfin, même à la veille de la dernière bataille, Antoine garde d'importants soutiens, ayant d'ailleurs probablement plus d'alliés parmi l'aristocratie romaine que son adversaire, même si le soutien dont il jouit à Rome commence à s'effriter avant la défaite concrète d'Actium. Les contemporains ne semblent pas avoir de lui une image négative, celle d'un dépravé ayant cessé d'être un Romain.
Jean-Michel Roddaz rapporte à ce sujet une anecdote d'un auteur antique et Peter Green des vers d'un poète alexandrin moderne :
| « Octavien rentre à Rome dans tout l'éclat de sa victoire à Actium. Parmi ceux qui viennent au-devant de lui pour le féliciter, se trouve un homme tenant un ménate auquel il a appris à dire : “Ave, Caesar, victor, imperator”. Octavien, émerveillé, achète vingt mille sesterces l'oiseau flatteur. Un voisin du propriétaire de l'oiseau, jaloux, dit à Octavien que l'autre a un deuxième corbeau et demande qu'on l'oblige à l'apporter. Amené, l'autre corbeau débite les mots qu'il a appris : “Ave, victor, imperator, Antoni” » — Macrobe, Saturnales, II, 4, 29. | « Les nouvelles quant à l'issue de la bataille d'Actium Sont assurément surprenantes Mais point n'est besoin de rédiger une autre adresse. Il suffit, au lieu de libérant les Romains Du néfaste Octave, Espèce de parodie de César Mettons maintenant libérant les Romains Du néfaste Antoine. Le reste va très bien. » — Constantin Cavafy (trad. Marguerite Yourcenar), Poèmes, Athènes, 1963 (trad. 1978). |

## Marc Antoine dans la culture populaire
Sa relation avec Cléopâtre est devenue légendaire et a été le sujet de nombreuses œuvres. En voici quelques-unes dans lequel le personnage de Marc Antoine joue un rôle central.

### Peinture
La vie et notamment la mort d'Antoine et Cléopâtre sont le sujet de nombreux tableaux et dessins : voir l'article Cléopâtre VII, « Peinture ».

### Littérature
- La tragédie Marc Antoine de Robert Garnier écrite en 1578.
- Les pièces de théâtre Jules César et Antoine et Cléopâtre de William Shakespeare du début du XVIIe siècle.
- Le drame héroïque Tout pour l'amour de John Dryden écrit en 1677.
- Le poème Antony and Cleopatra de William Haines Lytle du milieu du XIXe siècle.
- Le poème The God Abandons Antony de Constantin Cavafy écrit en 1911.
- Le roman historique The Memoirs of Cleopatra de Margaret George écrit en 1997.
- La fresque historique Les Maîtres de Rome de Colleen McCullough, particulièrement dans César et Cléopâtre et Antoine et Cléopâtre, écrits en 2002 et 2007.
- La série de romans Emperor de Conn Iggulden, dans The Field of Swords, The Gods of War et The Blood of Gods de 2004 à 2013.

### Musique
- Un opéra intitulé Marc'Antonio e Cleopatra du compositeur Johann Adolph Hasse, donné à Naples en 1725.
- Un opéra en quatre actes, Cléopâtre, de Jules Massenet, créé en 1914.
- Un opéra en trois actes Anthony and Cleopatra de Samuel Barber, créé en 1966.
- Une comédie musicale Cléopâtre, La dernière reine d'Égypte de Kamel Ouali, créée en 2009.

### À l'écran
- De très nombreux films ont été tournés sur sa relation avec la reine d'Égypte, dont Cléopâtre (1934, joué par Henry Wilcoxon), Cléopâtre (1963, joué par Richard Burton), et Antoine et Cléopâtre (1972, joué par Charlton Heston).
- Le film Jules César (1953, joué par Marlon Brando).
- Le film L'Histoire de l'humanité (1957, joué par Helmut Dantine).
- La mini-série télévisée Cléopâtre (1999, joué par Billy Zane).
- La mini-série Empire (2005, joué par Vincent Regan).
- La série télévisée Rome (2005-2007, joué par James Purefoy).
- Le documentaire dramatique Ancient Rome: The Rise and Fall of an Empire, épisode 1 - Caesar (2006, joué par Alex Ferns).
- Le téléfilm documentaire Le Destin de Rome (2011, joué par Paweł Deląg).